# センゴク
『センゴク』は、宮下英樹による漫画作品。『週刊ヤングマガジン』（講談社）に2004年から掲載され、第2部を『センゴク 天正記』、第3部を『センゴク 一統記』として連載、2015年50号から第4部にして最終章『センゴク権兵衛』が連載され、2022年13号をもって完結した。2007年2月より番外編として『センゴク外伝 桶狭間戦記』（全5巻）が連載された。2021年12月時点でシリーズ累計発行部数は1059万部を突破している。

## あらすじ
時は戦国時代、稲葉山城の戦いで美濃・斎藤家臣だった仙石権兵衛秀久は織田信長に捕らえられ、その部下として織田家中に迎え入れられる。
合戦に明け暮れる過酷な日々の中で権兵衛は、織田信長・豊臣秀吉・徳川家康ら戦国時代の英傑たちの下で失敗と挽回を繰り返しながら成長してゆく。
第1部「センゴク」
美濃・斎藤家臣仙石権兵衛秀久（15）は美濃を征服した尾張国主・織田弾正忠信長に見出され、その家臣・木下藤吉郎秀吉の寄騎となる。怒涛の勢いで勢力を広げる織田家に危機感を抱いた諸大名の信長包囲網の中、権兵衛は数々の死闘を潜り抜ける。1567年の稲葉山城の戦いから金ヶ崎の退き口、姉川の戦い、比叡山焼き討ち、三方ヶ原の戦い、一乗谷城の戦いを経て、1573年の小谷城の戦いによる浅井家の滅亡までが描かれる。全15巻。
第2部「センゴク 天正記」
小谷城攻略の功績により大名に取り立てられた秀吉と共に権兵衛（22）も1千石の領地を預かる領主となり、家臣団を組織する立場となった。一指揮官としての成長を迫られながら、未だ続く信長包囲網を戦い抜く。1574年の長島一向一揆から長篠の戦い、雑賀攻め、手取川の戦い、中国攻め、甲州征伐による武田家滅亡までが描かれる。全15巻。
第3部「センゴク 一統記」
1582年、中国遠征を続ける秀吉の備中攻めより物語は始まる。天下統一を目前とした織田家は本能寺の変により衰退の一途を辿ることになる。一つの時代が終わりを迎え、新たなる時代の始まりを迎える。高松城水攻め、本能寺の変、中国大返しと山崎の戦い、清洲会議、引田の戦い、賤ヶ岳の戦い、小牧・長久手の戦いまでを描く。全15巻。
第4部「センゴク権兵衛」
1584年の九州から物語は始まる。沖田畷の戦いにより龍造寺の衰退が始まり、島津家は九州統一まであと一歩と迫っていた。一方、淡路国の大名となった権兵衛（34）は長宗我部の抑えとして役割を果たしていたが、戦国史上最大の失敗は目前に迫っていた。沖田畷の戦い、紀州征伐、四国征伐、戸次川の戦い、小田原征伐、文禄の役（名護屋在陣組）、豊臣秀吉の死、上田合戦、時は流れて1614年の権兵衛の死で物語は完結する。全27巻。

## 概要
戸次川の戦いでの大敗などから余り好意的な評価を受けてこなかった美濃出身の武将仙石秀久を、戦国史上最も失敗し挽回した男として、主人公に据えて戦国時代を描く異色の作品である。タイトルは戦国時代と主人公の姓「仙石」を引っかけたもの。
仙石同様に山崎新平、鳥居景近、野々村正成、堀才介といったマイナーな武将が、展開の鍵を握る人物として描かれている点も本作の大きな特徴である。その上で丹念な歴史研究に基づいて戦国時代の通説・俗説を覆す仮説を「だがこの通説には疑問が残る」というフレーズと共に提示するのも本作の特徴である。こうした精密な時代考証と大胆な人物描写の両立による歴史描写は本作の魅力の一つであり、「全ての常識を覆す超リアル戦国合戦譚」がキャッチフレーズとされている。また、作中では様々な古文書の一文が解説文と共に引用され、出典元が明確にされるなど考証に関する誠実な姿勢がとられている。考証では東京大学史料編纂所の本郷和人助教授（准教授に改称後、2012年から教授）ら識者の協力を得ており、自身も現地取材や文献調査は勿論、新しく発表された研究論文などにも目を通しているという。また、実在する別時代の歴史的人物をモチーフとして反映させたり、時事的な話題を作中のアイディアにしているなど必ずしも史実のみを絶対視している訳ではない。
連載が続く中で大きな話題を集めて、第32回講談社漫画賞一般部門に受賞候補として選出される人気作へと成長し、様々な小説・外伝・関連書籍が展開、2011年にはコンビニで総集編も販売された。『戦国大戦』『鬼武者Soul』などゲーム作品とのタイアップ企画も多く、2014年には『信長の野望・創造』とのコラボレーションが行われた。累計発行部数は連載11年目となる2015年3月時点で累計750万部に達している。同年には公益財団法人・日本財団が主催した「これも学習マンガだ！」の百選に歴史漫画部門で選ばれた。
本作が2022年2月に完結した後、宮下は同年10月より『コミック乱』にて『大乱 関ヶ原』の連載を開始した。徳川家康を主人公として、本作では描かれなかった豊臣秀吉の死去後から関ヶ原の戦いに至るまでの物語を描くもので、世界観、登場人物は『センゴク』シリーズを踏襲しており、事実上の続編、または外伝と呼べる内容となっている。

### 登場人物名の表記法
この作品では、登場人物名は「苗字＋仮名or官職名＋諱」で表記され、名が挙がる場合（特に口語）では諱より仮名や官職名が用いられ、口語で諱を用いる場合も「信長公」などのように三人称としての使用に留まる例が多い。
現代では歴史上の人物名を表記する場合、一般に「仙石 秀久」のように「苗字+諱」で表される。正しくは「苗字＋仮名（通称）or官職名＋諱」（例：仙石権兵衛秀久）、あるいは「氏（＝本姓）＋諱」や「氏（＝本姓）＋姓（＝かばね）＋諱」（例：豊臣朝臣秀吉、源朝臣晴信（=武田信玄））であり、特に本作の舞台となる戦国時代～江戸時代においては氏や諱は朝廷の公式文書などで用いられるにすぎず、もっぱら日常会話などでは苗字か仮名、官職名が用いられるのが一般的だった（秀久は権兵衛、秀吉は籐吉郎または筑前守、信長は上総介または弾正忠など）。また、諱を避けるためでもある。「氏」を用いる場合は原則的に氏と姓または諱の間に、格助詞である「の」を入れるのが正確であるが（例：源頼朝、みなもと・の・よりとも等）、豊臣の氏を新たに賜った秀吉や秀長は現代において、彼らに限っては苗字と同様に「の」を入れない「とよとみ・ひでよし」の読みで表される機会が多い。それらの点についても本作では本来の「氏+諱」の読みに倣って「とよとみ・の・ひでよし」「とよとみ・の・ひでなが」などと表記している。ただし、後述のように例外も多い。
詳しくは諱#日本における諱の歴史 や、避諱#日本での例を参照のこと。
一方で、出家し俗名（本名）とは別に仏教徒としての戒名（法名）を持っていた武田晴信（武田信玄）を武田法性院信玄、上杉輝虎（上杉謙信）を上杉不識庵謙信などのように、本名の苗字と戒名を混ぜている本作の独自表記も見られる。例えば、本作中の他の大名や武将（織田弾正忠信長など）と同様の表記をこの二人にするならば、武田信玄は「武田大膳大夫晴信」、上杉謙信は「上杉平三輝虎」のようになり、戒名（法名）の場合は武田信玄が「徳栄軒信玄（法性院信玄は死後）」、上杉謙信が「不識庵謙信」であり、戒名においては本名における氏姓名は用いられない（本名をそのまま戒名とする人物の場合はその限りではない）。
また同様に、前出の「氏+諱」を使用する豊臣秀吉らについても、苗字使用時に類似した「氏+官職+諱」（豊臣関白秀吉＝とよとみ・の・かんぱく・ひでよし）のような折衷的な独自表記もある。
他、信長の妹であるお市の方が織田家ではなく夫の浅井家の人間であることを強調するために、夫の苗字を使用し「浅井市」と名乗るなどのエピソードも存在する。江戸時代以前の日本では、女性は基本的に苗字そのものを名乗る習慣はなく、したがって婚姻後にも配偶者の苗字を名乗るということはなかった。また氏（本姓）に関しては常に父の氏を引き継いでおり、氏を改める場合は養子縁組に限るため、婚姻は関係がなかった。
このように、本作では基本は現代の一般表記よりも当時の使用法として史的に正しい表記に努めてつつも、ストーリー表現として作者独自の呼称を創作して使用したり、場面によっては現代的な「秀吉様」など「諱+様」の表記をあえて用いる場合もあるなど、必ずしも史的に忠実な表記を一貫しているというわけではない。

## 登場人物

### 仙石家と関係者
権兵衛と川爺以外の人物は第二部以降より登場。元々は美濃国の豪族であったが、秀久が織田家に仕官して数々の武功を上げたことで、羽柴軍の寄騎衆でも屈指の規模となった。権兵衛の方針で武功を挙げることを最優先とし、軍備に銭を惜しまず、戦のためならば後先考えず借銭も厭わないため、万年金欠となっているのが悩みの種。やがて羽柴軍の事実上の四国方面担当となるが、軍監として四国連合軍を率いた九州征伐において、豊臣秀吉の命令を破って独断で島津軍と開戦した「戸次川の戦い」で大敗したことで改易処分を受け、すべての領地、名声を失って家臣団は離散した。その後、小田原征伐が起こると、帰参した旧臣と浪人衆を率いて新生仙石隊として再起を目指し、浪人ながら虎口を占拠する活躍を見せ、名誉挽回を成し遂げた。
本拠地は、第一部では本領の美濃国（加茂郡黒岩）のみであったが、小谷城攻略戦の功により第二部から近江国野洲郡（1,000石相当）に移し、中国攻めの功により播磨（4,000石相当）にも所領を得る。第三部で淡路国（5万石相当）を平定したことで大名（淡路国・洲本城主）となり、第四部の四国征伐の功により讃岐国・聖通寺城主（10万石相当）となったが、改易処分によりすべての領地を失った。その後、小田原征伐での武功と徳川家康の斡旋、さらに統治が困難（浅間山の火山活動、依田氏の影響力が強いため）なため、引き受ける者がいないとの理由から、信濃国・小諸城主（5万石）として大名家に返り咲いた。
仙石秀久（せんごく ひでひさ）
声 - 小野大輔（戦国大戦） / 中村悠一（英傑大戦） / 三木眞一郎（鬼武者Soul） / 関智一（パチンコ）
通称は権兵衛。本作品の主人公。美濃地方に所領を持つ豪族の当主で、当時の成人男子の平均身長を頭一つ上回る五尺七寸（約171cm）の体格を持つ青年。ダンゴ鼻が特徴。額には山崎新平との一戦でつけられた向こう傷がある。信長からは「ダンゴ」、秀吉からは「センゴク」、周囲からは「ゴンベ」「ゴン」「ゴン兄ィ」とも呼ばれる。恵まれた体力と生命力を活かし、戦場では百人力の槍働きをする他、時には自ら間者働きなども行っている。反面、頭脳労働が苦手で考え無しに動く事も多い猪武者だが、直情的な気質から多様な人々に信を置かれている。年少の頃から戦いに明け暮れてきた事から政は苦手だが動物的な勘が鋭く、経験と年齢を重ねるにつれて大局的な物事の見方も身に付けてきている。
第一部では秀吉の寄騎として戦い、幾つもの死線を潜り抜けて木下隊を支える先駆けとして成長する。第二部では大名となった秀吉から1000石を与えられて旗本となり、自身の槍働きだけでなく将としての成長を迫られていく。西国方面司令官となった秀吉の中国攻めで所領を加増されて大身旗本となり、上津城開城後は城代に任ぜられる。「出世するほどに苦しくなる」と一瞬の倦怠を抱くが、秀吉の古参兵として重職を委ねられていく。第三部では、誰とでも分け隔てなく付き合える性格を見込まれて淡路国の大名に推薦され、中国大返し後に明智側に与した菅家を討伐すべく淡路国に進軍した。手勢のみで洲本城を攻め落とし、山崎の戦いで士気旺盛な明智軍に苦戦する秀吉を奮起させた。光秀討伐後は柴田軍と羽柴軍の膠着を破るべく淡路から阿波・讃岐へ向かい、十河存保らと合流して長宗我部元親との引田の戦いに望む。緒戦では香川信景率いる先遣隊に勝利を収めるが、本陣強襲に踏み切って元親の計略に嵌り、敗北を喫した。
第四部では紀州征伐で水軍衆の一員として雑賀衆との戦いに出陣し、熊野に立て籠った湯川直春とも熾烈な戦いを繰り広げた。続く四国征伐では讃岐方面軍に属して存保と先鋒を務め、論功行賞では失敗を恐れず挑む姿勢を秀吉に評価され、讃岐国10万石に加増された。死没した蜂須賀正勝に代わって四国取次にも任命され、九州征伐では先陣の軍監として元親・存保ら四国勢と共に六千名を率いて大友氏の領内に出兵する。秀吉の真意である「島津家への出兵の口実を作る」という狙いを察していた事もあり、大友氏の内紛鎮圧に専念する。島津家が大友本領侵攻を開始して目的が達せられると守備に徹する方針を評定で下し、天下泰平もすぐ訪れると述べていた。
しかし敵将・島津家久の姿を想う中、大局を理由に刀を納めようとする自身への葛藤を覚える。やがて心を決めて再評定を開き、島津軍の包囲下にある鶴賀城への救援を決断して家久軍との戸次川の戦いに望む。釣り野伏せに備えていた事で当初は戦いを優勢に進めるが、「神降り」した家久が率いる島津軍本隊が桑名隊を潰滅させ、そのまま背後に回り込まれた十河隊も殲滅される。後方で伏兵に対処していた元親によって全軍が包囲される前に退却を直言されるが、退却すらも阻む家久軍の猛追に長宗我部信親、十河存保らが相次いで討死、自身も討ち取られる寸前まで追い込まれる。半死半生の状態での直感で家久本隊へ逆に突撃を開始し、島津兵の同士討ちを起こさせる事で退路を開いて九死に一生を得た。
敗北後、秀吉から改易処分を受けて家臣団を解散、汚名と罪悪感を背負いながら美濃国へ帰郷する。郷土の英雄として故郷からは暖かい歓迎を受け、本心では目的を達したと考えていた秀吉からも1万石という破格の堪忍料を下賜されて何不自由のない隠居生活を送る。だが意義の無い日々を過ごす事に耐えられず、妻子と離れて咎人が集まる高野山に自ら身を寄せる。高野山では民衆の嘲りや世の理不尽、旧友らの没落を目の当たりにするが、現実を見る事で却って生きる気概を取り戻していった。下山した後も茶会や寺院での勉学などこれまで心得になかった知識を学び取り、自分の縁に報いる為にも再起を志す決意を固める。
北条攻めが開始されると豊臣軍の牢人衆として参陣、家康の嫡男・秀忠との数奇な交流を経て、旧知の仲である堀秀政との取次役として小田原城攻めに加わる機会を得る。途中で秀政が病に倒れた事で攻勢は中止となってしまうが、他の牢人衆と共に殿を引き受け、その上で最後に残った殿軍だけで虎口を攻め落とす事を呼び掛ける。圧倒的に優勢な北条軍に決死の戦いに挑み、これまで培った戦場での勘を頼りに二重三重の守りを破り、遂には城郭に仙石家の軍旗を掲げて撤収した。
合戦後は命令違反を問う近臣らの手前、手放しで称賛できない秀吉から金団扇を下賜され、後に難所である小諸の城主に家康から推薦されて大名へ復帰を果たした。
- 第一部1巻寸評：戦国史上最も失敗し、挽回した男
- 第二部1巻寸評：史上最も失敗し、挽回した男

お藤（おふじ）
権兵衛の正室。野々村正成の姪で、野々村幸成の娘。お藤は通称で本名は成子。元は小川土佐守の室で間に一女（葛）を儲けたが、気性が合わず離縁している。叔父・正成やおねの推薦により再婚相手として権兵衛との縁談を取りもたれるも、最悪の出会いを果たした事で一時は破談してしまう。しかし紆余曲折を経て権兵衛の素朴さに触れて最終的には婚姻を結び、菊太郎ら三男一女を儲ける。年上女房として権兵衛を尻に敷いているが内心では夫に惚れ込んでおり、佐久間信盛が追放された際に家臣団が動揺する中、陣中を訪れ家臣団の不安を取り除くなど、家中では権兵衛の暴走を戒めることができる唯一人の存在であることから権兵衛以上の畏敬を集める女傑として君臨している。
自身の一存で葛と田宮の婚約を内定させるなど、順風満帆であったが、権兵衛が戸次川の戦いで失態を犯し、お家取り潰しの危機に陥りながらも気丈に振舞おうと努め、帰還した権兵衛には「仙石の名を捨てませぬ」と告げ、共に咎を背負う覚悟を伝えた。その後、断髪して故郷の美濃に戻り、慎ましく生活するが、贖罪の道を模索する権兵衛との距離感がわからなくなるも、権兵衛を支える妻として精進することを誓う。暫くして古渓宗陳の教えを受け、武士として再起する決意を伝えようとした権兵衛には戸次川の戦いの戦死者遺族の手前、支持はしないが、「似合っている」と伝え、陰ながら応援する。
葛（かずら）
お藤の前夫との娘。葛は通称で本名は坂井子。幼少期は年相応に無邪気で舌足らず、天正記終盤では母・お藤に似た年頃の女性に成長したが、性格は相変わらず無邪気で穏やかだが、それは表向きで実際は母・お藤譲りの気性の強さを見せ始める。仙石家のアイドル的存在だが本人は妙算に好意を抱いていた。「紀州征伐」前に仙石家に仕官してきた田宮四郎とは、田宮の図々しい態度により、両親を彷彿させる最悪の出会いを果たすも、その後、妙算が離隊したことで気落ちしていたところを田宮の不器用な励ましを受け立ち直った。それからは田宮の前では素の性格で接して尻に敷くなど、憎からず想うようになり、田宮が四国の有力者の嫡男であることからお藤の一存で婚約が内定したが、直後の戸次川の戦いで田宮は討死してしまう。悲しみに暮れ、権兵衛から子細を伝えられることを望んでいたが、それすら叶わず（一揆の危険性から権兵衛帰国前にお藤の判断で避難を命じられたため）、権兵衛を卑怯者と罵り、不信感を露わにした。その後は互いに距離を置いていたが、お藤の計らいで対面し、三人で京見物をしたことでわだかまりが解けた。仙石家の小諸入封後に下野国の公方の家臣・野口新十郎に輿入れしたが、気性が合わず、数ヶ月で離縁して出戻った（その際には一女を儲けている）。その後、豊臣秀勝の元家臣の佐野正秀と再婚した。
菊太郎（きくたろう）
権兵衛とお藤との間で生まれた仙石家の長男。容姿は母・お藤似。
長次郎（ちょうじろう）
天正記終盤に登場した仙石家の次男。容姿は父・権兵衛似。
左門（さもん）
天正記終盤に登場した仙石家の三男。容姿は兄弟の中では最も権兵衛に似ており、ダンゴ鼻も受け継いでいる。
亀子（かめこ）
権兵衛に登場した仙石家の次女。のちに古田織部の息子に嫁ぐ。容姿は父・権兵衛似で美人ではないが絶妙に可愛らしい。
萩原国秀（はぎわら くにひで）→酒匂常慶（さこう つねよし）
通称は孫太郎、酒匂家に入った後は彦三。権兵衛の叔父の一門で仙石家の家老。女顔。あだ名は「孫」（後に「彦」）、「孫殿」で、自身の兜の前立てには「孫」の1字をあしらっている。淡路入り以降は髭を蓄えるようになった。
小谷城攻略後に近江に所領を得て家臣団の組織にする権兵衛の下に親類の盛政・正惟と共に仕官、二人がいなくなってしまった後も、妙算と共に将となった権兵衛を支える。古参の一門筋のため、仙石家の副将的存在で仕官当初は頼りなかったが、伊勢長島殲滅戦、長篠の戦いなど数々の激戦に従軍した経験もあって最近では頼もしさを身に付ける一方、川坊には馬鹿が伝染ってきたとも言われていた。その後は、城代として各地を転戦する権兵衛の留守役となっていたため、四国征伐や戸次川の戦いには参戦しておらず、改易処分後は以前から誘われていた酒匂家の婿になった。権兵衛の小田原参陣を聞きつけるも、到着時には虎口陥落後で合戦に間に合わなかったものの、勝手な虎口攻めと連絡の不徹底で大問題になっていたため、（筑後に押し付けられる形で）家老代として諸将にお詫び行脚をするはめになった。権兵衛と同タイプの筑後、籐兵衛が家老ではまずいと思ったのか、小田原後も仙石家に残っている。
仙石盛政（せんごく もりまさ）
通称は治左衛門。仙石本家の一門。長身ながら穏やかな性格で「治の字」と呼ばれる。権兵衛と共に各地へ転戦し、長篠の戦いでは味方の不甲斐無さから敵将との一騎討ちを行いかけた権兵衛を諌め、総崩れとなった前線から無理やり後退させるも既に深手を負っており、討死した。
堀田正惟（ほった まさただ）
通称は右馬助。秀久の母方の堀田家一門で、権兵衛が領主となってから召抱えられた。丸々とした体格ながら、少々気の荒い性格で「牡馬の右馬っち」のあだ名で呼ばれていたが、実際は三人の中で最も繊細な性格であった。苛烈を極めた伊勢長島殲滅戦後に逐電、長篠の戦いの後、激痩せした姿で盛政の墓前に訪れていた。
その後は、本願寺の一向衆に参加しており、本願寺降伏後は高野山で「南朝の落胤」と称して浮浪者の群れに紛れていたが、そこで改易され高野山に入った権兵衛と再会する。過去の逐電の件を処罰されるかと思い、恐怖していたが権兵衛にその意思がないことがわかると高野山の案内役を買って出る。すべてを失った権兵衛に以前は我武者羅な感じが怖かったと本音を吐露し、権兵衛からも以前は周りを見る余裕がなかったと謝罪を受けるが、自由な生き方が合ってると逆に権兵衛を励ました。
津田妙算（つだ みょうさん）
通称は杉ノ坊。右頬にソバカスがある。仙石家領内で粗葉粕太郎（そば かすたろう）の名前で盗みを働いていた所捕縛され、その隠れた才能を見抜いた権兵衛に登用された。
クールで物臭だが、内に情熱を秘めている。鉄砲の名手で、揺れる船の上で正確に敵に射撃したり、銃身に二つの弾丸を装填して放ったりと妙技が光る。一時は同じ鉄砲の名手である織田家重臣・明智光秀からも勧誘を受けた程である。その正体は、紀州根来衆津田氏の一族で、一族でも白眉の才と言われていた。砲術の師は「雑賀重秀」。
第二部の雑賀攻めの際は師・孫市と主・権兵衛の間で揺れて一時家出したが、気持ちにケリをつけ仙石家に戻ってきた。以後は、孫太郎と共に各地を転戦する権兵衛を補佐しており、副将として城番を務めることも多い孫太郎と違い常に権兵衛と行動して馬廻を務めている。第四部の「紀州征伐」では幼馴染の大杉と再会し、「雑賀孫市」による秀吉の暗殺を阻止、代償として銃を捨てる決意をする。孫市の代わりに狙撃手として出頭するが、自身よりも先に大杉が罪を被って自害したことを知ると、根来の復興という大杉との約束を果たすため、涙を流しながら権兵衛に暇乞いした。
小田原征伐では、覆面を被って「覆面太郎」を名乗って正体を隠したまま加勢（ただし権兵衛を始め、馴染み深い仙石旧臣にはバレバレであった）。権兵衛が事前に”こんな事もあろうかと”一丁だけ用意してあった鉄砲を借り受け、往時と変わらぬ腕前を披露して早川虎口陥落に貢献した。戦後は、仙石家の元同僚達に帰参を乞われるも、戸次川の戦いの戦死者慰霊の旅に出た。
仙石治盛（せんごく はるもり）→仙石久次（せんごく ひさつぐ）
通称は右衛門、後に左近。治右衛門の家に養子に入った。治左衛門同様権兵衛からは「治の字」と呼ばれる。時折、お付きをしているが大抵は川坊と共に庶務方に属している。第四部からは久次に改名しているが、あだ名は変わらず「治の字」。九州征伐では急造の讃岐の軍勢を統率するため仙石隊の副将として従軍、「戸次川の戦い」では緒戦は後陣の元親隊の目付として伏兵の上井・樺山勢を撃退したが、敗戦が決定的となると軍監としての取りまとめも放棄する権兵衛を「将器なし」と非難しつつ、権兵衛のしぶとさを信じる者はついて参れと兵を鼓舞した。その後の逃走で負傷して療養中であったが、改易処分時には一番武功として手厚い恩賞を受けた。後日談では数十年後に後藤又兵衛と共に戦った後、晩年は水野勝成の客将として過ごしたという。
川爺（かわじい）
権兵衛の守役。斎藤家にいた権兵衛のじいや的存在だったが、物語冒頭で稲葉山城陥落の際に流れ矢に当たり、権兵衛の前で戦死した。
小説の『センゴク兄弟』でも「河原源五左衛門」の名で登場し、作中でも川坊に「源五左衛門」と呼ばれる。
川長右衛門（かわちょうえもん）
川爺の孫。当初は「川坊」と呼ばれ、権兵衛が領主となってからの仙石家を盛り切りする家令的存在。権兵衛が安心して戦場へ行けるように計らう他、口うるさく他の家臣の言いにくいことを秀久に言う立場でもある。川爺を「おじいさん」と呼んでいた。父と兄は地元村の争いによって死んだと言っている。改易処分後は、仙石夫妻を気遣ってか長年の所務に疲れたと言い、今後は趣味の囲碁で生計を立てる予定であることを伝えていた。その後、囲碁の指南役をしていたある日、再起を目指して小田原に向かう権兵衛の訪問を受け、軍資金の算用を依頼され、協力する。結局小田原後も仙石家に残っているようだ。
淡路国に入国した際、大平殿からは「川村殿」と呼ばれていた。
川兄（かわにい）
川爺の孫、川坊の兄。名は源太右衛門。仙石隊の右筆。淡路入りの頃から多く登場し始める。解説本ちぇんごくにて、その仕官の様子が描かれた。
後藤基次（ごとう もとつぐ）
通称は又兵衛。小寺家家臣だったが、主君の官兵衛が捕縛され羽柴家で裏切り者扱いとなり所在を無くしていたところを権兵衛に声をかけられ一時、仙石家に属することになった。
仁江（じんこう）
備中高松城攻め中に仙石隊に仕官してきた伊賀の忍衆。他の隊が間者の可能性を疑い、仕官を拒否する中、冠山城攻略を条件に権兵衛が受け入れる。仁江が発案した水の手切りは失敗に終わったものの、その後の戦働きで挽回した。大言壮語しがちなことを差し引けばそれなりに使える忍びである。
本能寺の変が起こり、山崎の戦い前に再び仙石隊の陣中に現れ、京近辺の地理に精通してることを見込まれ羽柴軍に陣借りという形で加勢、加藤光泰率いる翡翠隊の案内役を務めた。その後も行商を装い仙石隊との縁から時折、情報を売りに来ている。
間島氏勝（まじま うじかつ）
播磨国衆。権兵衛が淡路島へ渡海する際にいつも自船で送り届けていた。淡路で菅達長が蜂起した際には権兵衛に知行と引き換えに加勢するよう要請を受けており渋々、受諾した。以後は仙石隊と行動を共にすることも多く、賤ヶ岳の戦い後には約定通り岩屋城を拝領する。しかし本人は仙石家の家臣ではないと事ある毎に強調していた。権兵衛の讃岐転封以降は別行動となった模様。
大平殿（おおひらどの）
仙石家の家臣。本領から動けない川坊に代わり、淡路の庶務を担当する人物。四国出身でその後、仙石家の讃岐転封にも同行している。後に仙石家に仕える大平伊賀守國祐と同一人物かは現在まで不明。
言葉の前に「あー」、「うー」と前置きする癖があり、真似しやすいのか皆に真似される。改易処分後は、高齢であるためか隠居した。
人物のモデルは香川県出身の内閣総理大臣である大平正芳。
森（仙石）久村（もり ひさむら）
通称は権平。阿波水軍を率いる森家の一門衆。幼馴染の勘解由、覺右衛門とは義兄弟の契りを交わした仲で常に三人で行動している。森家から織田家（羽柴家）への人質として仙石隊で身柄を預かることになった。人質の身ながら秀久を尊敬し「仙石」姓を名乗り、もともと容姿が権兵衛に似ていたことで名実ともに「仙石ゴンベエ」となる。
引田の戦いでは権兵衛からは一門衆と同様に扱われ、伏兵部隊の部隊長に抜擢され地の利を生かして長宗我部の先遣隊を撃退する。しかし元親率いる本隊の策により仙石隊が窮地に陥ると殿を買って出て、権兵衛も若き日の自分と重ねるほどの勇猛ぶりを見せるも、影武者として敵方の注意を引き最後は多勢に囲まれ討死した。
森（仙石）久春（もり ひさはる）
通称は勘解由。森三人衆の一人。幼馴染の権平、覺右衛門とは義兄弟の契りを交わした仲で常に三人で行動している。森家から織田家（羽柴家）への人質として仙石隊で身柄を預かることになった。人質の身ながら秀久を尊敬し「仙石」姓を名乗る。引田の戦いでは権兵衛からは一門衆と同様に扱われ、伏兵部隊の部隊長に抜擢されるも最後は権平に付き合って殿を務め討ち取られた。
森（仙石）久武（もり ひさたけ）
通称は覺右衛門。森三人衆の一人。幼馴染の権平、勘解由とは義兄弟の契りを交わした仲で常に三人で行動している。森家から織田家（羽柴家）への人質として仙石隊で身柄を預かることになった。人質の身ながら秀久を尊敬し、「仙石」姓を名乗る。引田の戦いでは権兵衛からは一門衆と同様に扱われ、伏兵部隊の部隊長に抜擢されるも殿を務めることになった権平と勘解由からはその身を案じられ、逃がされる。二人の戦死を目の当たりにし、一時は後を追おうとしていたが権兵衛の説得に思い留まり仙石家に仕えることになった後は、砂治と共に仙石隊の武勇の象徴となっている。重臣として「紀州征伐」、「四国征伐」、「戸次川の戦い」にも従軍しており、緒戦は後陣の元親隊と共に伏兵の上井・樺山勢を撃退、敗戦が決定的となると権兵衛を護りながら逃走を成功させた。改易処分後には武功を評価され、前田家に仕官した。
森村吉（もり むらよし）→仙石筑後（せんごく ちくご）
通称は石見守。口癖は挨拶の際の「ドモドモ」。元は三好家臣で阿波水軍を率いる森家一門・森元村の子で、織田家（羽柴家）への人質として息子の森権平らを引き渡し、一族の居城土佐泊城に権兵衛らを招き入れる。引田の戦いで権平をみすみす死なせてしまったことを謝罪する権兵衛に、既に仙石姓を名乗っていたからには仙石家の子と言い逆に権兵衛を励ます。四国征伐が始まると、秀長・信吉率いる阿波方面軍を土佐泊城に招き入れ、そのまま寄騎として先導役を務める。四国征伐後に仙石家との縁から「仙石」姓を授与されて家老となり、引田城主になるが、仙石家が改易処分となると領地も失い、蜂須賀家臣となっていた実家に戻ったが、権兵衛が高野山で修養している時期に訪れ、舟乗りの経験として「時に嵐に遭わにゃあ幸せを味わえんのですわ」と言い、再仕官を申し出た。固辞する権兵衛だったが、弟子と称してそのまま居座り、その後も旧臣らが続々と帰参したため、権兵衛と行動を共にし、小田原征伐では仙石隊の副将として従軍している。一城の主らしく配下をまとめる術に長けるが、他隊へのお詫び行脚をすべて孫太郎に押し付ける、権兵衛が人事不省に陥っている間に戦勝の宴を開き続け戦費を使い果たすなど、家老としてはいささか問題あり。その後、仙石家が信濃で大名に復帰するとそのまま家老となり、権兵衛に近侍している。
外見のモデルは、ケンドー・コバヤシ。
田宮保富（たみや やすとみ）
通称は四郎。第四部から登場。一人称及びあだ名は「某（それがし）」、家中では「田の字殿」とも呼ばれた。三好家臣の阿波田宮荘の当主「田宮一富」の四男で元々は仏門に入っていたが、還俗して三好三郎の仲介で仙石家に仕官した。仏門に入っていたため、女性への免疫がなく葛に一目惚れしており、妙算からは“太々しい性格が仙石家向き”と評されている。仙石家では有力者の子息ということから馬廻見習いとなったが、「紀州征伐」の際に別離した妙算の代わりに権兵衛の背を守ることを誓い、その後の初陣となった湯川党との過酷な山中戦を戦い抜いたことで武士として大きく成長した。四国征伐後、三兄は病弱、次兄の横死や長兄が阿波での一揆に加担、廃嫡されたことで、豊臣家中でも有力大名となった仙石家に仕える保富が家督を継ぐこととなる。本人は突然の家督相続に困惑する中で、長兄の一揆加担で失った阿波の所領を仙石家の讃岐の領地で補填することになり、権兵衛には大恩を受ける。
権兵衛に命じられた間者任務のために斎藤に従い、府内に潜入。連絡役として府内と讃岐を往復する内に元々、美形であったらしく、髪も伸び、成長期を迎えて端正な顔立ちとなり、家中の女子の人気を博す。その頃には葛とは（保富は嫌われていると思い込んでいたが）相思相愛の間柄となっており、本人も知らずの内にお藤に認められて葛との婚約が仙石一家内で内定する。権兵衛は父親として保富が婿となることをまだ認めたくなかったが、仙石家の家紋入り兜を贈り、田宮家の一族郎党衆を率いるよう命じるなど一門同然の待遇を受ける。府内に上陸してからは乗馬に苦戦する中で身分を偽った長宗我部信親と出会い、指南を受けている内に信親の人柄に触れて「（仙石家臣ながら）長宗我部家に惹かれちまいそうで」と束の間の友情が芽生え、その後、九州の地理に詳しいことから豊前の黒田勢への連絡役という大任を全うし、結果的に殿を務めた信親の危機を救い、その際に正体を知った。「戸次川の戦い」では仙石・十河間の伝令役として布陣、中盤に島津（家久）軍の釣り野伏せで猛攻を受ける信親隊への援軍を命じられ、同じく信親隊の加勢に駆け付けた権兵衛の本隊と共に島津軍を撃退、「武士になって（みんなと一緒に戦えて）良かった」と感動する。しかし神降りした家久軍の猛攻の前に四国連合軍は壊乱する中で信親を見捨てて逃げることが出来ず、「葛様が好きすぎて、卑怯を背負って合わせる顔がありやせん」と権兵衛に兜を返して信親の加勢に向かったが、致命傷を負い、権兵衛への感謝と葛を想いながら討死した。
不知地勝助（いさじ かつすけ）
第四部から登場。あだ名は「砂治」。仙石家臣で馬廻を務める。武勇に優れ、勘の鋭い「阿和地（ワジ）」という名の愛馬を持つ。馬廻として「紀州征伐」、「四国征伐」、「戸次川の戦い」にも従軍しており、緒戦は後陣の元親隊と共に伏兵の上井・樺山勢を撃退、敗戦が決定的となると権兵衛を護りながら逃走を成功させた。改易処分後は流浪した後、再起を目指して小田原に向かう新生仙石隊に帰参した。一度仙石家を離れている孫太郎、川坊を別にすれば小田原時点の仙石隊で最古参で、馬廻りとして権兵衛の側近くに仕え、ある程度の直言も許されている。
佃弥之助（つくだ やのすけ）、草川助左衛門（くさかわ すけざえもん）
佃は第三部、草川は第四部から登場。仙石家の家臣でお調子者の二人組。保富の先輩としてお節介を焼く。一芸は前者は大平殿と仙石筑後の物真似、後者は残りわずかの樽の酒が何杯でなくなるか当てられるというもの。仙石家が改易処分となると浪人になったが、権兵衛が高野山で修養している時期に元家臣の中では最初に帰参し（他の旧臣によれば行く宛がなかった）、斎藤から託された田宮の遺髪を権兵衛に届けた。権兵衛の警固として寄宿先の門番などをしているが、相変わらず勤労意欲には乏しいものの、島津軍の恐怖からうなされてもいた。
奥田半兵衛（おくだ はんべえ）・奥田段兵衛（おくだ だんべえ）
第四部から登場。仙石家の家臣で馬廻を務める兄弟。人見知りで無口だが、共に弓の名手。「紀州征伐」での湯川党との戦いでは敵将、田中重太夫を討ち取り、「戸次川の戦い」でも島津兵と揉み合いになった権兵衛を救うなどいぶし銀の活躍が光る。仙石家が改易処分となると浪人になったが、優れた能力を持ちながら人見知りで無口な性格からどこにも仕官出来ず、権兵衛が高野山で修養している時期に数名の元家臣と共に帰参した。
斎藤長光（さいとう ながみつ）
通称は小豆。第四部から登場。仙石家の家臣で教え子の田宮からは「旦那」と呼ばれる。「紀州征伐」での湯川党との過酷な山中戦で、将兵が疲労困憊に陥る中で妙算もおらず、孤立する権兵衛に話しかけ、権兵衛も幾分か救われた。実は「金ヶ崎の戦い」では明智隊所属として殿に参加していたが、明智隊出身だと肩身が狭いことから周囲には隠してたほどの歴戦の武士。その歴戦ぶりを買われて小隊長に抜擢され、保富の才覚を見抜いて自身の補佐として指名した。以後は田宮の指南役となっており、湯川党との戦いで権兵衛からの信頼を篤くしたことで後の九州征伐前の間者任務を直々に命じられ、保富と共に九州へ赴く。反物商人として路上売りから始めて、商才を発揮して府内でそこそこの店を構えるまでになり、商売をしつつ情報収集に励んでいた。四国勢が府内に上陸すると大友家の内紛や島津軍の脅威など内憂外患である現状を権兵衛に報告、島津家で真に恐ろしいのは末弟の家久と警告したが、皮肉にも権兵衛の戦意に火をつける結果となってしまった。島津軍が豊後へ侵攻してくると仙石隊には合流せず、引き続き商人に扮して城下を監視する役目を負うが、「戸次川の戦い」で田宮を喪い、仙石隊の逃亡兵から田宮の遺髪を預かる。仙石家が改易処分となるとそのまま商人として生計を立てており、道中出会った佃・草川に田宮の遺髪を託した。
文禄の役では名護屋に出稼ぎに来ており、権兵衛と再会。その際に田宮の遺髪は本物ではないことを話すが、それは権兵衛も理解しており、「あれはええ嘘」と感謝される。その後は権兵衛からの依頼を受け、前田家への借銭をとりなした。
鷲見次久（すみ つぐひさ）
通称は籐兵衛。第四部から登場。権兵衛の幼馴染でお蝶の兄。権兵衛のことは幼名の「阿勝」と呼ぶ。伊勢国の天野家に仕えていたが、権兵衛が改易されて黒岩村に帰郷した話を息子（九市郎）から聞きつけ、鞍馬寺に逗留している権兵衛のもとを三十年ぶりに尋ねる。生来は臆病者で藤兵衛の真似して明るく振舞ってきただけ、と卑下する権兵衛に自分は権兵衛より優れているがそれでも十万石の大名にはなれなかったと言い、戦国大名は権兵衛に”向いている”と発破をかけて立ち去った。その後、権兵衛が再起を目指して小田原に向かうことをと聞きつけると、美濃で浪人衆を集めて九市郎と共に仙石隊に加入。東国の事情に精通しており、権兵衛の幼馴染ということで馬廻りの一員となり、仙石筑後が言い辛いことも直言するなど兄貴分として権兵衛を支える。早川虎口攻めでも筑後と共に奮戦し、仙石家の再起に貢献、戦後は「残る人間、乱世の終わりを見届ける」と伝え、元の場所に戻って行った。
岡田平内（おかだ へいない）
高野山にいた浪人で、後に仙石家臣。紀伊国那賀郡岡田荘出身。名前がなく、権兵衛にはその境遇から「無用ノ介」と呼ばれる。権兵衛を超える体躯を持つ元僧兵で、幼少期に村の諍いにより天涯孤独の身となり、僧兵となって居場所を見つけた折には豊臣家による僧兵解除の命で再び浪人となって高野山で身投げしようとしていた折に権兵衛（萩原権ノ助と名乗り、身分を隠していた）と出会う。元織田・豊臣家臣だった権兵衛に殺意を抱くが、自身の不幸な身の上話を聞かせた権兵衛が「この世に無用なのはわしだけじゃなかった」と勝手に救われていることに怒り、身投げを止めて暫く権兵衛に付きまとう。その後、旧臣が続々と帰参したことで仕方なく権兵衛が素性を明かすと、以前に権兵衛の寄宿先に中傷の落首をしたのは自分だと名乗り出たうえで謝罪、いずれ罪を償うと言い、下山する権兵衛と別れる。その後、藤兵衛が浪人を募集していた際に合流し、「岡田平内」の名で新生仙石隊の一員となった。仙石家に仕官してからは己の不足を学ばんとする謙虚な姿勢で川坊からは「殿よりよっぽど有用」と評価され、小田原城早川虎口攻めでは、権兵衛に救われた恩を返すべく、危険な付け入り策（撤収する敵兵に扮して城内に侵入、開門する役目）に志願する。重傷を負いながらも見事、付け入りの任を果たすも後続の筑後や藤兵衛が頼りなかったせいで、死ぬに死にきれなかったと生き延びた。その後は、教養の足りない仙石家臣団にあって権兵衛の古渓禅師の受け売りを即座に理解するなど聡明な一面を見せ、軍師的立場となっている。
佐野正秀（さの まさひで）
通称は半四郎だが、ヒゲ黒の愛称で呼ばれている。豊臣秀勝の家臣で、後に秀勝の未亡人である江の徳川秀忠への輿入れの際に随行員の一人として付き従っており、その際に警固役であった権兵衛と面識を得て途中、小諸に立ち寄った際にお藤や葛とも知り合う。その後、権兵衛が京に出仕していた時期にも小諸の統治を代行していたお藤を支えるなど、仙石家の面々と誼を深めて、お藤から長女・葛の再婚相手に指名された。

### 豊臣（羽柴、木下）家
権兵衛が所属する武家。半農の者も多く織田家臣時代には「泥ネズミの如き部隊」と揶揄されていた。金ヶ崎撤退戦などの武働き、長比城調略などの政略と次第に功を挙げ、小谷城攻略の恩賞に北近江三郡を与えられ、第一部終盤で大名となった。
第二部では本拠地を長浜城に置き、明智隊と功を競い、ついには西国方面軍に抜擢。一軍団で大国・毛利家と互角以上に渡り合うなど信長ですら望外の成長を見せるが、第三部の本能寺の変に際しては毛利家との電撃和睦からの中国大返しを敢行、山崎の戦い勝利の立役者となった。信長の死後は織田傘下の諸将を取り込み、最大の政敵であった柴田家との戦いを制してついに織田家中で唯一無二の筆頭宿老としてすべての実権を牛耳ることになった。また天下人として力を誇示するため日ノ本最大の商い地・大坂を本拠地として大坂城の普請を始め、小牧・長久手の戦いの後、秀吉の官位が織田信雄を上回った事を以て簒奪を完遂した。
第四部からは毛利・上杉家をも事実上の傘下に組み入れ、名実共に天下人の勢力となり天下統一戦を開始、その間に秀吉が関白に任官、軍事力、朝廷、堺商人をも統べるなど位人臣を極める。
豊臣秀吉（とよとみ の ひでよし）
声 - 藤原啓治（パチンコ）
通称は籐吉郎、後に筑前守、第四部からは内府大臣を経て関白太政大臣、後に太閤。当初は木下姓を名乗っていたが、比叡山焼き討ち後に羽柴と改姓し、四国征伐後から本姓を豊臣と称す。信長には「ハゲネズミ」と呼ばれ、他の多くの作品で一般的な「サル」と呼ばれることはほとんどない。多指症で右手の親指が二本あるが、「天正記」以降はそのように描写されている絵柄はない。極度の好色であり、また煙管中毒でもある。がしかし、竹中重治病没後はキセルをもった姿を見せていない。権兵衛の上司に当たる。笑いのシーンでは前歯が二本になったりヒゲが生えたりと、正に「ネズミ」そのものになる。
後に光秀が評すように“下よりつけ入り、やがて取り込む”人心掌握の天才「人たらし」で、下層から這い上がって出自故に都鄙貴賤の機微にも敏感。だらしのない人物ながら慕う者が周囲に絶えず、寄騎として羽柴隊に加わろうとする武将もいる。百姓出身で若い頃は諸国を放浪していた経験から様々なことに知恵が回り、その万能で丈夫なほどの仕事ぶりから「木綿籐吉」と称される。
当初は智略に優れるも槍働きにはことごとく消極的な人物であったが、権兵衛に感化されて「金ヶ崎の退き口」を機に戦でもその働きを認められるようになっていく。第二部からは信長の求める「新しき戦」を模索する中で長篠の戦いの功と手取川の戦いでの失態を乗り越え、信長に西国方面司令に任ぜられる。盟友・半兵衛を失いつつも、集めた優秀な人材を駆使し難所・播州を平定させ、一方面軍ながら大国・毛利家と互角以上に戦うなどその才能を本格的に開花させ、ついには信長にも銭を知る者と認められる。
第三部では信長の唐入りについては反対の立場を取るが強行する場合は従うとしていた。光秀の謀反により本能寺にて信長が自刃した事実を受け入れられなかったが、光秀を討ち、天下に名を轟かせる為に、毛利との電撃和睦からの中国大返しを敢行して終生のライバルであった光秀と山崎にて決戦に臨み、辛くも勝利を収めた。戦後の清洲会議では筆頭家老である勝家の手前、四苦八苦したが本領・長浜と引き換えに光秀の旧領・山城国や丹波国を確保した。暫くは織田兄弟の器量の無さ、宿老による合議がなければ何一つ決められない現状に業を煮やしていたが、“下克上の精神”を体現するため、ついに織田家簒奪に乗り出し天下人への階段を駆け上がっていく。堀秀政ら若手衆の抜擢、盟友・利家の調略などで勝家を破るも、専横を阻止せんと立ちはだかった信雄・家康との小牧・長久手の戦いでは池田・森の両将を失い徳川軍に戦術的には敗れたが、苦戦と見るや堺の豪商らに“惣無事構想”を説いて多額の援助を引き出して十万の軍勢を維持して圧倒的な資金力の差を見せつけ、権兵衛の情報から信雄・徳川間の火種を発見するや信雄と電撃的に和睦して家康に戦略的に勝利した。下層の出自故に「決して驕っちゃあなんねぇ」と自身を戒めているが、天下人としての威圧感を醸し出し始め、信雄からは「父・信長を見るが如き」と評されるなど、天下人の業を背負っていく。
第四部では内大臣に昇官、毛利・上杉家をも同盟国として惣無事構想による天下統一戦として西国平定に乗り出す。圧倒的兵力差により瞬く間に紀州を平定すると、次の四国征伐では信長が四国平定目前に横死したことから仮病を称し、弟の秀長を総大将として派遣するに留まる。その間に朝廷の人事抗争から“棚ボタ”的に関白に推挙され、聡明さとガサツさ、巧みな人心掌握により朝廷をも支配下とし、形骸化していた関白職を“武家関白制”に作り替える。四国征伐後に徳川家と和睦の密約を取り付けたことで九州に蔵入地を獲得するために九州征伐を計画、島津家を合戦に誘引するため、猪武者である権兵衛を九州に送り込んだが、秀吉本軍の九州入りが遅れたこともあって権兵衛率いる四国連合軍は独断で開戦した「戸次川の戦い」で大敗した報を受け、激怒して改易処分とする。しかし目標であった島津家の誘引には成功したことから局地戦での権兵衛の失敗はもはや些事であり、権兵衛の今後についても放任したが、秀長の諫言を受け、千利休を通じて権兵衛の動向を探らせる。その後、茶々を側室として寵愛、すこぶる機嫌が良かったこともあり、温情として権兵衛には堪忍料一万石を与える。
権兵衛の改易以後は立場の違いからほとんど面会することは叶わなくなっているが、長浜以前からの貴重な生き残りである権兵衛と面会すると、つい昔の調子で話しかけてしまう。
作者は「日本一空気の読める人物、笑いのセンスがあった人物」としている。
- 第一部3巻寸評：史上最も淫蕩にして、最も難解な男
- 第二部9巻寸評：史上無比の勝負師にして最も機微を知る男

おね
名は寧々、寧子とも。秀吉の正室。杉原氏の出身。酒好きで白昼から顔を赤らめることも多く、幼女のような振る舞いと底抜けに明るい性格を見せ、当初覇気に乏しかった秀吉の尻を叩いていた。秀吉の浮気性にもしきりに警戒している。とはいえ出張の多い秀吉の代わりに羽柴家の内政を盛り切りしており、酔っていても理性と聡明さは失わない。本能寺では長浜城から無事に脱出し、山崎の戦いの後に再会した秀吉の浮気を断罪するなど相変わらず尻に敷いている。その後、（秀吉の関白任官に伴い、従三位に叙せられ）「北政所」と呼ばれるようになり、秀吉の側室や諸大名の妻子、家内の女中の監督の役割を担っている。
茶々（ちゃちゃ）
お市と長政の長女。その姿はかつてのお市と瓜二つでその美貌は周囲の男子を無意識に魅惑するほど。政や姫としての嗜みには疎い反面、武芸に打ち込んでいる。父・長政を自害に追い込んだのは小谷城を攻略した羽柴隊であったことから、お市同様に羽柴（豊臣）秀吉のことは快く思っていなかった。
清洲会議後、家中の二大勢力となった羽柴家と柴田家の誼を作るため、一時は羽柴家（秀勝）に嫁ぐことが決定したが婚姻前に両家が決裂したため、反故となった。北ノ庄城落城の際に死を決意したお市と「何れの人間が美しきものであったか」競うことを約束し、妹達を引き連れ城から退去するがその時にはお市のような妖艶な雰囲気を醸し出していた。
秀吉が天下人として地位を確固たるものとすると満を持して、秀吉の援助を乞う（実際は秀吉に近づくため）。妹達の婚儀を斡旋してもらう代償として自身は秀吉のものとなることを誓うなど秀吉に取り入って歓心を得ることに成功し、秀吉の側室に迎え入れられて家中では「淀の丸」と呼ばれる。その後も側室の末席からのし上がるため、か弱いフリをしたり、色仕掛け、時には秀吉を叩く（当初は激怒した秀吉も、亡き信長を思い出して感傷に浸り、結果的に歓心を高めた）など巧みに秀吉の心を誘惑し、寵姫の地位を手に入れる。
大野氏（おおのし）
茶々の乳母にして侍女。「のし上がる為に首を懸けるも厭わぬ」との茶々の決意に応え、様々な秀吉懐柔策を茶々に吹き込む。
竜子（たつこ）
秀吉の側室のひとり。茶々がうらやむほど端麗な容姿を持つ。従妹（竜子の母は浅井長政の姉）である茶々には好意的に接する。茶々とは対照的に、閨では秀吉に加虐性欲のはけ口にされている。
豊臣秀長（とよとみの ひでなが）
通称は小一郎、第四部からは権大納言。第四部では大和郡山城主で大和宰相の通称で呼ばれる。秀吉の異父弟。当初は木下姓を名乗っていたが、兄に合わせて改姓していった。秀吉の忠実な腹心として行動し、権兵衛にも温かく接するなど温和な性格の持ち主。信長には「細目」と呼ばれ、伊勢長島の門徒兵からは「細目のしゃくれあご」と呼ばれていた。
物語開始時から秀吉に付き従っており、第二部では思いがけず伊勢長島包囲戦に先陣に抜擢されると、将としても活躍するようになる。以後は羽柴家の副将として西国方面軍にも従軍しており、正勝や高虎などと軍事、外交両面で秀吉を支える。四国征伐の際は出陣を取りやめた秀吉の名代として四国征伐軍の総大将を務め、官兵衛の献策を重用して長宗我部家との合戦を優位に進め、長宗我部家を和睦降伏させた。長年の戦友でもあった正勝が死去した際には秀吉に注進能う者が一人減ったとその死を惜しみ、その後の「戸次川の戦い」で改易処分となった権兵衛を家族同然に心配するも、放任する秀吉に対して「半兵衛殿も小六殿も亡き今―諫言能うは我のみなのですぞ…」と諫言した。九州征伐では豊臣本軍の先陣として上陸、日向方面より侵攻を開始して「根白坂の戦い」では事前の秀吉との協議通りに「長篠の戦い」同様に包囲殲滅作戦をとり、大勝の立役者となった。
九州征伐後に大納言に昇叙、豊臣政権の序列二番手となり、秀吉からも「ワシが最も処世術を教え、最も信のおける小一郎じゃ。万一、我が身に不慮の儀あっても彼奴さえあらば万民憂うことなかろう」と最大級の賛辞を送っていたが、その頃から病がちとなり、家臣の吉川平介による着服事件も発覚、この一件で年頭の挨拶は拒否され、断絶には至らなかったが後日、淀殿に苛烈な秀吉への注進も難しくなってきた心中を吐露した。それから徐々に体調は悪化していき、小田原征伐にも参陣出来ずに後日、秀吉から見舞われた際には、唐入りの際の日本の統治を委任されるも、自身の死期が近いことを語り、秀吉に長生きするよう言い残した。権兵衛の小諸入封直前の天正19年1月、遺言状として秀吉に最大の懸念を書き残そうとした矢先に昏倒し、養嗣子の秀保と娘・おみやに「出世は無用。夫婦息災に」と言い残して、薨去した。その報を聞いた秀吉は、「自分のせいで使える男にしてしまった」と気づき、茶々の信長譲りの折檻を受けなければ落ち着けないほどに狼狽し、慟哭した。後日、訃報を聞いた権兵衛も秀長の冥福を祈った。
秀長の薨去は、豊臣家にとって受難の年の始まりであり、その後、利休の切腹（母・大政所も秀長不在を悔やんでいる）、鶴松の夭折が続くこととなり、秀吉の孤独を深めていくことになる。
豊臣秀次（とよとみの ひでつぐ）
通称は孫七郎、第四部からは権中納言。秀吉の甥（姉の息子）にあたるが、三好笑岩の養嗣子になった経歴から当初は三好姓を名乗っており、後に復姓して羽柴信吉を名乗った。叔父と違って喜怒哀楽に欠けた無表情な青年。秀吉が天下人となるとその後継者候補の筆頭の立場になる。
数少ない秀吉の一族衆ということで周囲から将来を嘱望されており、長久手の戦いでは実績を積む為、叔父から総大将に抜擢された。しかし内心では天下人の跡継ぎという大任に重圧を感じているらしく、大将への抜擢も失敗すればむしろ「鼎の軽重を問われるだろう」と呟いていた。懸念通り、長久手の戦いでは家康にまだ若輩の身であることを見抜かれて榊原隊の奇襲を受け、自らの軍馬を失って敗走するという大敗を喫した。親類衆であることから厳罰は免れた（断髪を命じられたのみで済んだ）が、器に欠けていると落胆された。その後、羽柴姓に復姓し、四国征伐では叔父・秀長の副将として阿波方面軍を率いる。小田原征伐では東海道軍の総大将として”北条家西方の拠点”であった山中城を包囲、「徳川殿に敗れし日から学んだ戦術眼を示す時」と自ら陣頭に立って猛攻の後、わずか半日で落城させた。その心中は秀吉の嫡男・鶴松の誕生から来る焦りであり、秀吉も内心で「イチかバチかの攻勢など天下人の合戦ではない」と苦言を呈した。
木下辰之助（きのした たつのすけ）
通称は金吾、後の小早川秀秋。秀吉の正室、お寧の甥にあたり、秀吉の養子となった。
まだ六歳ながら聡明で秀吉も「神童」とその成長を喜んで後継者候補にも名が入るほどであるが、秀吉の生母、大政所は”六歳の金吾より三歳の秀吉の方が遥かに賢かった”と秀吉を諫めた。
羽柴秀勝（はしば ひでかつ）
通称は於次丸、丹波少将とも。秀吉の養子だが元の出自は信長の四男。風貌は実父の信長や兄達に似ず爽やかな美青年。家中の二大勢力となった羽柴家と柴田家の誼を作るため、一時は従妹に当たる茶々との婚姻が決まるも後に両家の決裂により反故となった。茶々とは一度、互いの正体を知らずに出会っており一目惚れしていたほどだが、羽柴家と毛利家の和睦のため、毛利輝元の養女と婚姻した。その後は、病気がちで秀吉の後継者からは外されつつあったが、四国征伐後の1585年末に病死した。
竹中重治（たけなか しげはる）
声 - 小野大輔（戦国大戦） / 中村悠一（パチンコ）
通称は半兵衛。権兵衛と同じ美濃出身の元斎藤家家臣で、当主・斎藤龍興の軍師を務めていた天才的軍略家。左右の瞳の色が違うオッドアイ。酒色に溺れる龍興に失望して僅か16人の兵で稲葉山城を奪うが、自らの理想を実現できずに城を手放して隠棲する。
一見して線の細い美青年だが、物言いは遠慮がなく皮肉屋の部分がある。世を斜に構えて見ている厭世的な人物で、俗世について「武士も農民も汚い」と人間自体を毛嫌いしている（秀吉曰く「引き篭もり」）。しかし正反対の気質を持つ秀吉との出会いで徐々に心を開き始め、金ヶ崎撤退戦を成し遂げた秀吉に感化されて遂に俗世へと戻る。以降は秀吉の軍師として様々な政略・軍略を授け、他に織田家中でも信長に信任されたり、余暇は織田家中の将たちに軍略を教えたりしている。雑賀攻めの中で吐血し、その後次第に体調が悪化していく。
播磨攻めで自身同様孤高の天才である小寺官兵衛と出会い、周囲を寄せ付けない官兵衛にかつての自分を見て絆を育む。官兵衛の謀反が疑われた際には信長の命により処刑される予定であった官兵衛の嫡男・松寿丸をわが身を省みず密かに匿い、その事を権兵衛にのみ明かす。湯山街道攻めの最中に病を押して前線の秀吉の下へと赴き、「人が再び好きになれた事」への感謝の言を述べるが、直後に病没する。秀吉は半兵衛の死を悼み、自分が愛用していた煙管を半兵衛の棺の上に置いており、その後煙管を吸っている描写は見られない。
『戦国大戦』Ver2.0にてSS竹中半兵衛としてカード化された。
- 第一部6巻寸評：史上最も端麗にして、最も薄命な男
- 第二部11巻寸評：史上最も聡慧にして最も深遠な男

蜂須賀正勝（はちすか まさかつ）
通称は小六。秀吉の友人。当初は大酒飲みの巨漢で常に酩酊しており、山賊を髣髴とさせる衣装を纏っていた（秀吉の家臣となってからは酩酊している様子はない）。語尾に「〜ガス」がつく。金ヶ崎撤退戦から帰還した秀吉に感じ入り、以降は秀吉配下の将として転戦する。所属こそ寄騎衆だが配下になる前から秀吉とは友人であった為、重臣の一人として扱われており羽柴家では秀長や官兵衛と主に外交面で活躍しており、備中高松城攻めの際には官兵衛と共に毛利家との和睦交渉を成功させた。四国征伐の際には官兵衛と宇喜多秀家を補佐して、讃岐方面軍の軍監を務める。戦後、秀吉から恩賞として阿波の大名とされるが、大名職は嫡男・家政に譲り、自身は半ば隠居状態として引き続き秀吉の近侍を務めることを要望する。しかしこれは正勝の保身であることを秀吉は見抜き、寂寥を覚えていた。その後、1586年に死去、秀吉は苦楽を共にした織田家臣時代を思い出し、秀長は秀吉に注進能う者が一人減ったとその死を惜しんだ。その後、正勝が担当していた四国の取次役は権兵衛が担うことになる。
第三部からは嫡男・家政も羽柴軍の武将として戦列に加わっている。
神子田正治（みこだ まさはる）
通称は半左衛門尉。秀吉譜代の家臣の一人で黄母衣衆に所属する。竹中半兵衛にその才を認められており、後に半兵衛の寄騎となる。今馬良と称されており白眉殿と呼ばれている。知恵の回らない権兵衛の事は余りよく思っていなかったが、共に戦う内に打ち解けた。中国攻めの最中に5000石に加増される。しかし、小牧・長久手の戦いにおいて敵前逃亡の責を問われ改易、高野山に配流となった。その後、九州征伐の陣中にあった秀吉の元を訪れて寛恕を乞うたが、折り悪く、部下の失態で秀吉が苛立っていた時であり、怒りを蒙って即座に斬首されて後日、京にて晒し首となった。
尾藤知宣（びとう とものぶ）
通称は甚右衛門。秀吉譜代の家臣で黄母衣衆の一人で、後に竹中半兵衛の寄騎となる。同じ黄母呂衆の神子田と同じく権兵衛の事をあまり良く思っていなかったが手取川の戦いで権兵衛に助けられて以来、打ち解けた。泳ぐことが苦手。中国攻めの最中に5000石に加増される。小牧・長久手の戦いでは、物覚えが良く、早馬ということを見込まれ、戦の鍵となる池田恒興の調略という大任を命じられる。恒興調略の功により出世しており、紀州征伐の熊野侵攻の際は軍監として権兵衛・高虎を統率して湯川党と交戦したが、想定を超える敵の大軍に加え、過酷な山中戦を強いられたことで精神的に追い詰められたが、奮闘する権兵衛に感化される形で持ち直し、権兵衛・高虎と共に生還した。その後の四国征伐でも権兵衛と共に讃岐方面軍に配されている。戸次川の戦いの失態で改易処分となった権兵衛の後任の軍監に就任したが、根白坂の戦いでの大勝後、権兵衛の二の舞を避けるために慎重策をとって敗走する島津軍を追撃する好機を逃したことが秀吉の怒りを買い、改易処分となり、人々は「進んだ仙石ご改易、進まぬ尾藤もご改易」と歌った。小田原後、天下人として行軍する秀吉の前に不用意に進み出てしまい、勘気を蒙り斬首と処される。神子田同様、「絶対話しかけてはいけない時」に話しかけ命を失う結果となった。後に秀吉は権兵衛に対し「やりすぎた。殺しまでする気はなかった」と吐露している。
宮部継潤（みやべ けいじゅん）
通称は善祥坊。浅井旧臣で秀吉配下の寄騎衆の一人。秀吉の西国方面軍にも従軍しており、鳥取城攻めで中核を担う。事前に秀吉から落城後の鳥取城主の地位を約定されており、鳥取城の生命線であった支城の雁金城を落城させる。
黒田孝高（くろだ よしたか）
声 - 浜田賢二（戦国大戦）
通称は官兵衛。権兵衛からは苗字と通称を略した「黒官」と呼ばれる。当初は小寺姓を名乗っており、羽柴家中では苗字と通称を略して「小官殿」と呼ばれていたが、有岡城救出後に黒田と改姓した。播磨小寺家の家臣だったが、半兵衛の体調悪化により播州攻めの際に軍師となった。半兵衛に匹敵する軍略の才を持ち、優れた手腕を見せる。播州人の反体制的な鉄血と、近江人の親体制的な冷血を併せ持ち、表面的には皮肉屋ながら内面に熱い想いを抱いている。元は近江からの浪人であるため小寺家中ではあまりよく思われておらず、羽柴陣営でも播州人の反骨精神を警戒され、信頼も得ることが出来ず苦慮する。友となった半兵衛に説かれ半兵衛超えを目指すが荒木村重に説得に向かった先で禁獄される。
牢獄では再三にわたって織田家からの離反を説かれるが、直向に半兵衛を越える事のみを考えて拒絶した。その死を伝え聞いた際には戦わずして天下一の軍師となったと嘯くが、半兵衛への慕いを持ち続ける決意をする。有岡城落城に伴い救出され、正式に羽柴軍軍師に迎え入れられ、以降は難所・鳥取城、備中高松城攻略の策を考案、中国大返しに際しては姫路城を中継地点に提供し、城にあった資産を全て分配している。山崎の戦い後は、秀吉の新本拠地となる山崎城の普請や外交などに奔走していたが長宗我部軍の進攻を受け、淡路の仮代官となっている仙石隊へ派遣される。仙石隊と共に四国で長宗我部軍の対応を練っていたが羽柴家と柴田家の対立が鮮明になると再び中央へ召還された。以後は毛利家との和睦交渉を担当していたが、その鬼謀から秀吉には最終手段と評され、中枢からは遠ざけられつつあったが、平定に手間取る紀州征伐の際に召還され、羽柴家の“汚れ役”を引き受ける決意を伝え、太田城の総攻めや湯川直春の謀殺などを献策する。その後の「四国征伐」では正勝と共に軍監として大将の宇喜多秀家を補佐して権兵衛ら先方衆から情報を引き出し、元親の策を未然に封じた。「九州征伐」では毛利勢らの軍監として参加。「小田原合戦」ではヤマイヌの計を案じるが堀秀政の病状悪化で中止となる。
外見のモデルは、ケヴィン・スペイシー、ベニチオ・デル・トロ。
『戦国大戦』Ver2.0にて、SS黒田官兵衛としてカード化された。
- 第二部10巻寸評：史上最も堅忍にして最も直向な男。

石田三成（いしだ みつなり）
通称は佐吉、後に治部少輔。苗字と通称を略して「石佐」とも呼ばれていた。最初は茶坊主として仕えるが、やがて美貌と人並み外れた算術の才をもって秀吉の寵愛を得、子飼いの文官として重用される。常に笑みを絶やさない柔和な人物だが、理屈や道理に合わぬ事を極端に嫌う合理主義者で冷酷とも思える行動や発言も躊躇わない。頭巾姿に石田家の九曜紋の描かれた羽織を鎧の上に身につけており、考え事をする時には頭を掻く癖を持つ。茶坊主時代は過剰に丁寧な言葉遣いで意見を主張するため、却って反感を買っていた。本編の進行に先立ち、関ヶ原の戦いでの姿が滋賀県彦根市の展覧会で展示された。
安土城前での信長による演説場面で初登場し、手取川の戦い直前の軍議でも登場している（どちらも台詞はあるが顔は隠れ気味）が、正式に登場したのは播磨での検地時となる。播州平定後、若年にして官兵衛の補佐役として庶務方に加わる抜擢を受けるが、反対に出し抜かれた形になる黄母衣衆（神子田、尾藤）の反感を買ってしまう。経験不足を論おうとした神子田と尾藤を「古き戦など知らない方が良い」と返し、更には武功の時代が終った事を理詰めで説いて両者を論破するも、理屈よりも感情の動く権兵衛には問答無用で殴り飛ばされた。その後、理屈だけでは人は動かない事を上役の官兵衛に諭され、権兵衛とも和解の道を選んだ（以来、権兵衛のことは「猪武者殿」と呼んでいる）。
秀吉が天下人の道を歩むにつれて近習として頭角を現し、惣無事令を豪商達に提案する際にも同席を許されるなど秀吉の国作りに大きな関わりを持ちつつある。若手家臣の筆頭として、また羽柴家の内政を取り仕切る浅野長吉ら奉行衆の一人として、今や権兵衛の様な古参家臣ですら三成の取次なしに秀吉の指示を仰げない程とされている。豊臣家が大坂を本拠地としてからは堺代官も務めており、「戸次川の戦い」の失態で権兵衛が改易となった際は周囲が子飼い故に寛大な処分と訝しがる中で「天下人の目は些事は見ておられないということであろう」と秀吉の心情を察した。「聚楽第落首事件」でも秀吉の命で嫌疑者の検断に当たり、いずれ怨嗟を買うことを予期していた。小田原城陥落時、未だ真田父子とともに忍城に釘付けになっており戦後処理には未参加。戦後秀吉からは「戦では頼りない」と評されている。
- 第二部14巻寸評：史上最も才穎にして最も果敢なる男

増田長盛（ました ながもり）
通称は仁右衛門、後に右衛門少尉。豊臣家の家臣。豊臣家の文官で奉行衆の一人で大抵、三成と共に行動している。三成のように権兵衛とは直接の面識がないことから、猪武者である権兵衛には腰が引けている。「聚楽第落首事件」でも三成と共に嫌疑者の検断に当たり、「汚れ役」であることを自覚していた。
大谷吉継（おおたに よしつぐ）
通称は紀之介、後に刑部少輔。 豊臣家の家臣。豊臣家の文官で奉行衆の一人。
長束正家（なつか まさいえ）
通称は利兵衛。丹羽家臣で後に豊臣家臣。豊臣家の文官で奉行衆の一人。奉行衆の中ではまだ年少のため色事に疎く、動揺すると「ななな…」と吃音になってしまう。
丹羽家臣時代は、三成に匹敵する高い算術能力から神童と呼ばれるほど有名で、清須会議でも秀吉が名を挙げるほどの人材。当主であった長秀の死後、秀吉は丹羽家の広大な所領を削減するために濡れ衣の嫌疑をかけたが、奉行頭であった正家は帳簿を証拠として提出して嫌疑の釈明に奔走した。その手腕は益々、秀吉を感服させることになり、嫌疑により所領を没収したうえで更に正家ら有力家臣を引き抜き、「長束がいれば唐入りすら能う」と絶賛した。その後は、豊臣家の奉行衆の一人となって三成らと行動を共にし、秀長家臣の吉川平介による不正を突き止めた。
浅野長吉（あさの ながよし）
通称は弥兵衛。豊臣家の奉行頭でおねの義兄にあたるため、秀吉の親類衆として扱われている。三成・長盛・吉継らと共に豊臣家の奉行一切を取り仕切っている。一方で秀吉が天下人としての風格、威圧感を纏い始めにつれ、恐怖するようにもなり、秀吉の勘気を恐れて奉行頭として権兵衛の「戸次川の戦い」での失態を報告するのを躊躇していたほど。
堀秀政（ほり ひでまさ）
声 - 神谷浩史（鬼武者Soul）
通称は久太郎、後に左衛門督。信長の最も寵愛深い小姓。介者剣法の使い手でもある。己の才を表すことのみを望みとしている。権兵衛が最初に信長に謁見した際に、権兵衛の胆力を試すために一騎討ちをして敗北。以後は権兵衛の悪友となり、金ヶ崎撤退戦では自ら進んで殿軍を務める木下隊に合流して死地から生還する。信長の馬廻り衆として着実に出世を重ね一部隊を率いる将となり、前線・事務方問わず「名人久太郎」の名に違わぬ活躍を見せる。
『一統記』では、中国出陣を決意した信長に先行して羽柴軍と合流していた為、本能寺の変に接する事はなかった。その後、信長死去の報を受けると涙を流しつつも信長を少しでも近づく事を誓い、光秀討伐の為に金ヶ崎以来となる羽柴軍の旗下に入った。山崎の戦いでは先鋒の斎藤利三隊を敗走させる戦巧者ぶりを見せ、戦後の清洲会議では信長の側近であったことからも安土城に近い、佐和山城主に任ぜられた。以後も旧知の秀吉の配下に納まり「羽柴」姓を賜ったこともあり、羽柴軍若手衆の筆頭格となった。小牧・長久手の戦いでは総大将の三好信吉の敗走という窮地に陥りながらも冷静な指揮で勝勢に乗る徳川軍の先遣隊を撃破、一矢を報いてからの退却であったことから戦後は処分を免れている。小田原合戦には病を押して早川口方面に陣するも、ヤマイヌの計実行直前に病状が悪化し策は中止となる。権兵衛の虎口攻めでは対岸から堀監物の鉄砲隊で援護した。病状は快復せず、そのまま陣中で病没。
『鬼武者Soul』に武将として登場している。
前田利家（まえだ としいえ）
通称は又左衛門。羽柴家とは家ぐるみの交流があり互いに「藤吉どん」「又左どん」と呼び合う仲。物語冒頭にて成政と母衣衆の赤母衣衆筆頭に登用され、長篠の戦いでは鉄砲奉行を務める。その後は、柴田勝家の寄騎として北陸方面侵攻中。
第三部で険悪になる羽柴・柴田両家の調停役として秀吉の元を訪れる。その際に秀吉から勝家の世とならば佐久間のような武辺者が重用されるが、政で天下を統べる自分の世には利家のような実直な人間が必要と逆に調略を受ける。賤ヶ岳の戦いでは、若くもなく老いてもない中間の自分はなんとしてでも勝たねばならない、と覚悟を決め退却した。戦後は加賀二郡を加増され、加賀・能登の二カ国を治める大名となっている。
藤堂高虎（とうどう たかとら）
通称は与右衛門、幼名は与吉。当初は浅井家臣・阿閉貞征に仕えており、浅井軍の中でも数々の軍功を挙げた武将。没落した家名再興を志しており上昇志向が強い。権兵衛以上の巨躯を誇り知恵も回るが、当初は尊大で小難しい性格をしており、人当たりが良くなかった。権兵衛からは「虎吉」と呼ばれ、羽柴軍の足軽にはその巨躯から「熊」に喩えられる。
貞征に従う形で織田家に寝返り、羽柴秀吉の小谷城攻略戦に参加する。当初は同僚となった権兵衛や才蔵と対立していたが、死闘をくぐり抜けていく内に互いに認め合う戦友となる。第一部終了時には己の不足を悟り諸国を巡り見聞を広め才覚を磨かんとする。第二部では、播磨攻めの最中に羽柴秀長の麾下として羽柴軍に復帰、尊大な性格は鳴りを潜め、己の不足を学ばんとする冷静沈着な将に成長しており、再び権兵衛と功を競う間柄となった。紀州征伐の熊野侵攻の際は、権兵衛・尾藤と共に湯川党との過酷な山中戦を強いられるが、二人を見捨てずに踏みとどまり、冷静な指揮で湯川党の背後を衝いている。
- 第一部14巻寸評：戦国史上最も強かにして、最も有能な男

福島正則（ふくしま まさのり）
通称は市松。秀吉の子飼いの少年。作品冒頭から登場しており、秀吉からは息子同然に可愛がられている。権兵衛とも子供時代から面識があり、「権（ゴン）さん」と呼んで慕っている。目が細く無口だが手先が器用で、第二部からは清正に比べて恰幅の良い体格にもなっており、権兵衛からは「饅頭食いすぎじゃ」とからかわれている。武勇に長けているらしく、柴田家に比べて「武人が少ない」とされる羽柴家にあって清正と共に賤ヶ岳の七本槍として喧伝されている。
加藤清正（かとう きよまさ）
通称は虎之助。秀吉の子飼いの少年。元服を前にして、正則らとともに特別に英才教育を施される事になる。正則同様、権兵衛を「権（ゴン）さん」と呼んで慕っている。羽柴家の将来を担う存在として賤ヶ岳の七本槍と称されているが、同じ子飼いながら急速な立身を果たす佐吉については権兵衛に尋ねられた時は何ともいえない表情を見せていた。
小西行長（こにし ゆきなが）
通称は弥九郎。羽柴家の家臣。商家出身という生い立ちから商い武士と呼ばれており、舟奉行として四国遠征軍の準備や大坂城普請の船舶の差配などを担当しており、紀州征伐では水軍を率いて参陣している。
畿内の海を中心に活動していることから淡路の権兵衛への連絡役も務めている関係で権兵衛とも交流がある（紀州征伐の際には権兵衛が借銭している）。
秀吉の統一後のヴィジョンをただ二人聞かされている者の一人で、大名復帰が決まった権兵衛を祝いにはきたものの、プレッシャーからとてもそんな雰囲気にはならなかった。
外見のモデルは、岩崎弥太郎。
宇喜多秀家（うきた ひでいえ）
備前の戦国大名。父・直家が秀吉の中国攻めの際に恭順していたことからそのまま羽柴傘下の戦国大名となっており、秀吉の養女との婚約も内定していることから一門衆の扱いを受けている。梟雄と呼ばれた父・直家には似つかない、誠実な人の良さがある。
元服したばかりだが、一門衆の一人として四国征伐の讃岐方面軍の総大将に抜擢され、官兵衛からは「人が良すぎる面もあるが、誠実で優秀」と評されるも、秀家本人は優秀な人材揃いの羽柴家臣団に委縮している胸中を権兵衛に打ち明けている。四国征伐の際、讃岐・植田城で元親の本隊に包囲殲滅される危険に陥った時は、自身の出世よりも羽柴軍の勝利を優先し、官兵衛の献策に従い、讃岐より逃走、そのまま秀長・信吉率いる阿波方面軍への合流という英断を下した。「小田原合戦」では秀吉からの命令では無いとしてヤマイヌの計には参加しなかった。
古田重然（ふるた しげなり）
一般には古田織部として知られる。茶人として、また造園で高名な、名うての数寄者。改易中に連歌会に出席した権兵衛の世話を焼いた、文人肌の武将。官位は従五位下。
武将だてらに連歌会に顔を出す権兵衛に興味を持ち、公界の現状を伝えると共に、権兵衛の娘を息子の嫁に、と申し出る。
後に小諸宛行いに異を唱えに上奏に来た権兵衛を、御伽衆の一人として取り次いでいるほか、扉絵では茶の湯の指南をしている。数寄者の矜持が強く、千利休の影響拡大とともににわか茶人が増えることに苛立っている。
外見のモデルは、サルバドール・ダリ。
前田玄以（まえだ げんい）
通称は民部卿法印。豊臣家臣で秀吉の側近。豊臣政権では京都所司代に就いており、朝廷や奉行衆の取次役として秀吉に近侍している。

### 徳川家
三河の戦国大名家。本拠地は浜松城だが、第四部では駿府に移転した。長年に渡り艱難辛苦の道を歩んできた家で、それ故に戦国時代には特異なほどの団結力がある。元々は今川家の傘下にあったが、桶狭間の戦いを機に独立、織田家と同盟を結んだものの、実質傘下の勢力に近い扱いを受けている。現当主の徳川家康を含めて家臣団も根っからの博打好きで、評定が割れた際なども何らかの博打で白黒つける独自の慣習がある。
第一部から第二部にかけて隣国の武田家に「三方ヶ原の戦い」で大敗を喫し領土を侵食されるなど、存亡の危機に立たされたが「長篠の戦い」でついに武田家を打ち破ると第二部終盤で武田家を滅亡させ、駿河国を併合する。第三部では「本能寺の変」に伴う織田領の空白地帯（旧武田領）を巡って北条家や上杉家と戦い（天正壬午の乱）、信濃・甲斐も併合して五ヵ国を治める大大名となった。精強な三河兵に加え、武田旧臣も取り込んだことで全国でも屈指の武勇を誇るまでになり、小牧・長久手の戦いでは戦略的に秀吉に敗れはしたものの、合戦では勝利している。その後は天下人となった豊臣家の下で雌伏、臣下の礼をとっており、小田原征伐前の1589年時点で、豊臣家が奥州から畿内の物流の中継地として東海の港を欲していた事情から関東移封を内々に要請されている。
徳川家康（とくがわ いえやす）
通称は次郎三郎、後に三河守、第四部では大納言。三河・徳川家当主。織田信長とは幼なじみで盟友。賭け事が好きで、たとえ話としてもよく話題にしたり部下と賭博をする事もある。若き日は、勇猛果敢で激しやすい熱血漢ながら、冷静に現状を分析する能力を持っており、信玄からは「上杉謙信に匹敵する器」と評されていた。外伝『桶狭間戦記』にも登場。
姉川の戦いではその勝負勘により兵数で勝る朝倉軍を撃退するも三方ヶ原の戦いでは博打に出た所を信玄の術中に陥り、武田軍に完膚なきまでの大敗を喫する。その際の自分の肖像画を書かせて熱しやすい自らへの戒めとしており、徳川家が受け継いできた激情の気質を抑え、忍耐を得ようとする。その甲斐あって第二部では信長に「戦国大名になった」と威厳と風格を認められ、長篠の戦いでは武田軍先駆け大将・山県昌景の猛攻を織田軍の反撃まで耐え抜いた。戦勝の後は東海地方の平定に努め、甲州崩れが始まると武田家中の反勝頼派に調略戦を仕掛け、武田一門から穴山梅雪を寝返らせ、共に武田領に侵攻している。
第三部では、安土城を訪れた際に信長の唐入り構想を伝えられ、信忠を補佐する日ノ本の宰相に指名されるも本能寺の変にて織田父子が相次いで自刃したことを聞くと、なんら実益のない宰相という死人に等しき任より解放してくれた光秀に感謝した。堺から硬軟織り交ぜた戦略で伊賀越えを果たし帰国、すぐさま北条家より織田領を守護するという名目の元、甲州へ出陣、天正壬午の乱では兵数で勝る北条家相手に互角以上に戦い版図を拡げ、三河兵の精強さを世に知らしめるが北条領への侵攻は膠着状態になる公算が高いことから織田信雄に和睦仲介を依頼する。残された道は西進、かつての主家である織田領侵攻しかなく葛藤するも、戦ったこともない羽柴秀吉への臣従を良しとせず、「幽玄」にて“不幸こそが徳川の強さ”と真理に至ったことで信雄の要請を受け秀吉との決戦に臨む。秀吉とは別の形で覚醒して羽柴勢を追い抜くために“学ぶ”ことを決意、激情と平静が両立された信玄を彷彿とする雰囲気を醸し出すようになった。合戦では羽柴軍の猛将・池田、森を撃破するも、一方で盟主である信雄に内密で長宗我部家と交渉を行っていたことが信雄方に露見することとなり、秀吉・信雄の電撃和睦により大義名分を失い、統治者として秀吉に敗れたことを認め、嫡男・於義伊を人質に差し出すことを呑み、秀吉の下で再び雌伏の日々を過ごす。
その後、秀吉の妹を娶るなど誼を通じるが、依然として家臣団は豊臣家への雪辱に燃えていたため、それを諫めるため、秀吉と密約を結び、1586年に上洛。秀吉との謁見では野心の有無を徹底的に探られるも、隠し通して大納言への昇任と豊臣政権の序列一番手という待遇を受けて秀吉の信任を得ることに成功、その帰り道、本多正信には「一心に殿下を支える。しかし世の無常によって豊臣家が砂上の楼閣となってしまった時のために腸の中の糞の中に一粒の野心を残しておけ」と言い残した。
権兵衛とは姉川の戦い前に初めて出会い、その場で意気投合した。その後、佐久間隊の一員として徳川軍の援軍に赴いた三方ヶ原の戦いで再会、織田家の諸将が家康の寝返りを疑う中で権兵衛だけが家康を信じると発言したことや退却時の殿を務めたことなどから権兵衛に感謝し、いずれ借りを返すと伝えている。その言葉通り、権兵衛の大名復帰をとりなしたが、宛行い地の不満を直訴され、余計に危ない橋を渡る羽目になってしまった。
外見のモデルは、田宮二郎→松平健→北大路欣也。
- 第一部5巻寸評：日本史上最も執念深く、勝負強い男

長丸（ちょうまる）
家康の三男で後の徳川秀忠。次兄・秀康は秀吉の養子となったため、徳川家から豊臣家に新たな人質として送られたが、（史実では秀吉の養女の小姫と祝言を挙げ）秀吉の養子となり、小田原征伐時には実質的な世子として父・家康と共に従軍している。歳の割に達観した少年で権兵衛からは物事を正しいか、間違いかでしか見てないようなところが石田三成に似ている、と評される。
陣から抜け出した折に道端の石ころを巡って蚊帳の外に置かれて苛立っていた権兵衛に口答えしたため、ひっぱたかれた。その後、権兵衛を探し出して共に腹を割って話し合い、熱き三河武士に憧れている反面、家康は裏で豊臣家から金銭を受け取り、それを家臣団には秘匿している現実に失望している旨を打ち明ける。権兵衛の失敗を踏まえた上での「大人が生き様を心得てると思うなよ」という言葉を聞いて前向きになれ、権兵衛に感じ入ったことで家康に仙石隊の陣借りを乞う。
外見のモデルは、ハーレイ・ジョエル・オスメント。
於義伊（おぎい）
家康の次男で後の結城秀康。側室の子であったが長兄・信康が処断されたため、嫡男に格上げされた。それらの理由などもあり父・家康とは疎遠になっていたが小牧・長久手の戦い前に家康から不遇の詫びを受けた。現世と幽世の境界を覗いている様子があり、家康はこの「幽玄」を学んで政略に活用する。小牧・長久手の戦いの結果、徳川家は羽柴家への忍従を余儀なくされ、人質として羽柴家に送られることとなった。
本多忠勝（ほんだ ただかつ）
通称は平八郎、後に中務大輔。家康から友と信頼される重臣。自身も家康を「兄貴」と呼んで慕っている。血気盛んで豪快、三河武士を絵に描いたような性格で、愛槍「蜻蛉切」を振るい、戦場でもその勇猛さは健在。三方ヶ原の戦いでは山県昌景を相手に一本取る活躍を見せ、家康を逃がした。その後、天正壬午の乱でも兵力で優る北条家を相手にしても全く臆しておらず、逆に小牧・長久手の戦いでは士気の高さが殲滅戦となることを危惧した家康に諫められた。織田信雄の単独講和により豊臣家に敗れたことを納得出来ておらず、家中では反豊臣派の急先鋒となっている（ただし家康の思いも理解しているため、無用な騒ぎを起こすようなことはなく不平不満を述べるに留まっている）。
豊臣家の長束正家は義弟にあたり、「長束のぼっちゃん」と呼んでいる。
- 第一部10巻寸評：史上最高の忠臣にして、最も剛健な男

榊原康政（さかきばら やすまさ）
通称は小平太、後に式部大輔。家康から友と信頼される重臣。性格は冷静沈着で、熱しやすい若き日の家康や忠勝を度々諌めている。小牧・長久手の戦いでは、敵軍総大将・三好信吉を奇襲して破っている。戦後、忠勝を筆頭に豊臣家に敗れたことを納得出来ない家臣が多い中でも敗北の現実を受け入れており、家康の意向を尊重している。
酒井忠次（さかい ただつぐ）
通称は左衛門尉。家中で唯一家康に直言できる宿老で忠勝・康政の両将も恐縮するほど。「背に目を持つ」と評され、信長からも高い評価を得ている。長篠の戦では別働隊を率い武田軍の背後を急襲、勝頼本陣を突くには至らなかったが、武田軍の背後を脅かす重要な役割を担った。対北条戦でも功を挙げており、小牧・長久手の戦いではその老獪さを見込まれて豪将・森長可の相手を受け持ち、奇襲にて森隊を破っている。小田原征伐の際には嫡男の家次に家督を譲り、隠居している。
本多正信（ほんだ まさのぶ）
通称は佐渡守。徳川家の重臣の一人。家康の側近を務めており、小牧・長久手の戦い時には石川数正と共に徳川家の外交を担っているとされていた。数正出奔後は徳川家の政務・外交を一手に担うようになり、家康の参謀として近侍している。同族の忠勝ら血気盛んな三河武士とは一線を画しており、無表情で冷静沈着、家康の意を理解している。
石川数正（いしかわ かずまさ）
通称は伯耆守。徳川家の重臣の一人。家康の側近を務めており、羽柴家や織田家（信雄）との外交なども担当している。その後、家康と密謀して豊臣家への雪辱に燃える家臣団を諫めるため、豊臣家に三河侵攻を要請し、勝ち目がなくなったところを家康が家臣団を諫めるという計画を練る。最終的に豊臣家への屈服は取次である自身の失態として、豊臣家へ出奔するという密約を豊臣・徳川間で成立させる。
井伊直政（いい なおまさ）
通称は兵部少輔。徳川家の重臣の一人で正室は家康の養女であることから事実上の一門衆に数えられている。まだ若いが勇猛な将で徳川に降った武田旧臣を配下に組み込んで赤備えを編成して、小牧・長久手の戦いでは士気の高い池田隊と激突している。
小栗重常（おぐり しげつね）
通称は大六。家康の旗本奉公人。織田信長への使者として度々織田家を訪れている。武田家に拷問に掛けられたことも。
成瀬正義（なるせ まさよし）
通称は藤蔵。三方ヶ原の戦いでは一隊を率いて出陣する。包囲された徳川軍の退路を確保するために転進するが、その隙を狙った諏訪勝頼の攻撃を受けて討ち取られた。
今橋忠吉（いまはし ただよし）
通称は平五郎。酒井忠次の家臣。高天神城救援を承諾しながら撤退してしまった織田信長に不信感を露わにし、権兵衛と一触即発状態に陥る。しかし長篠城救援の際には、信長への評価も改めるなど性格は単純明快、三河武士を絵に描いたような者で権兵衛とも親しくなる。その後、小田原征伐の際には跡を継いだ酒井家次の家臣となっており、権兵衛と再会、家康への取次を乞う権兵衛に対して出来ない旨を伝え、詫びた。

### 織田家
尾張の戦国大名。行軍速度は神速と評され、権兵衛が当初仕えていた美濃・斎藤家を滅ぼし、足利義昭を擁立するなど破竹の勢いで勢威を伸ばす。幾度もの織田家包囲網で一時は窮地に立たされるが、最終的にはこれすらも制して天下統一に最も近い勢力となる。
第二部時点では、中部地方から近畿地方までその勢力を拡大しており、戦国大名でも屈指の領土を有していた。家中では下克上の言葉の下に苛烈な実力主義・競争主義を敷いているが、本能寺の変を境に家老・羽柴秀吉の台頭もあって衰退を始め、小牧・長久手の戦いを以て羽柴家による下克上が完遂し、羽柴（豊臣）家の一配下にまで落ちぶれた。

#### 織田一門
織田信長（おだ のぶなが）
声 - 安元洋貴（パチンコ）
通称は上総介、織田弾正忠、敬称は上様（大納言叙任後）。織田弾正忠家当主にして、織田一門の総帥的存在。「時代を愛し天下を寝取る」と謳い、戦国乱世に覇を唱えんとする。政略・戦略において他の追随を許さない天才性と、万人を畏怖させる冷酷な狂気を併せ持つ。人間的には繊細で不器用な人物であり、それを理解する家臣達とは確かな絆で結ばれている。髪型は当初総髪であったが、長篠の合戦の最中に月代を剃っている。また時折尾張弁で話す事がある。物語後半から身体の衰えを感じ、心にも迷いが生じつつある姿が描かれた。
信長包囲網の中で幾多もの死地に直面する度に苦心・砕身の限りを尽くし、覇者の才を覚醒させ成長していく。第二部ではその狂気と才覚を増幅させ、宿敵であった武田家を破り、本願寺を降伏に追い込んで遂に包囲網を崩壊させる。嫡男の信忠に家督を譲ってからは前線に赴く事は少なくなり、政権の長として重臣達を各方面司令に任命して居城である安土城から天下統一に向けた戦略を進めていく。意外に孫煩悩の部分があり、甲州征伐の際には孫の三法師に土産物を渡していた。
第三部では自らの下剋上思想が乱世の終焉と共に高転びへ向かう事を予見し、誰も望まない次の戦争を求めて唐入りへと突き進む。その途上で光秀による本能寺の変が起きると若干の悔いを覚えるが、宿敵達の辿った滅びを自らも受け入れる。最期は崩れ落ちる本能寺で高笑いして切腹し、我が身に起きた下剋上を堪能しながら生涯を終えた。遺体は劫火に包まれた後、本能寺の崩壊に巻き込まれる。
外伝『桶狭間戦記』における主人公の一人で、その幼少期から青年期が描かれている。作者は「オンリーワンの権兵衛にたいしてのナンバーワンとしてのもう一人の主人公」としている。
- 第一部2巻寸評：史上最も苛烈にして、最も繊細な男
- 第二部2巻寸評：史上最も強悍にして、最も壮絶な男

織田信忠（おだ のぶただ）
通称は勘九郎、城介、岐阜中将（左近衛中将叙任後）。父からは奇妙とも呼ばれていた。信長の長男であり織田家当主（第二部より）。留守を任されるなど父の信任もあり、武田信玄の五女・松姫と婚約していたが両家の同盟決裂に伴い解消された。第二部では信長の大納言就任に伴い家督を譲られ、甲州征伐では父の代理として総大将を務めた。青年期を迎え風貌も若き日の信長に瓜二つとなっている。高遠城の戦いでは馬廻り衆を連れて大将自ら突撃する勇猛さを見せ、信長を驚かすのみならず武田家崩壊の一手になるなど武功を立てる。下克上の織田家にあって世襲による継承を潔しとせず、実力で重臣達を従わせる決意を固めている。
第三部では、父の唐入りに合わせて国内統治の権限を与えられるが、すでに当主の身でありながら依然として実力で家督を継承するべく意欲を燃やし、父とも諍いの道を選ぶ。その本意は父と同じ生き方をする事であり、信長への敬慕が根底にある。その事は本能寺の変で迷わず父への後詰めの準備を行い、父の自刃を知ってなお明智軍と一戦を交えようした事で示された。鎌田新介の説得で二条城へと戻ると重臣達との合流を進言されるが、実力で家督を奪うに至らなかった自分では単に重臣達の飾りとなるに過ぎないと拒絶する。
父の死によって下剋上に耐え続けてきた重責を初めて理解し、「信長の子」に相応しい最期として馬廻り衆と二条城に立て籠もった末、織田家当主として切腹した。
織田信雄（おだ のぶかつ）
通称は三介、後に内大臣。家族からは幼名の茶筅とも呼ばれている。信長の次男で『一統記』より登場、その時は養子先の北畠姓を名乗っていたが後に復姓した。風貌は信忠と同じく父に似通っているが、父や兄と違い将器は全く引き継いでいないと思われた。性格は尊大で高圧的に振舞う上、情勢に対する理解力が乏しく、父の死後も見当違いの行動を取り続けた。「意味がわからん」が口癖。
三法師の後見人になることを信じて疑っていなかったが、清洲会議では諸将の支持を得られず信孝に敗れ、国分けでは織田家の本領尾張が分配される。家臣に過ぎない秀吉が幅をきかせている事を忌々しく思っているが、弟・信孝と不仲なこともあり秀吉の口車に乗せられ「賤ヶ岳の戦い」では羽柴派の名代に擁立されるも、柴田軍が動けない冬季に足場を固めようとする秀吉の意に反して冬季の出陣を見送るなど相変わらずで秀吉にも呆れられていた。戦後、三法師（後の秀信）の後見人になるも直後に嫡男・三法師（後の秀雄）が誕生したことで秀吉から「当主すげ替えの疑い」をかけられ後見人の地位を剥奪される。その場は大人しく従ったが“窮地に追い込まれてこそ滾る織田の血”に目覚め、諌める側近を謀殺し妹の義父・家康と手を結び秀吉に反旗を翻す。
小牧・長久手の戦いでは同盟国であった徳川家が勝利するも長宗我部家との外交を巡って亀裂、秀吉に和睦を打診する。秀吉との会談で徳川家への意趣返しとして単独講和交渉を行っていることを明かし、”信長の子として秀吉と家康の両雄を競わせたまで”とも語り、秀吉に“信長公に似てきた”と言わしめた。秀吉からは領土の大半の割譲を引き換えに羽柴・徳川間の仲介役の公卿となる和睦案を提示され、三法師のために下克上の階段を降り、正三位へ昇官、秀吉の一家臣に納まった。その後、豊臣政権となってからは政権内では公家扱いとなっており、内大臣に昇叙、豊臣家と公家衆の仲介役となっている。
織田信孝（おだ のぶたか）
通称は三七。信長の三男で一統記より登場し、その時は養子先の神戸姓を名乗る。痩せ気味の風貌をしていて、四国方面軍の総大将に抜擢され兄・信忠に対抗意識を抱いているが神経質な性格から大将の風格に欠けている。
山崎の戦いでは名目上の総大将になったが秀吉の傀儡にされている事を感じとっており、戦後の清洲会議の折には、かねてから不仲であった兄・信雄と互いの手勢が一触即発になる事態が起こるも、順当に三法師の後見人に選出されて織田に復姓、国分けでは美濃が分配された。しかし秀吉が家中で幅をきかせて来ると反羽柴派の柴田・滝川と共に秀吉を糾合するも、「幼主・三法師抱えこみの疑い」の口実により居城・岐阜城を包囲される。秀吉の横暴に激怒するも側近達に諌められ、三法師や親族を人質に出して一旦は和睦したが、信長の子として最後まで“簒奪者”秀吉と戦う意志を固める。しかし勝家が敗れ、秀吉に踊らされている信雄を見て信長の息子である自分達の無力さを恥じながら降伏。裏切りであったため許されず、いずれ秀吉も自分達と同じ憂き目に遭うと予見しながら切腹した。
お市の方（おいちのかた）
織田信長の妹にして浅井長政の妻。絶世の美女として名高く、浅井家が織田家と同盟するにあたって長政に嫁ぐ。非常に気が強く、信長と共に天下人になった長政を裏で操ろうと画策していたが、信長との絆に嫉妬した長政が信長を裏切ったために不意に終わった。憔悴してしまった長政を奮い立たせるのに一役買うが、以降は赤尾清綱の屋敷に幽閉される。小谷城落城寸前になると浅井市として生きる決意をするが、長政に突き放され、長政への愛に気付かされ涙ながらに織田家に戻る事になった。
一統記にて再登場し、清洲城で三人の娘を育てていたが家中の二大勢力となった羽柴家と柴田家の誼を作るため、秀吉の要請により柴田勝家と再嫁した。しかし賤ヶ岳の戦いで勝家が敗れ、北ノ庄城が羽柴軍に包囲される勝家からは投降するよう勧められるも勝家と添い遂げるために拒み、最期は勝家の手で殺害された。
秀吉からはその気性は最も信長に似ていると評され、信長の死後に信雄・信孝兄弟の器量の無さを挙げ、お市様が男子であれば、と言われるほどであった。
- 第一部15巻寸評：戦国史上最も妖艶にして、傾城な女

初（はつ）
お市と長政の次女。まだ幼いながらも聡明で、茶々とは反対に政や世情に精通している。その後、姉・茶々から依頼を受けた豊臣家の斡旋により、名門・京極家への嫁入りが決定する。
江（ごう）
お市と長政の三女。
織田秀信（おだ ひでのぶ）
幼名は三法師。信忠の嫡男で、信長の孫。生母は側室の鈴姫。清洲会議にて信長、信忠の後継者たる織田家当主に選出される。
織田信包（おだ のぶかね）
通称は上野介。信長の弟で清洲城主。年長の兄達は皆、死去しているため織田一門の重鎮で浅井家滅亡後にお市や浅井三姉妹を保護しているがお転婆な三姉妹には手を焼いている。清洲会議前後からは、羽柴派として行動しており秀吉と一族衆の連絡役などを担っており、秀吉が信孝・信雄と戦うことになった際も甥よりも秀吉派に組した。外見は大徳寺所蔵の織田信長の肖像画に酷似している。
織田信広（おだ のぶひろ）
通称は大隅守。信長の庶兄で、弟である信長の家臣。伊勢長島包囲戦では一軍を率いて参陣する。しかし信長の謀略に激昂した一向宗軍の標的にされてしまい、防戦空しく戦死した。外伝『桶狭間戦記』にも登場。
織田信治（おだ のぶはる）
通称は九郎。信長の弟。浅井長政軍の急襲を受け、森可成とともに防戦するも叶わず戦死した。
織田信興（おだ のぶおき）
通称は彦七郎。信長の弟。伊勢長島で一向一揆と対陣していたが、一揆軍の攻撃を防ぎきれず自刃に追い込まれた。
織田秀成（おだ ひでなり）
通称は半左衛門尉。信長の弟。伊勢長島の殲滅戦に参加するが、逆襲に転じた一揆軍に襲われ、兄・信広に続いて戦死した。
織田忠寛（おだ ただひろ）
通称は掃部助。武田家との交渉役を務めており、度々甲斐に下向している。三方ヶ原の戦い後は、信長の指示で信玄の周囲に探りをいれ、信玄の死亡を確認した。
お艶の方（おつやのかた）
美濃岩村城主・遠山景任の未亡人で、遠山家に養子に入っていた信長の五男・坊丸を擁して城主の座についていた女丈夫。信長の叔母にあたるが信長より年下であり、武田信玄は血縁はないと分析していた。信長に恋焦がれており、岩村城を包囲する秋山信友に抗戦していた。城兵の助命を条件に遂に降伏するが、逆に信友によって懐柔されてしまい、坊丸とともに武田方に寝返ってしまった。
その後は、本編では描かれていないが織田軍の岩村城攻めに遭い、信友と共に処刑されている。
池田恒興（いけだ　つねおき）
通称は勝三郎、秀吉などからは勝入という名で呼ばれることもある。「〜らっしゃい」が口癖（黙らっしゃいなど）。織田家の重臣だが母が信長の乳母であった事から信長とは乳兄弟であり後に義理の兄弟となっている。山崎の戦いの際には羽柴軍に合流しており、信長の弔い合戦として高山・中川らと先鋒を務めたが明智軍の猛攻に遭う。戦後は五人の宿老の一人として清洲会議に出席し、国分けにて大坂などが加増されている。「賤ヶ岳の戦い」では羽柴派に組して、戦後は譜代家臣という立場から織田家の本領に近い美濃への転封を秀吉に提案される（実際は秀吉の大坂城築城のため）。当初は難色を示したが秀吉との対立を恐れ受諾するも羽柴対織田・徳川連合軍の小牧・長久手の戦いが勃発、地理的に美濃の大名となった恒興が戦の鍵と両陣営に認識される。両軍から調略受けるも秀吉の実力を目の当たりにしていたことから羽柴家を選び、織田方の犬山城を奇襲する。徳川軍の井伊隊を圧倒する活躍を見せたが、長久手の戦いにおいて娘婿の森長可の討死を受けて、進退窮まった事を察すると家督を元助から次男の輝政に移し、元助と共に奮戦するも最期は永井直勝に斬首された。

#### その他の家臣
秀吉を含めた柴田・丹羽・明智・滝川が織田五大将と呼べる重臣でそれぞれが司令官として各方面軍を統率している。

##### 畿内方面軍
司令官は明智光秀で、本拠地は近江国坂本城。織田家中でも精鋭の鉄砲隊を有しており、光秀の意のままに必殺陣形「殺し間」を実行することが可能。第一部では畿内で織田包囲網参加勢力を相手に転戦しており、第二部から第三部にかけて京や大坂を含む畿内全域を手中に治めて、傘下大名、国人らを寄騎として名実共に織田家の筆頭部隊となったが突如、謀反。本能寺の変を起こす。「山崎の戦い」にて光秀が敗死すると、清須会議を経てその旧領は羽柴領となった。
明智光秀（あけち みつひで）
声 - 小野大輔（戦国大戦、鬼武者Soul） / 子安武人（パチンコ）
通称は十兵衛、後に朝廷より賜姓と叙任を受けてからは惟任日向守と名乗る。かつては自らの居城を持つ大名・明智氏の当主であったが戦乱の中で所領を失い、亡命君主として諸侯の間を流転する日々を送っている。足利幕府の直臣を経て織田家に仕え、外様出身でありながら譜代家臣を差し置いて家中での発言力を強めてゆく。
ルイス・フロイスによる「残忍で狡猾、裏切りや密会を好み、計略策謀に優れる」という記述から作中屈指の野心家として描かれ、信長以上に底の知れない人物として登場する。信長からは「黄金色の頭脳」という意味で「キンカン」と呼ばれており、風貌はザンバラ（乱れた長髪）に描写されている。一見して掴み所のない飄々とした性格だが、必要と認識すれば平然と他者を見捨てる冷酷な合理性を持つ。ただし、自らに付き従う旧臣達には愛情を示すなど単に残酷なだけの人物ではない。
その狂気と戦略眼から信長の意を最も理解していると周囲に言わしめ、外様出身ながら急速な立身を果たす。自身も自身の予測を超える唯一の人物として誰よりも深く信長に心酔している。戦に関しては新式の兵器である鉄砲に着目、鉄砲隊による交差銃撃の陣形「殺し間」を駆使して幾度も織田家の危機を救う活躍を見せる。加えて自らも甲冑に火縄銃を持って前線を戦い、死した将兵の血で「血化粧」を行って戦意を高めるなど狂気に身を委ねた戦いを好む。六条合戦の折に発した「笑みを絶やさず、何も恐れぬ殺人鬼のようであれ」という言葉からも、光秀の苛烈かつ残酷な性格がうかがわれる。
第一部では金ヶ崎の戦いで共闘した秀吉を実力者と認め、第二部では秀吉と密かに天下統一後を睨んだ協力関係を結ぶ。長篠の戦いでは鉄砲隊による包囲一斉射撃「夜這い間」を完成させて、武田勝頼が仕掛けた「逆さ魚鱗の陣」を破り、織田家を勝利へと導いた。その後は本拠地の坂本を中心に大坂・京都での政務を担いつつ畿内方面軍として転戦、信長からも筆頭家老として信頼されている。第三部ではその半生を通じて光秀が抱えてきた二面性が描かれている。三職推任や唐入りなどの議題に織田家が揺れる中、神の如く崇めてきた信長が人としての弱さを垣間見せる事に苦悩する。煩悶の末、信長を下克上の重責から解き放つ為には誰かが討たなければならない事を悟り、本能寺を攻め落として信長を自刃させた。
信長への「下克上」を成し遂げた後は各方面軍を迎え撃つべく畿内の掌握を進めつつ、朝廷と連携した新体制作りにも着手し、下克上が必然的に「高転び」に向かう事への解決案として大山崎の様に惣村を主として互選により支配者を選出する「下が天なる国」を作り上げようとする。だが急進的過ぎる政策は朝廷や諸侯から理解されず、そればかりか親族たる細川家の離反によって畿内掌握も頓挫し、中国大返しを経て四国方面軍を取り込んだ秀吉の連合軍に兵力で上回られてしまう。
山崎の戦いでは偽装退却で御坊塚の本陣に構える「殺し間」へと連合軍を誘因する策を取るが、小勢であっても光秀の新体制に従う事を選んだ者の士気は高く、数に勝るが結束に欠ける連合軍を逆に押し返す勇戦を見せる。その様に「狂気が伝播しつつある」と感慨を覚えるが、自ら突撃した秀吉に連合軍が奮起すると戦線の後退が始まる。御坊塚からの一斉射撃で一度は突撃を押し留めるものの、狂騒に駆られた兵士の再突撃によって敗北する。
戦いを通じて民は合理ではなく混沌を望んでいる事を理解し、「それであれば羽柴が相応しい」と秀吉が天下を取る事を受け入れた。最後は随風との語らいの後に落ち武者狩りの農民に討たれ、信長の幻影を見ながら生涯を閉じた。
外見のモデルは、ヒュー・グラント。『戦国大戦』のVer1.2にてSS明智光秀としてカード化され、計略は「夜這い間」ではなく「殺し間」が採用されている。『鬼武者Soul』にも武将として登場しており、こちらでも「殺し間」が固有技になっている。
- 第一部4巻寸評：史上最大の反逆者にて、最も哀しき男
- 第二部3巻寸評：最も信長に愛された、史上最も謎多き男

明智光春（あけち　みつはる）
通称は左馬助。光秀の従弟で光秀のことは兄者と呼んでいる。光秀の美濃時代から付き従っており、明智家の副将的存在。本能寺の変でも利三と共に最初から計画を知らされていた。山崎の戦いの敗戦翌日に（史実では光秀の妻子らを刺殺した後、）自刃した。
光春の出自に関しては、諸説あるが本作では明智氏説がとられているようである。
斎藤利三（さいとう としみつ）
通称は内蔵助。明智家の重臣。常に光秀・光春と行動しており、本能寺の変でも最初から計画を知らされており、後の山崎の戦いでは先鋒を務めた。敗戦後は捕縛され、市中引き回しの末、斬首された。
松田政近（まつだ まさちか）
通称は太郎左衛門。明智家の武将。山崎の戦い時には、地元大山崎出身であったことから合戦前の情報収集などに当たり、光秀の大山崎視察の際には案内役を務めた。山崎の戦いでは、山手の先備えとして布陣し、神子田・尾藤らの黄母衣衆を切り崩している。しかし敗色濃厚となると敗走する自軍を尻目に「この荘厳なる合戦に永久に身を埋めたい」と言い残し戦場に消えていった。
外見のモデルは、平井堅。
細川藤孝（ほそかわ ふじたか）
通称は兵部大輔。明智光秀の調略によって荒木村重と共に織田家に仕官した大身の武将。以後は光秀の寄騎として雑賀侵攻などに従軍し、丹後国を得る。本能寺の変に際して、光秀から再三の協力要請を受けていたが、彼が作ろうとする民主主義に対しては唐の二の舞になるとそれを拒絶、忠興の進言に従い出家し世俗から離れることを決意する。
明智玉（あけち たま）
現代において細川ガラシャとも呼ばれる。光秀の娘であり、細川忠興の正室。本能寺の変に際して、信長に反旗を翻した光秀と離縁ではなく幽閉を選んだ忠興らの行動を身勝手と批判した。

##### 北陸方面軍
司令官は柴田勝家で、本拠地は越前国北ノ庄城。第二部では手取川の戦いで上杉軍に完敗を喫したが、謙信亡き後の第三部では弱体化した上杉家を圧倒している。本能寺の変後の織田家中では羽柴家と二大勢力となり、北陸方面軍はそのまま柴田派と相成る。
やがて織田家乗っ取りを画策する秀吉と対立し、賤ヶ岳の戦いを引き起こすも敗戦した。その後、柴田家が管轄していた旧領は近江国が羽柴家、越前が丹羽家、加賀能登が前田家、越中が佐々家に分配されている。
柴田勝家（しばた かついえ）
通称は権六、上洛後はもっぱら官名の修理亮を名乗る。信長からは「アゴ」と呼ばれる。織田軍随一の重臣。稲葉山城攻略戦で権兵衛の命を助け、織田軍に入るきっかけを作った人物。権兵衛からは「閻魔様」と恐れられる。大きな金棒を得物とし、金ヶ崎撤退戦の折には権兵衛に与えられた。「掛かれ柴田」と謡われる剛直な猛将だが、柔軟さに欠ける面がある。秀吉にとっては苦手な上司役でもあり、羽柴と改姓したのちも旧姓の「木下」と呼んでいる。
第二部では信長の老臣として北陸方面軍を率いて一向宗や上杉家と戦い、領国も大幅に加増されるなど存在感を示す。しかし内心では急速に台頭する秀吉・光秀らの「下克上」に危機感を抱くと同時に、自身は精神を疲弊させている。手取川の戦いでは決戦を回避しようとする秀吉を退けて背水の陣で挑むも、謙信の巧みな用兵に翻弄されて総崩れ寸前に追い込まれた。だが窮地に立たされた中でも己の剛直さを捨てず、大将自ら出陣する事で戦線崩壊を水際で防いだ。
本能寺の変では京に戻る決断が遅かったためか、その後の山崎の戦いにも参加していない。その後の清洲会議にて予てから抱いていたお市への恋慕を捨てるも、今度はお市から迫られ婚姻した。しかし秀吉が織田家簒奪の意志を明確にすると、山崎の戦いに間に合わなかったのは「真の謀反人を討つため」と悟り秀吉の成敗を決意する。賤ヶ岳の戦いでは堀秀政を攻めあぐねている間に先鋒の佐久間隊は撃破され、前田隊の退却もあり形勢不利の中、最後は突撃を敢行するも既に老境に入り往年の力はなく敵方に情けをかけられる現状に自身の時代が終わったことを悟る。北ノ庄城に帰還してお市や重臣の女房衆らを殺害した後、城に火を放ったうえで秀吉の前で切腹し引っ張り出した臓物を投げつけるという壮絶な最期を遂げた。
権兵衛にとっても秀吉と同じく尊敬すべき武将であり、勝家自害の報を聞いた時は織田家仕官当初を思い出して涙を流していた。
- 第二部8巻寸評：史上最も硬骨にして最も愚直な男

佐々成政（さっさ なりまさ）
通称は内蔵助。美濃攻略後に新設された母衣衆の黒母衣衆筆頭に登用された。長篠の戦いでは鉄砲奉行を務める。その後は、柴田勝家の寄騎として北陸方面に侵攻した。
第三部「賤ヶ岳の戦い」時は寄騎としてそのまま柴田派に組するも親羽柴派の上杉勢への牽制のために越中に留まる。戦後、戦には不参加であったことから秀吉に許され服従、引き続き越中の大名に留まった。一統記14巻の付記にて小牧・長久手の戦いの最中、秀吉方から離脱して織田・徳川連合軍に組して隣国を治める前田利家と対立している情勢が説明された。四国征伐直後の1585年8月に秀吉の侵攻を受けて剃髪して降伏、越中は没収となった。九州征伐にて豊臣軍の武将として参陣、その功により肥後国を与えられて大名に復帰したが、作中では描かれなかったもののその後、失態を犯し切腹となった。

##### 四国方面軍
司令官は神戸（織田）信孝、補佐に丹羽長秀。四国方面軍が編成された直後に本能寺の変が起きた為、他の方面軍に比べると功がなく、後に秀吉率いる西国方面軍に吸収された。
丹羽長秀（にわ ながひで）
通称は五郎左衛門。後に惟住氏とも名乗る。織田家の重臣の一人。信長には「巻き毛」と呼ばれる。数多くの合戦に従軍し、軍議では進行役を務める事も多い。「米五郎左」の異名をとる。左手の指をこめかみのあたりに付けるのが癖。
一統記からは名目上の四国方面軍大将である信孝の補佐の副将に抜擢されるも、渡海寸前に本能寺の変の凶報を受ける。身動きがとれなくなっていた所を大返ししてきた羽柴軍に合流して山崎の戦いでは四番手として参戦。自身が手を焼いていた信孝を巧みに操る秀吉の底知れぬ才を感じ取っている。戦後は宿老の一人として清洲会議に出席。柴田・羽柴のどちらもにも偏らず中立的な意見を述べ、国分けでは佐和山城を削減されるも、若狭国に加え近江国の四分の一を加増された。「賤ヶ岳の戦い」で羽柴、柴田両家が対立するとそのまま羽柴方に組して戦後、勝家の旧領・越前が加増。
四国征伐直前の1585年に死去、家督は嫡男の丹羽長重が継いだ。その後、秀吉は丹羽家の広大な所領の没収を謀り、濡れ衣の嫌疑により所領の没収と長束正家ら家臣召し上げの憂き目に遭った。
外見のモデルは、サミュエル・L・ジャクソン。

##### 東部方面軍
司令官は織田信忠、軍監に滝川一益。第二部終盤では武田家を滅ぼした。武田家滅亡後、滝川一益が上野に移っている。
その後、ほどなくして本能寺の変が起こり、信忠は逝去。滝川一益は混乱に乗じて侵攻してきた北条家に敗れ離散した。
滝川一益（たきがわ かずます）
通称は左近将監。神出鬼没の用兵を操る武将。織田家の主要な合戦には常に参戦している。甲州征伐編では信忠と共に武田領に侵攻しており、後の一統記では、関東方面軍の司令官となった事が語られた。しかし本能寺の変が起こると侵攻してきた北条軍に敗れた。この敗戦もあり清洲会議に参加する事すらできなかった。
清洲会議に参加出来ず、関東の自領を死守することも出来なかったことから他の四天王に比べてその立場は没落することとなったが、「賤ヶ岳の戦い」時には柴田派に組して居城長島城にて羽柴軍を迎え撃つ。しかし勝家が敗れると秀吉の圧力の前に剃髪して降伏、以降は越前で蟄居していたが小牧・長久手の戦いにて召還され、今度は秀吉方として信雄の領地・伊勢国を奇襲する。

##### その他の重臣・家臣
佐久間信盛（さくま のぶもり）
通称は右衛門尉。織田家の重臣の一人。過去のデータ分析により撤退戦が得意な事から「退き佐久間」と称されるが、三方ヶ原の戦いで対峙した馬場信春には「逃げ佐久間」と揶揄されていた。比叡山での軍令違反で木下隊を放逐された権兵衛が一時的に属した。保身的な性格であり、切羽詰ると目下の者に厭味を言ったり、自ら危険を賭して働く事には躊躇するが、命を賭すものには応える意気も見せる。三方ヶ原の戦いでは当初懐疑的だった権兵衛に信頼を置くようになる。権兵衛が羽柴隊に復帰した後は、大坂で石山本願寺担当として交戦を続けるも開城ののち、その保身・消極的な姿勢から信長に「佐久間折檻状」を突きつけられ放逐される。その後、信盛の既得権益はすべて光秀が得ることになった。
佐久間盛政（さくま もりまさ）
通称は玄蕃。信盛の甥。丸っこい体格で普段は穏やかな性格。だが一度激昂すると敵中に猛進する勇敢さも兼ね備える。三方ヶ原の戦いでは権兵衛ともに佐久間隊の中核を担った。
『一統記』にて再登場し、勇壮な将に成長しており織田家より放逐された叔父の下を離れ柴田家の武将になっている。賤ヶ岳の戦いでは先鋒として羽柴軍の陣地に猛攻をかけ、高山右近を敗走させ中川清秀を討ち取る第一功を挙げた。しかし柴田本隊が攻めあぐねている間に神速で返してきた羽柴本隊に背後を衝かれ壊滅、勝家の自害から暫くして拿捕され、秀吉からは服従を条件に赦免も打診されたがそれを拒否、打首刑に処される最後まで戦国武将として在り続けた。
三方ヶ原の戦いで権兵衛と共に戦い抜いた記憶は彼の中で鮮烈なものだったらしく、戦場にいない権兵衛を思い出しては秀吉が作る政の世への不安を吐露していた。
可児吉長（かに よしなが）
声 - 杉田智和（鬼武者Soul）
通称は才蔵。美濃一の強力無双を誇る武将で、槍の名手。権兵衛以上の巨体と怪力の持ち主で、根っからの戦好き。「糞があ!」が口癖。当初は柴田勝家の配下として登場。模擬戦で権兵衛と死闘を繰り広げ、戦後は権兵衛を認める。金ヶ崎撤退戦では進んで殿軍を務める木下隊に加勢し、権兵衛とは戦友となり、小谷城攻略戦では藤堂高虎も含めて戦友となった。羽柴軍の足軽にはその豪快な性格から「猛牛」に喩えられる。
その後、所属を明智光秀に移す。小谷城攻略戦では再び羽柴軍の加勢に現れ、権兵衛や高虎と功を競った。生涯を戦場で過ごさんとしており、第一部終了時に新たな戦場を求め権兵衛と別れた。
小田原征伐時には福島正則に仕えていたが、包囲戦に飽きて離脱。牢人衆として早川虎口攻めに参加する。
『鬼武者Soul』に武将として登場している。
坂井尚恒（さかい ひさつね）
声 - 下野紘（鬼武者Soul）
通称は久蔵。坂井政尚の長男で、信長の小姓。文武に優れ将来を見込まれていたが、戦場を極度に恐れているために自力での武功を上げた事がなかった。金ヶ崎撤退戦では奮って殿軍の木下隊に参加し、その中で権兵衛との親交を深める。以後、権兵衛を「ゴン兄ィ」と呼び慕い、くっついていた。
しばらく権兵衛と行動を共にしていたが、姉川の戦いでは父・政尚の元に戻っていたところに浅井軍の急襲を受け、坂井隊中で一人踏み止まって奮戦し、援軍に来た権兵衛とともに山崎俊秀に挑む。俊秀の一矢に倒されるも執念で立ち上がり再び挑むが、再反撃で首を落とされた。その後、尚恒の小母衣は権兵衛が用い、権兵衛が領主となった際に尚恒の墓前に返された。
『鬼武者Soul』に武将として登場しており。
坂井政尚（さかい まさひさ）
通称は右近尉。尚恒の父で、織田軍の武将。姉川の戦いでは浅井軍の急襲を受け、山崎俊秀によって翻弄される。その後、浅井軍との戦いで討死した事が語られている。
野々村正成（ののむら まさしげ）
通称は三十郎。信長の旗本で馬廻り衆。鉄砲の名手であり、左頬には鉄砲を撃つ際に飛び散る火薬によって出来たそばかすがある。権兵衛とは重治の軍略講義で出会い、当初は不快感を示していたが、体を張って間者働きをする権兵衛を見て認識を改めた。権兵衛が最新式の鉄砲を戦場で無くしたときには、これを修復して仙石家に匿名で届けている。長篠の戦いでは鉄砲奉行を務める。その際に権兵衛を見込み、姪のお藤との縁談を進める。
本能寺の変において信忠に従い二条城にて奮戦するも討死する。今際の際に権兵衛に対しその真っ直ぐな性格のまま生きていくよう願っていた。
森可成（もり よしなり）
通称は三左衛門。「攻めの三左」の異名を取り、織田家の中核を担った武将の一人。浅井軍の急襲を受け、織田信治と共に抗戦するも、叶わず討死した。
森長可（もり ながよし）
通称は武蔵守、鬼武蔵の異名で呼ばれることもある。森可成の次男で正室は池田恒興の娘。「無骨」という名の名槍を持つ父譲りの豪将で甲州崩れでは関東方面軍の一員として功を挙げている。しかし本能寺の変の際、三人の弟を亡くしたことで深酒の上無理な突撃を繰り返すなど、自暴自棄な振る舞いを見せるようになっている。小牧・長久手の戦いの前哨戦となった「羽黒の戦い」では周囲の制止を振り切り、酩酊したまま戦に臨み合戦中に気を失い、徳川軍に大敗する失態を犯す。秀吉の寛大な処置により岳父・池田恒興と共に失態を挽回しようと行動するが、徳川本陣への突撃を敢行した最中に鉄砲の流れ弾が眉間を貫き討死した。
森成利（もり なりとし）
通称は乱法師。森可成の三男。一般には森蘭丸として知られる。織田家の武将で形の上で隠居した信長の側近。信長の唐入りの計画を知っており同行を望んでいたが、信長には拒否されていた。直後に起こった本能寺の変では、弟の長隆・長氏と共に奮戦するも明智軍の猛攻を受け討死。
平手汎秀（ひらて ひろひで）
通称は甚左衛門。三方ヶ原の戦いで佐久間信盛や水野信元とともに徳川家康の援軍として参戦する。合戦後は浜松城に帰還した佐久間隊とは別に織田領に撤退しようとするも武田軍の追撃を受け、戦死する。
原田直政（はらだ なおまさ）
通称は備中守。当初は塙九郎左衛門と称していた。長篠の戦いで鉄砲奉行を務める。後に大坂攻めに従軍するが、雑賀衆の奇襲に遭い討死した。名誉の戦死であったが、信長によって敗戦の責任を問われ、一族は所領没収の憂き目にあった。
荒木村重（あらき むらしげ）
通称は信濃守、後に摂津守。明智光秀の調略によって細川藤孝と共に織田家に仕官した大身の武将。秀吉の中国攻略の際には援軍として羽柴軍に加わる。毛利家との戦いに震えていたため、権兵衛や神子田からも頼りにならないと思われた。しかし播州平定も目前となった時、突如謀反。説得に訪れた秀吉と光秀に「信長の銭による天下一統は滅亡への道」と説き、その後さらに説得に訪れた官兵衛を牢に禁獄した。再三に渡り官兵衛を調略しようとするも叶わず、妻子を捨て居城・有岡城より脱出する。
九鬼嘉隆（くき よしたか）
通称は右馬允。織田家の武将。「宜候（ヨーソロ）ォ」が口癖。織田家中でも屈指の水軍を有しており、木津川の戦いで毛利軍を破った。
村井貞勝（むらい さだかつ）
通称は長門守。京都所司代。織田家の京での政務を担当する。本能寺の変の際、二条城にて討死。その行政能力は、討った明智軍の兵すら死後の京の政に不安を覚えるほど評価していた。
高山重友（たかやま しげとも）
通称は右近大夫、洗礼名はジュスト。転じて秀吉には"じゅすどん"と呼ばれる。織田家の武将の一人で信長の命を受け、鳥取城を攻めあぐねる羽柴軍の視察に訪れる。
山崎の戦い時には元々、明智軍の傘下にいたが秀吉方に寝返っており池田・中川らと先鋒を務めた。普段は物腰柔らかだが戦になると豹変、勇猛果敢になり口調も変わる。しかし賤ヶ岳の戦いでは内輪の戦いに戦意が湧かず、攻め込んできた佐久間隊と戦わずに後退している。
毛利秀高（もうり ひでたか）
通称は新介。『桶狭間戦記』にて義元の首級を上げる手柄を上げた後は信長の馬廻り衆として仕えていた。『一統記』本能寺編にて本編に登場し、馬廻り衆として奮戦するも二条城にて討死。光秀率いる若い兵はその死に涙を流していた。

#### その他の親織田勢力
尼子勝久（あまご かつひさ）
家名復興を目指して織田家の傘下に入った武将。中国攻略を担う羽柴軍の元で上月城に入るが、毛利軍・吉川元春によって攻略され、討ち取られた。
山中幸盛（やまなか ゆきもり）
通称は鹿之介。尼子家の家臣。尼子勝久とともに上月城に入り、勝久を励ましながら毛利軍と戦う。上月城落城後、毛利軍によって殺害された。
外見のモデルは、シルヴェスター・スタローン。
小寺政職（こでら まさもと）
通称は藤兵衛。播磨の豪族で小寺孝高の主筋にあたる。織田家に与するものの同時に織田家に対する不審を抱いている。
外見のモデルは、西田敏行。
宇喜多直家（うきた なおいえ）
備前の戦国大名。織田家が中国地方に侵攻してきた際に毛利家から離反し、以後は山陽側の毛利軍の抑え。第四部の時点で死去しており、嫡男の秀家が登場している。
南条元続（なんじょう もとつぐ）
伯耆の国人。織田家が中国地方に侵攻してきた際に毛利家から離反し、以後は山陰側の毛利軍の抑え。

### 織田家包囲網参加勢力

#### 斎藤家
『第一部』に登場。美濃の戦国大名家。物語冒頭で織田家に滅ぼされた権兵衛の元の主家で、当主の斎藤龍興はその後も各勢力と流転しながら信長の首を狙った。織田家の平定後は稲葉山城は岐阜城と名を改め、織田信長が安土城に移るまで織田家の本拠地となっており、その後も織田家所縁の地として大名は織田家に縁のある者が務めた。
斎藤龍興（さいとう たつおき）
通称は右兵衛大輔。元美濃稲葉山城主。当初は女色に溺れ、当時家臣だった竹中重治に諫言代わりに城を奪われるなど暗愚な大名だった。織田信長に敗北し国を追われるが、以降は信長に復讐し国主の座に返り咲く野望を抱いて、女衆と共に各地を流浪。好色家だが、それだけの人物ではなく何よりも女を大事にしているが故に学問も奨励している。
信長に勝利することだけを生きがいとして謀才を開花、浅井・朝倉・比叡山・本願寺を巻き込んで信長包囲陣を完成させ、信長を窮地に追い込んだ。畿内での戦線で信長に敗れた後は朝倉家に身を寄せ、急進派の鳥居景近に接近して朝倉家の実権を掌握しようと暗躍する。しかし自身の野望が露見しかけ、更に刀禰坂の戦いで大敗を喫した朝倉家を見限り本願寺へ身を寄せようとするが、謀略に利用しながら寵愛してきた女衆を見捨てる事が出来ず、踏みとどまって織田軍と交戦した後、後事を景近に託して討ち死にした。
- 第一部11巻寸評：戦国史上最も巧妙にして、最も食えない男

お蝶（おちょう）
斎藤家の侍女。権兵衛とは幼馴染で、両想いの恋人でもある。初期の権兵衛が戦う理由となるキャラクター。この物語においてキーとなる存在で、第一部ではほとんどの合戦に、回想という形で登場している
美濃を追われた斎藤龍興に従い、その美貌に目をかけられて、龍興の妹の姫として教育を受けるようになる。比叡山焼き討ちの際に権兵衛と再会するが、同じく比叡山にいた許婚・鳥居景近に攫われて越前に移る。その後、高徳院の女中となり、憔悴する景近の側にいながら心を通わせるようになる。朝倉家滅亡の際に権兵衛と再会するが、武士としての道を歩む権兵衛と共には行かず、朝倉家の姫たちと供に本願寺に逃れた。
第二部では、教如に嫁いだ義景の娘・お渓の侍女を務めていたが、本願寺の大坂退去に伴い、二人で安芸へ向かった。
実兄鷲見次久の証言によればその後毛利領に逃れ秋里氏に奉公しているらしい。
富田勢源（とだ せいげん）
斎藤家兵法指南役。龍興の側近。小柄で視力も低い老人だが、非常に身軽な剣術の達人。
お猪（おいの）
斎藤家の侍女頭で龍興の愛人。権兵衛やお蝶とは昔馴染みで「姐さん」と親しまれている。美濃を追われた斎藤龍興に従ってともに流浪しながら、龍興の謀略を陰ながら支える。龍興が朝倉家に入ってからは高徳院の女中となり、景鏡に取り入って陰謀を逐次、龍興に報告していた。刀禰坂の戦いで龍興が戦死すると、後を追うように自害した。
独活（うど）
龍興に仕える壮年の透波。部下であるお鹿と共に各地へ飛び回って諜報活動に従事していた。
お鹿（おしか）
龍興に仕える女透波。体の部位を基準に物事を記憶する。お蝶とは親友の間柄で、お蝶のために権兵衛と接触しようとするが、逆にその優しさに触れて権兵衛に惚れてしまう。しかし権兵衛とお蝶のために自らは身を引く。比叡山で鳥居景近によって昏倒した権兵衛を救い山麓まで権兵衛を帰還させるが、その際に矢傷を負い、それが致命傷になって命を落とした。

#### 浅井家
『第一部』に登場。近江北部を治める戦国大名家。京の玄関口にあたる近江に地盤があったことから、当初は織田家と婚姻同盟を組んでいた。しかし隣国の盟友・朝倉家が織田家に侵攻されたことを機に裏切り、朝倉家、比叡山、本願寺などと共闘して織田包囲網の一角となる。名城と名高い小谷城に加え、磯野員昌など猛将と呼ばれる精強な兵を有していたが、織田軍の各個撃破策により同盟国が次々と脱落、家臣の寝返りも相次いだ末、孤立無援となり第一部終盤で織田家に滅ぼされた。浅井家滅亡後、その領土は羽柴秀吉の所領となり、本拠地を長浜に移し、引き続き戦略的要衝であり続けた。
浅井長政（あさい ながまさ）
通称は備前守、幼名は猿夜叉丸。浅井家当主。織田信長の妹であるお市を娶り、お市を溺愛している。当初は大きな体躯に恵まれながら吃音癖のある小心者で信長にも憧憬を抱いていたが、信長とお市の絆に嫉妬し、越前に侵攻する信長を裏切り窮地に陥れた。金ヶ崎、姉川と信長と戦っていく中で精神的に成長し、利用されるだけだった他勢力からも一目置かれるようになる。自らは信長と戦う事でのみ戦国大名になれた事を悟り、盟友・朝倉軍と共に各地で織田軍と戦い続けるも朝倉家が滅亡し、居城である小谷城を攻略されると、お市を突き放して織田家に戻させ、お市を想いながら自害して果てた。
- 第一部13巻寸評：戦国史上最も雄偉にして、最も溺愛した男

浅井久政（あさい ひさまさ）
通称は下野守。長政の父。家督は長政に譲ってはいるが未だ発言力は強く、優柔不断だった長政に代わって信長を討とうとしていた。長政が当主として威信を持ち始めると、長政に全権を委ねる。羽柴秀吉によって小谷城虎口を突破されると自害した。
山崎俊秀（やまざき としひで）
通称は新平。浅井家臣で磯野員昌隊の先駆け。戦傷として鼻が無く惣面をつけ、馬上での弭槍を得意とする。若い頃から激情を抑えており、常に冷静になる事を心がけている。敵や味方からは「真紅の馬上槍」と呼ばれ恐れられる剛の者である。
姉川の戦いでは撤退したと見せかけて敵を奇襲する「母喰鳥の計」を披露、自ら先陣を務め織田信長の陣を奇襲。権兵衛と坂井尚恒の奮戦によって足止めされ、尚恒を討ち取るが、激昂の権兵衛との馬上の一騎討ちに敗れて討ち取られた。俊秀の死によって浅井軍の奇襲作戦は失敗し、姉川での敗戦に繋がった。なお、諱の「俊秀」は作者の創作。
磯野員昌（いその かずまさ）
通称は丹波守。佐和山城主を務める浅井軍きっての猛将。織田信長と対決姿勢を表明しながら逡巡する長政を支え、姉川の戦いでは山崎を先駆けとして先鋒隊の将として織田軍を壊滅寸前にまで追いつめるも、山崎が討死にすると作戦の失敗を悟った。その後は佐和山城に籠もって織田軍に抵抗するが、支えきれずに降伏、織田家に仕える。
初登場は六条合戦を描いた回（単行本2巻）であるが、その際は、2回目以降の登場時と異なる顔で描かれていた。
遠藤直経（えんどう なおつね）
通称は喜右衛門。長政の重臣。浅井家を格下のように扱う織田信長に警戒心を抱いている。姉川の戦いに出陣したがその戦いで戦死した。
堀秀村（ほり ひでむら）
通称は二郎。鎌刃城を守備する若き城主。味方にも容赦のない山崎新平に恐怖を感じていたところに竹中重治の調略を受け、重治や秀吉の可能性を信じて織田家に寝返る。以降は秀吉の配下に納まる。
樋口直房（ひぐち なおふさ）
通称は三郎兵衛。堀秀村の重臣。年若き当主を暖かく補佐する。斎藤家を離れていた竹中重治を寄宿させており、重治の調略で織田家に寝返った秀村に従う。秀村とともに羽柴秀吉の配下に入る。
第二部では織田信長の苛烈な戦略に畏怖を覚えて逐電するが、逆に討ち取られてしまった。
阿閉貞征（あつじ さだゆき）
通称は淡路守、姉川の戦い時には貞秀と名乗っていた。浅井家の守備の要衝山本山城を守備する。戦略眼に長け、織田軍から城を守っていたが、政略は今一つながらプライドが高い。羽柴秀吉と共に調略に来た竹中重治に言いくるめられ、織田家に寝返り浅井家を窮地に追い込む。小谷城攻めでは秀吉の軍に属して浅井家臣たちへの調略を行った。
山崎の戦い時には、明智方に組して嫡男・阿閉貞大と共に参戦していた。
赤尾清綱（あかお きよつな）
通称は美作守。浅井家三代に仕えた重臣筆頭であり、長政を幼少時から知る人物。小谷城中に屋敷を構えている。屋敷ではお市を幽閉していたが、浅井市として生きる決心をしたお市を見て笑顔を見せた。羽柴秀吉による調略を撥ね付け、長政の最期を看取る。
外見のモデルは、麿赤兒。
大野木茂俊（おおのぎ しげとし）
通称は土佐守。羽柴秀吉の調略によって織田家に寝返る。小谷城虎口近くに屋敷を構えており、秀吉に虎口の情報を伝えるが…。
お竹（おたけ）
浅井家側女。斎藤龍興の調略を受け、織田信長が浅井家を裏切るという流言を流す。

#### 朝倉家
『第一部』に登場。越前の一乗谷に居を構える戦国大名。名門だがそれ故に世情に疎く、さらに家中は守旧派と急進派に分かれている。
織田家の侵攻を機に盟友の浅井家らと共に織田包囲網を形成するも、事ある毎に織田家討伐の機会を逃し、最期は筆頭家老の朝倉景鏡の妨害・裏切りなどもあって第一部終盤で織田家に滅ぼされた。後に織田信長が越前を狙った理由として京に近く文化的に先進国であること、日本海側の経済的要所である敦賀を抑え、「敦賀―京―大坂」の大水運を作ることが目的であったことが明かされている。朝倉家滅亡後は、朝倉一門衆の土橋信鏡が治めることになるが、一向一揆による無主の地を経て柴田勝家の所領となった。
朝倉義景（あさくら よしかげ）
通称は左衛門督、左京太夫とも。名門・朝倉家当主。英林孝景以来の繁栄を守ってはいるが、幼くして家督を継いだために戦国の倣いになじまず、一乗谷に引き籠って女色に溺れていた。自身は一乗谷から動かず名代として朝倉景健を派遣するに留まり、台頭する織田信長に対して警戒心が薄く、信長を討てる絶好の機会を幾度となく逃すなど暗君としての面が強く、織田包囲網参加勢力にも半ば呆れられていた（武田軍の山県らからは「馬鹿で阿呆でさらに間抜け」と言われる始末だった）。しかし体勢を立て直した織田家の脅威を前に内憂外患に気付き、当主としての自覚を持ち始める。以後は主戦派の鳥居景近を抜擢して信長と対決姿勢を表明するが、朝倉景鏡ら対立派閥に足を取られ、結局信長と対決する事はなかった。間もなく織田軍の一乗谷侵攻を受けて敗戦し、景鏡を頼るものの裏切られ、最期は景鏡に一乗谷を託して自害した。
- 第一部12巻寸評：戦国史上最も薄幸にして、最も儚き男

高徳院（こうとくいん）
義景の母。女中たちの母親的存在であり、お蝶たちには「姑さま」と呼ばれている。家中でも一定の発言力を持っており、義景も彼女の言葉には逆らうことが出来ない。義景を「ドラ息子」と叱り付ける事が多いが、息子に対する愛情は本物であり、義景の身を案じている。鳥居景近を信任しており、景近を義景に推挙した。一乗谷を落ちた後は義景と共に織田軍から逃れるが、義景の死後になって捕らえられる。その際に同行しようとするお蝶を突き放し、権兵衛に託した。その後、丹羽長秀によって殺されたという。
朝倉景鏡（あさくら かげあきら）
通称は式部大輔、後に織田信長の偏諱を受けて土橋信鏡と改名する。義景の従兄弟で朝倉家筆頭家老。家中の派閥争いでは守旧派に属し、自らの矜持も高く、領内の窮状を伝えなかったりと義景から当主の座を奪うべく暗躍する。内憂外患が頂点に達した際に家中を調略して朝倉家当主となろうと画策するも、鳥居景近の尽力で叶わなかった。その後は出陣を拒否したばかりか山崎吉家を扇動して信長との対決をも妨害し、「刀根坂の戦い」で朝倉家の命運が決すると、秀吉を仲介にいち早く織田家に寝返る。そして景鏡を頼って逃亡してきた義景を自害に追い込み、臆面もなく義景の首を持参して織田軍の陣中に現れた際には諸将から「とんだ不忠者」と白眼視されていた。その後は朝倉旧領に配されるも、義景の娘の意を受けた本願寺によって扇動された一向一揆により討死した。
朝倉景健（あさくら かげたけ）
通称は孫三郎。義景の重臣であり、自ら動かない義景の名代として行動する事が多い。義景が戦陣に立ってからも怠惰から抜け出せない義景を度々諌めている。姉川の戦いでは朝倉軍を率いた。家中の派閥争いでは守旧派に属するが、織田信長の台頭には危機感を抱いており、後に革新派の鳥居景近らと共に朝倉家を盛り立てていく。
初期は義景の名代として頻繁に登場していたが、終盤になるにつれ登場が減り、朝倉家中でもその最期が描かれなかった。
山崎吉家（やまざき よしいえ）
通称は長門守。武闘派の朝倉家重臣。猛々しい風貌から家中でも一目置かれると共に畏怖されている。金ヶ崎での織田軍追撃戦では先陣を率いるが、木下秀吉隊の活躍によって信長を逃がしてしまった。義景の側近から家老に出世した鳥居景近を良く思っておらず、度々義景を諌めている。織田家との決戦直前に朝倉景鏡の書状により鳥居景近、斎藤龍興の危険性を義景に進言し、景近らを押し切って撤退を強行するも、それが「刀根坂の戦い」を招いてしまい、殿として奮戦するも叶わず討死した。初登場の金ヶ崎の退き口の際とその後とでは異なった顔で描かれている。
鳥居景近（とりい かげちか）
通称は兵庫助。義景の側近。家中での革新派の中心を担う人物。爽やかな風貌で、ヨーロッパの騎士道（ろうまんす）を追い求める。斎藤龍興の計らいでお蝶と知り合い心惹かれて行く。お蝶を奪還しに来た権兵衛と比叡山で対決し、顔の左半分を潰され一旦は敗北するも、執念で起き上がって狂気を帯び、権兵衛を倒してお蝶を奪い取った。その後、潰された顔は仮面で覆っている。
以後も戦利品としてお蝶を囲うが、その中で再び穏やかな心を取り戻してゆく。高徳院に近く、その介添えもあって義景の信任を得、義兄弟となった龍興とともに朝倉家で影響力を持つ。しかし成り上がりのために「仮面奏者」と蔑む朝倉景鏡や山崎吉家らの抵抗に遭い、信長と対決する事は叶わず、義景とともに一乗谷を落ちる。しかし逃れた先の景鏡の裏切りに遭い義景が自害すると、最後に一矢報いるために景鏡軍に突撃する。奮戦叶わず景鏡に捕らえられ、景鏡の拷問を受ける中、その想いを汲み取った権兵衛の放った矢に斃れた。
高橋景業（たかはし かげなり）
通称は新助、比叡山焼き討ちの頃は甚三郎と名乗っていた。義景の側近で、鳥居景近の無二の親友。景近とは違って風貌は劣るが、共に騎士道に憧れる。家中では革新派に属している。一乗谷を落ちた義景に従うが、朝倉景鏡の裏切りによって義景が自害すると、その介錯を務め、今際の時まで一乗谷を案じる義景に敬意を表した。その後は義景の後を追うように自害する。
外見のモデルは、フィリップ・シーモア・ホフマン。
伊勢景茂（いせ かげもち）
通称は左衛門太郎。義景の家臣。客人的な立場にいながら不遜に振舞う斎藤龍興を快く思っておらず、龍興と結んでいる鳥居景近とも対立する。そのために龍興に危険視され、行軍中に毒殺された。

#### 武田家
『第一部』から『天正記』に登場。甲斐に居を構える戦国大名家。獰猛な甲州兵に加え、現当主の武田信玄を頂点に一国の主にもなりうる猛者を数多抱える戦国最強軍団であるが、その実態は独立連合体と言える。織田家とは同盟関係にあったが、「比叡山焼き討ち」を大義名分として織田家殲滅を画策、第一次織田包囲網の中心勢力となる。武田家の総力を挙げた西上作戦を決行し、「三方ヶ原の戦い」では織田・徳川連合軍を完膚なきまでに撃破して遠江にまで勢力を拡げ、信長に本領を放棄せざるを得ないほどに追い詰めたが、信玄の急死により頓挫した。
第二部では信玄亡き後も嫡男・武田勝頼を「シンゲン」とし衰えるどころかさらに勢いを増し、一時は武田家最大の版図を拡げるも、長篠の戦いでの決戦に惨敗を喫す。その後は勝頼自ら、武田家を生まれ変わらせるべく奮闘するものの、旧体制に固執した重臣らの謀反に加え織田・徳川・北条らの“多方面侵攻”甲州征伐によって滅亡した。その後、生き延びた精強な甲州兵達は織田家への服従を拒み、甲斐を併呑した徳川家に仕えることになった。
武田信玄（たけだ しんげん）
通称は法性院、名は晴信。甲斐の守護大名「武田家」当主。「戦の前に勝利を決める」を方針とする戦国最強の名将。僧体ながら不気味な雰囲気を醸し出し、人差し指を軽く掲げて語らう独特の仕草が特徴。家康はおろか信長すら青二才扱いするほどのカリスマ性を持ち、家臣からは畏敬を込めて「御屋形（オヤジ）」、諸勢力や敵である織田・徳川家の諸将からは“甲斐の巨獣”の異名や、信玄坊主と呼ばれる。信長ですら当初は、一貫して武田家との衝突を避け続けており、「信玄坊主が敵であったならば我らは生きてなぞおらぬ」と断言し、家康も「どちらも嫌だが、仲間になるなら不気味（信玄）より、怖い方（信長）がまし」と語っていたほどで、領国を隣接する家康は勿論、信長もその死を確認するまで眠りを妨げられるほどに恐れていた。
情報を何よりも重視しており、些細な情報からでも大局を見極め、不測の事態も利用し覆す鬼謀の持ち主。義弟にあたる顕如からの出馬要請を機に“比叡山の再興”という大義名分により織田家との同盟を破棄して全軍に相当する三万の軍勢を率いて、織田・徳川領へ侵攻する。老獪に織田・徳川家を追い詰め、遂には三方ヶ原の戦いで家康に王手飛車取りを掛け、織田・徳川連合軍を完膚なきまでに撃破したが、その戦陣で大病から昏倒し、やむなく進軍を中止する事になった。その後、自身が昏睡している間に信長に先手を打たれていることへの悔しさから奇跡的に意識を取り戻し、家臣達に最期の言葉を残し大往生を遂げた。
先述の通り家臣達から絶大な支持を集めているが、これは軍神としての畏怖だけではなく、家臣の為であれば自らの家族をも処断する自己犠牲の精神からでもある。
桶狭間戦記にも出家前である武田晴信の名で登場している。
外見のモデルは、マーロン・ブランド。
- 第一部8巻寸評：史上最強にして最も業深き男

武田勝頼（たけだ かつより）
通称は四郎。信玄の四男で、家督継承以前は諏訪勝頼を名乗っており、半ば人質として諏訪家に送られていた。当初は信玄の一武将として三方ヶ原の戦いでも戦功を挙げる。その途上で信玄が倒れると急遽、嫡子・信勝を当主とした陣代（当主代理）となり、山県昌景や馬場信春らによって信玄を模した指揮官「シンゲン」として英才教育を受け、信玄に劣らぬ名将に成長する。
長篠の戦いでも大将ながら前線に布陣するという陣代故の奇策を用い、更に鶴翼に似せた魚鱗「逆さ魚鱗」の陣を引いて織田・徳川連合軍を大いに苦しめた。しかし織田軍の一斉包囲射撃によって戦局は一変、壊滅的な敗北を喫してしまう。
分家筋として周囲から蔑まれた過去と、老臣に囲まれた陣代という立場から、自らを「代わりは幾らでもいる」と卑下しているが、一方で武田家の犠牲となる姿に父の姿を見る家臣も多い。長篠で大勢が決した際には諏訪勝頼として死ぬ事を望むも、真の武田の屋形として生きる事を願った馬場らの想いに動かされ、生き延びる道を選ぶ。
その後、織田家の強大な資金力に対抗するため、銭中心の国造りを武田家の活路として掲げ、真田昌幸ら若手家臣を抜擢して韮崎に新府城を普請するなど、武田家の改革を成し遂げようとする。だが改革への不満が燻っていたところに織田・徳川・北条による多方面同時侵攻を機に旧体制・権益に執着する家臣らの謀反が相次ぎその新体制は最後まで完成せず、やがて甲州崩れにより水泡に帰した。織田家が攻め寄せる中、新府城を自ら焼却して婦女子らを処分し、天目山にて全ての業と懊悩を背負い、自らの身を持って武田家に幕を下ろした。信長とは敵対関係にありながら、同じ大名職である同胞として互いに通ずるものがあり、信長とは違う形で職を全うした。
戦国大名職という生業に殉じる様は、キリストを髣髴させる描写で演出されている。
- 第二部15巻寸評：史上最も開明にして最も鞏固なる男

仁科盛信（にしな もりのぶ）
通称は五郎。信玄の五男で、仁科家の家督を継ぐ。兄・勝頼より甲信防衛の要衝・高遠城を任されるも内心は勝頼が死して自らが武田家の屋形となることを願っていた。しかし、失敗と挽回を繰り返し、人として高みへと昇っていく勝頼の実力を認め、迫り来る織田の大軍に対して抗戦の意を固めるが、その翌日に信忠軍の猛攻を受け、落城が決定付けられると自害した。
当初、勝頼は高遠城が十日保てば織田・徳川連合軍に勝利出来ると予想していたが、名城でもあった高遠城が僅か一日で落城してしまった事で武田家滅亡を決定付ける事になった。
穴山信君（あなやま のぶきみ）
通称は梅雪斎不白。武田一門衆筆頭で河内・江尻領主。勝頼と昌幸が推し進める新体制によって領内の権益が脅かされる事を危惧しており、徳川家康と密約を交わす。徳川家に降る代わりに家康から命の保障と武田家新当主の地位を確約され、織田家が侵攻してきた際に混乱に乗じて質となっていた妻子を奪還した事で勝頼に反旗を翻す。家康を仲介に早期に寝返っていた事もあり戦後は所領安堵・加増されている。
第三部では武田家の名跡を継いでおり、家康の同盟者として安土を訪れる。本能寺の変時は、堺に逗留しており家康と別行動を取る際に後から移動することを選ぶが、寡兵であった事が災いして夜盗の襲撃に遭い討たれた。
武田信勝（たけだ のぶかつ）
通称は太郎。勝頼の嫡男で武田家当主。織田家による甲州征伐が始まり、新府城包囲が現実味を帯びると父・勝頼に家宝の楯無を焼却したうえで自害するよう勧める。その際に隆盛の折には武田の名を笠に着て驕り、火急の際には主家を蔑ろにする家臣団の身勝手さを非難し、当主になりたくないと涙ながらに語った。
山県昌景（やまがた まさかげ）
声 - 銀河万丈（戦国大戦）
通称は三郎兵衛、若い頃は飯富源四郎と称していた。信玄の信頼厚い宿将でありながら、合戦では戦国最強と謳われる先駆け大将で、赤備えの部隊を率い、その兵隊を見せただけで敵将を畏怖させる猛将。伊達男風の颯爽とした容姿と気持ちのいい性格で、戦いに先んじては爽やかな弁舌で兵士を奮い立たせ、戦場では天才的な指揮を取り、敵には一切の容赦をしない冷酷さも兼ね備える。その性格は常に完全な戦を目指しており、それを求めるだけの将器もあるが、第四次川中島合戦ではそれが理由で信玄の本陣に敵の侵入を許してもおり、信玄からは「美質と同時に瑕でもある」と評されている。徳川領侵攻の先鋒を務め、「三方ヶ原の戦い」では先駆け隊を率いて徳川家を最も苦しめた。
信玄の死後は陣代となった勝頼を「シンゲン」として教育し、一方で健在な武田軍を織田・徳川家に誇示する活躍を見せる。「長篠の戦い」では逆さ魚鱗の左翼に陣取り、徳川軍に甚大な被害を与えた。しかし織田軍の強力な鉄砲戦術を目の当たりにして敗戦を悟る中で若き日の信玄の諫言を思い出し、勝頼に撤退を進言しようと一騎で勝頼の元へ駆けるが、根来衆の狙撃を受け、蜂の巣となりながら壮絶な討死を遂げた。
甲州征伐編では、嫡男の山県昌満が重臣として登場している。
『戦国大戦』Ver3.0にてSS山県昌景として登場。
外見のモデルはクラーク・ゲーブル。
- 第一部9巻寸評：史上最高の先陣にして、最も残虐な男
- 第二部4巻寸評：史上最も華麗にして最も合戦に貪欲な男

馬場信春（ばば のぶはる）
通称は美濃守、若い頃は民部少輔信房を称していた。山県昌景と双璧を成す武田家の要の宿将。数多くの戦場に出陣しながら傷一つ追わなかったという”不死身の鬼美濃”。煙管を愛飲。好々爺然としているが老獪な戦術眼と剛胆さをもち、山県昌景との連携も非常に冴え渡る。「三方ヶ原の戦い」の最中に昏倒した信玄に動揺する山県・高坂の両重臣を諌めるなど、年長として重臣にも直言できる武田家でも屈指の名将といえる。
幼少期より家中で肩身の狭い思いをしながらも成長してきた勝頼に愛着を感じており、信玄死後の勝頼の教育の他に、若い家臣たちに世代交代が進むように心がけている。徳川領侵攻に際しては、一人で家康に密会を申し込み、堂々と調略をかけるなど家康を恐怖させる。「長篠の戦い」では逆さ魚鱗の右翼に陣取り、佐久間隊を壊走させ、丸山を占領した。その後の退却戦では決死の殿軍を務め、老獪な戦術で織田軍の追撃部隊を幾度となく壊滅に追い込むも、三方ヶ原を知るが故に慎重な徳川軍には策を見破られ、最期は勝頼の撤退を見届けた後に討死した。
甲州征伐編では、嫡男の馬場昌房が重臣として登場している。
外見のモデルはポール・ニューマン。
- 第二部5巻寸評：史上最も老獪にして最も周到な男

高坂昌信（こうさか まさのぶ）
通称は弾正、若い頃は春日源五郎と称していた。かつては美男子として知られ、信玄に寵愛された武田家の重臣の一人。寡黙で沈着な性格で、口数の多い山県昌景に小言を言う事も多い。三方ヶ原の戦いでは信玄の脇備えに布陣し、信玄の異常に真っ先に気付く事となった。信玄没後は勝頼を「シンゲン」とするために教育を施す。越後・上杉家の抑えとして長篠の戦いには従軍せず、帰国した勝頼を出迎えた。
その後の甲州征伐編では既に逝去しているため登場しない。その代わり嫡男の高坂信達が重臣として登場している。
秋山信友（あきやま のぶとも）
通称は伯耆守、若い頃は膳右衛門と称していた。武田家の重臣の一人。ニヒルな性格で山県昌景には「ムッツリ」と呼ばれているものの、戦場では猛牛のような働きをする事から勝頼からは「牛友」と呼ばれる。対織田戦線では織田信長を引き付けるために、信長の居城・岐阜城の備えである岩村城を長年に渡って包囲。城主だったお艶の方を降伏、籠絡して信長を挑発する。信玄の死後は跡を継いだ勝頼の教育に務め、主に美濃方面で織田家への撹乱の役目を担う。
当初は、内藤昌豊に代わって武田四天王のように描かれたものの、その後については一切語られていないが、信忠による岩村城攻めに遭い、お艶と共に処刑されている。そのため甲州征伐編では登場しない。
小山田信茂（おやまだ のぶしげ）
通称は兵衛尉。「いぶし銀」と称される武田家の有力武将。戦場では輿に乗って行軍したり、ほとんど言葉を発る事のない不気味な人物。三方ヶ原の戦いでは少数の投石部隊を率いて徳川軍を挑発する。長篠の戦いでも一隊を率いるも、大勢が決すると負けを認められない部下達に退却戦を説く。甲州征伐編では、当初から勝頼らが推し進める新体制に反発しており、自領内に迎え入れるという話も実際は遠まわしに勝頼に自害を促すものであった。本当に勝頼が現れると新府を去る際に人質ごと焼き滅ぼした事を名目に受け入れを拒否し、武田家の滅亡を決定付けた。
その最期は、仙石家の会話から斬首された事が明かされただけであったが、単行本化の際に変更。事前に約定等がなかった事から主君を売った不忠者と織田信忠に断罪され、織田家に万民の恨みが降りかかる日が来る事を予見して嘲笑しながら打ち首となる姿が加筆されている。
内藤昌豊（ないとう まさとよ）
通称は修理亮、名は昌秀とも。武田家の副将。三方ヶ原の戦いでは一隊を率いる。長篠の戦いでも部隊を率い、馬防柵を破った真田隊に続いて織田本陣へ突撃するが、逆に鉄砲隊の一斉射撃を受ける。その後、撤退戦で討死した。
史実では武田四天王に数えられる名将とされるが、本作では秋山に取って代わられており四天王の他の3人（山県、馬場、高坂）と比べて非常に活躍が少ない。
真田信綱（さなだ のぶつな）
通称は源太左衛門。武田家の有力武将で、六道銭の旗を掲げる真田家当主。大太刀「青江貞次」を得物とし、他国衆ながら信玄の信任も厚い。三方ヶ原の戦いでは昌幸とともに一隊を率いる。長篠の戦いでは先鋒として弟の昌輝とともに、馬防柵を守る権兵衛の部隊と衝突。途中、津田妙算による狙撃を受けながらも仙石隊を蹴散らして織田本陣へ突撃するが、織田鉄砲隊の一斉射撃を受ける。その後追撃戦中の仙石隊に、既に事切れた昌輝を背負って再度突撃するも討死した。
真田昌輝（さなだ まさてる）
通称は兵部丞。真田信綱の弟で真田家の次男。長篠の戦いでは兄の部隊に属し、どちらかが倒れても残った方が武功を挙げると息巻いていた。織田鉄砲隊の一斉射撃によって戦死する。
真田昌幸（さなだ まさゆき）
通称は安房守。真田信綱・昌輝の弟で真田家の三男。三方ヶ原の戦いでは兄・信綱と共に第二陣右翼として参戦していたが、信綱・昌輝が戦死した長篠の戦いには出陣していない。長篠の戦い以降の武田家では真田家当主として台頭しており、銭中心の新たな国造りの一環として韮崎に新府城を普請する。甲州征伐では北条家に庇護を求め、結果的に武田を離反しており、後に関東方面軍司令官となった滝川一益の寄騎となった事が語られた。
その後、1585年時点では信濃の独立勢力として豊臣家に臣従、徳川・北条連合軍を相次いで撃退するなど、その勇名は畿内の豊臣家中にまで轟いていた。
甘利信忠（あまり のぶただ）
通称は藤左衛門。武田家の武将。三方ヶ原の戦いでは荷駄隊に化けて油断を誘い、酒井忠次隊を奇襲する。
甘利信康（あまり のぶやす）
通称は郷左衛門。武田家の武将、荷駄隊大将。長篠の戦いで一隊を率いるが、織田軍の猛攻を受けて戦死。
土屋昌次（つちや まさつぐ）
通称は右衛門尉。武田家の武将で信玄の護衛侍大将。長篠の戦いで一隊を率いるが、敗戦が濃厚になり撤退の陣触れが出されると、味方隊を逃がすために織田軍の柵に突撃し、討死した。
土屋昌恒（つちや まさつね）
通称は右衛門尉。武田家の武将で昌次の弟に当たる。勝頼の側近で多くの家臣が離反する中、最後まで勝頼に付き従い、天目山では、峡い崖道で織田勢を迎え撃つため片手を蔦に絡ませ崖下へ転落しない様にし、片手で戦い数多の兵を討ち取ったが最期は力尽きて崖から転落死した。戦後、その忠誠心に敬意を表した徳川家が子息を迎え入れた。
武田信廉（たけだ のぶかど）
通称は逍遥軒、甲州征伐編以前は法号の信綱（しんこう）を「のぶつな」と呼ぶかたちで登場していた。信玄の弟であり、勝頼にも信頼される一門衆。三方ヶ原の戦いや長篠の戦いで主力軍を率いる。勝頼らが推し進める新体制にも理解を示していたが、織田軍の甲州攻めでは大島城を放棄して、逃亡する。
原昌胤（はら まさたね）
通称は隼人佐。武田家の武将、陣場奉行。長篠の戦いで一隊を率いるが、退却戦で織田軍の追撃を受けて討死した。
小幡信貞（おばた のぶさだ）
通称は上総介。武田家の武将で、西上野先方衆。長篠の戦いで一隊を率いる。撤退の陣触れが出されるとすぐに転進を決断するが、織田軍の追撃により討死した。
一条信竜（いちじょう のぶたつ）
　通称は右衛門大夫。長篠の戦いでは馬場信春隊の寄騎を務める。信春とともに殿軍を務め、勝頼の撤退を助けた。
木曾義昌（きそ よしまさ）
　通称は伊予守。武田家の傘下にある信濃国木曾谷領主。勝頼らが推し進める新府移転が実現しても、僻地の木曽谷には恩恵がない事を感じ取っており、織田家から提示された所領安堵・加増という好条件を受け、断腸の思いで質となった生母と子を犠牲にして織田家に内応する。この義昌の寝返りが名門・武田家崩壊の序章となった。
おはら
山県昌景の愛人らしき女性。甲斐にいる際の昌景の側に居る事が多い。
北条夫人（ほうじょうふじん）
北条氏康の娘であり、勝頼の継室。勝頼から北条に戻ることを勧められるが、最期まで勝頼のそばにいることを選び、天目山にて自害した。
松姫（まつひめ）
信玄の側室である油川夫人の娘であり、織田・武田同盟時には織田信忠の許嫁であった女性。勝頼らと新府城を出たものの行動を別にし、信忠に敢て見逃され戦後、尼となったことが語られている。

#### 本願寺
『第一部』から『天正記』に登場。浄土真宗を旨とする日本最大の教団。膨大な財力と全国各地に広がる一向宗徒を抱える。幾度も信長包囲陣に参画し、各所で信長を窮地に追い込む。しかし対織田戦線が劣勢に陥ってくると宗主・顕如は織田家の和睦勧告を受け入れ本拠地・大坂から退去、徹底抗戦派であった息子の教如も分断工作に屈し、退去した際に石山本願寺が焼失する事となった。
本願寺光佐（ほんがんじ こうさ）
法名は顕如。石山本願寺宗主。頭や背には梵字の刺青が彫られている。派手な服装を好み関西弁で明るく話す、報恩講では笑いを取りながら悪人正機など教えを説き、大衆の心を掴むカリスマであり、彼の話を聞いて涙する民衆も多い。かなり癖のある食えない男だが、民を想う心意気は本物。信長包囲網の中核として長年に渡り各地で織田家を苦しめたが、最終的に朝廷斡旋による和睦勧告を受け入れて大坂から退去し、紀伊国鷺森へ向かう。信長も顕如を革新者として称し、「戦国大名」と称賛した。
後に小早川隆景は、本願寺の敗因について“織田家と違い、本願寺には銭を扱える者が不在で銭を浪費するだけだった”と分析していた。
外見のモデルは、ミック・ジャガー。
- 第一部7巻寸評：戦国史上最も怜悧にして、最も熱き男
- 第二部12巻寸評：史上最も豪胆にして最も侠気ある男

如春院（にょしゅんいん）
光佐の妻。武田信玄の妻の妹であり、本願寺と武田を繋ぐパイプでもある。夫と同じく関西弁で話す明るい性格で、無邪気な言動から場の空気を暖めるのに一役買う事も多い。また一見単純そうな性格だが、知恵にも長けている。
外見のモデルは、藤純子。
本願寺光寿（ほんがんじ こうじゅ）
通称は教如。石山本願寺宗主である顕如の長男で朝倉義景の娘・お渓の夫。信長の大坂退去勧告に揺れる本願寺内で、織田家との徹底抗戦を主張するも父である顕如は勧告を受け入れた為、これに反発。教如派を立ち上げて、石山に篭城したが織田家の分断支配工作の前に屈し、三ヵ月後に退去した。
下間頼廉（しもつま らいれん）
通称は刑部卿法印。顕如の右腕的存在の本願寺軍総司令官。表情を変化させぬ沈着な性格で、他人には威圧的態度をとる事が多い。坊官ながら戦術に優れ、信長を一時窮地に追い込んだ。
願証寺証専（がんしょうじ しょうせん）
本願寺の伊勢長島方面軍司令官。妻は武田勝頼の妹。伊勢長島の一向一揆を率いて織田軍に抗戦するが、味方軍の浪費が激しく士気を保つ事が出来ず、遂に信長に降伏する。しかしその条件を履行した後、反転した織田軍による集中砲火を受ける事となった
下間頼照（しもつま らいしょう）
通称は筑後法橋。本願寺の越前方面司令官。朝倉家の滅亡後に越前を席巻した織田軍を追い出して越前を手中に収める。後に織田軍の逆襲の際に、味方の裏切りに遭って首を打たれた。
下間頼俊（しもつま らいしゅん）
通称は和泉守。越前足羽郡司。後に下間頼照とともに越前の宗徒の裏切りによって首を討たれる。
杉浦玄任（すぎうら げんにん）
通称は隠岐守。本願寺の越前大野郡司、越中方面司令官。金沢坊中では反上杉の筆頭格として上杉軍と交戦していたが、上杉に通じる七里頼周の策謀により自害させられ、首を上杉謙信に送られた。
七里頼周（しちり らいしゅう）
通称は三河守。本願寺の越前府中支配、能登・加賀方面司令官。金沢坊中では親上杉。織田軍に対抗すべく、同僚の杉浦玄任を殺害して上杉家との和睦交渉を試みるが謙信に一蹴される。一時は謙信に激怒するも上杉家との同盟「越賀一和」がなると謙信に心酔し、本願寺と上杉家の仲介役となるが後に自らも内紛で命を落とした。
奥政尭（おく まさあき）
通称は近江守。越中一向一揆の大将。敵対する上杉軍と対陣するが、突如謙信によって和睦を持ちかけられる。

#### 上杉家
越後を拠点とする戦国大名家。第一部ではわずかに触れる程度の扱いで『天正記』から正式に登場。質実剛健をモットーとしており、宿敵の武田家と並び戦国最強の武力を誇る。織田家とは同盟関係にあったが、突如方針を転換し織田信長と敵対する。武田信玄と並んで戦国最強と称された上杉謙信健在時は織田家相手に優勢を保っていたが謙信が死去し、家督争いが起きると著しく国力を低下させ、第三部では柴田勝家率いる北陸方面軍に押し込まれていたが本能寺の変による織田家の混乱によって危機から脱する。『一統記』では脅威となっている柴田家の政敵である羽柴家と誼を通じ、羽柴秀吉が織田家を傘下に入れると臣従した。
当初は、手取川の合戦での上杉家を描くかどうかは定かではなかったが、NHKの大河ドラマで上杉謙信を扱った『天地人』が放送されたことで、描かれることになったことが、『天正記』単行本15巻のあとがきで書かれている。また北国ということから謙信をはじめ上杉家の人々はソ連・ロシアの政治関係者に酷似した風貌をしているものが多い。
上杉謙信（うえすぎ けんしん）
通称は不識庵（ふしきあん）。幼名は長尾虎千代。元は長尾弾正少弼景虎、政虎、輝虎と名乗っていた。上杉家当主。かつて武田信玄と川中島で激闘を繰り広げた。三人称では「御仁」と呼ばれる。
合戦を続けることによる人の世の発展を「義」「天下静謐」として掲げ、同時に合戦を愉しみ自身の充足を埋めている。常に無表情で発する言葉は非常に短く、かつ抽象的でいかようにも解釈できるため、周辺国はもちろん側近ですらその真意を量れず苦労することもあり、気まぐれで矛盾極まりない政策をとる「不可思議な人物」とされている。
弾雨の中を平然と一騎で駆け抜けるなど信長に匹敵する狂気をのぞかせる一方で、敵対者ですら一瞬で魅了するほどの魔性めいたカリスマ性を持つ。また自ら見回りや偵察を務めるなどし、天性の勘によって高度な戦術を繰り出す。手取川の合戦では柴田勝家率いる織田軍を打ちのめすも、戦乱の火種を残すために織田軍を敗走させるにとどめ、訝しがる家臣団に、合戦を続けることで人も国も成長していくという独特な価値観を「静謐」として語った。その際自身の後継者をあえて指名せず、後継者争いですら自身の語る静謐に利用しようとしていることを伺わせて家臣団を戦慄させ、それは現実に御館の乱の伏線となっていくことになる。その後間もなく病に倒れ、自らの人生の本質はただその合戦を受け止められる相手を求め続けるのみのものであったことを、毘沙門天と語らいながらに自覚し逝去した。
- 第二部7巻寸評：史上最も剛強にして最も不可思議な男

上杉景勝（うえすぎ かげかつ）
通称は弾正少弼、後に左近衛少将を経て参議。上杉一門の筆頭で後に上杉家当主。上杉謙信の姉・仙桃院の実子で実際は謙信の甥に当たる。謙信が死去すると義弟・景虎との家督争いである「御館の乱」が勃発し、乱に勝利。上杉家当主となった事が語られている。脅威となっていた織田信長が本能寺の変で横死した後は実権を握った羽柴家と誼を通じ、後に臣従。1588年に上洛した際に参議に昇叙、越後宰相と称され、豊臣政権の序列では五番目となっている。
外見のモデルは、ピョートル・チャイコフスキー。
上杉景虎（うえすぎ かげとら）
通称は三郎。上杉一門。上杉の一門ではあるが、実際は北条家からの質である。
外見のモデルは、マクシム・ゴーリキー。
長尾為景（ながお ためかげ）
通称は信濃守。謙信の実父。幼い謙信に将器を見出し、野望を植え付けようとした。
外見のモデルは、ヨシフ・スターリン。
上杉憲政（うえすぎ のりまさ）
通称は兵部少輔。先代の関東管領。かつて長尾景虎と称していた謙信に関東管領職を譲り、関東の北条家と闘うように促した。
上杉朝興（うえすぎ ともおき）
通称は修理大夫。扇谷上杉家の当主。口癖は「ホレホレ」。台頭する北条家に対して狼狽するだけの無能で家臣からも呆れられている。
河田長親（かわだ ながちか）
通称は備前守。上杉家の家臣。北陸方面司令官。第一部では河上富信から武田信玄の死を報告されたと名前のみ登場。力士のような体格をしており、また文にも長けている。信長とは外交の窓口として謁見も果たしている。自らを「士（さむらい）」と称する。
外見のモデルは、アレクサンドル・カレリン。
蔵田五郎左衛門（くらた ごろうざえもん）
上杉家の家臣。段銭方を務める。
山吉豊守（やまよし とよもり）
通称は孫次郎。上杉家の家臣。
外見のモデルは、ボリス・エリツィン。
直江景綱（なおえ かげつな）
通称は大和守。上杉家の家臣で謙信が若い頃からの重臣。謙信の死の前に没している。
直江兼続（なおえ かねつぐ）
通称は山城守。上杉家の家臣。謙信の葬儀に参列。ただし、実際には謙信逝去時は直江姓は名乗っていない。その後、小田原征伐前に上洛した景勝の側近として近侍している。
外見のモデルは、エフゲニー・プルシェンコ。
斎藤朝信（さいとう とものぶ）
通称は下野守。上杉家の家臣。手取川の合戦にも参加。
堀才介（ほり さいすけ）
加賀国能美郡波佐谷砦城主・宇津呂丹波の家臣。左利きで気のいい巨漢。現地では「黄金の左腕」と呼ばれていた。宇津呂氏は一向宗に属していたために織田家寄りであり、才介も権兵衛による調略を受ける。権兵衛とはその際に親しくなるものの、謙信に魅せられ上杉軍に身を置く事を決意する。しかし権兵衛の恩は忘れず手取川の戦いの最中では逃げるように言った。

#### 毛利家
『天正記』から登場。安芸を拠点とする戦国大名家。かつて安芸一郡の国人に過ぎなかったが、当主・毛利元就の鬼謀によって主家でもあった大内・尼子の両大国を滅ぼし西国の覇者となった。織田家とは対極の国人連合体による衆中合議という体制により、強固に家臣団を統率している。
天下布武を掲げる織田家の脅威に対して織田包囲網に参加、織田家の西国方面軍の羽柴軍と中国地方を巡る。当初は羽柴軍に優勢であったが、秀吉がその才能を開花させると宇喜多・南条らの寝返りもあって次第に劣勢となり織田信長率いる本軍出陣間近という状況で滅亡は目前にまで迫っていたが、「本能寺の変」が起こったことにより羽柴軍と和睦、その後、羽柴家が織田家を簒奪し、日ノ本の最大勢力になると正式に同盟を結んだ。その後、羽柴（豊臣）家の傘下大名として四国征伐、九州征伐に参陣、戦後、新たに伊予国や九州の領地を加増された。
毛利元就（もうり もとなり）
通称は陸奥守。毛利家先々代当主。羽柴軍の中国侵攻時には他界しているため回想という形で登場。
幼名は松寿丸、家督を継ぐ以前は多治比元就を名乗っていた。誠実な父・弘元、豪放な兄・興元が合議の圧力により落命し、自身も城から追放を受けるなど幼い頃から合議の恐ろしさを味わった。長じてからは感情を押し殺し続け、戦働きや志道広良ら重臣の支持を得るなど、その才知により毛利本家の当主に上り詰め合議を統べるに至った。その後は専横を極めていた井上一族を粛清、中国地方の二大大国・尼子・大内を相次いで滅ぼしたが、晩年は跡継ぎの隆元に先立たれるという悲劇も味わった。家臣たちに対しては手を胸に押し当てながら穏やかな表情と「よいのです」など丁寧な口調で語りかけ、そのやり方は元春と隆景の兄弟に忠実に真似されている。
- 第二部13巻寸評：史上最難の策謀を成し、最も信厚き男

吉川元春（きっかわ もとはる）
通称は駿河守。毛利元就の次男で毛利家最強の武将。若年のころは猛将として鳴らしたが、長じては父と同様に紳士的で物静か、部下に対しても丁寧な口調を身につける。
将兵や自らも首桶を持ち歩き、討ち取った勝久や、死んだ時には自身の首を入れるために持たせている。中国に侵攻してきた織田軍の羽柴秀吉と播磨で対峙した際には羽柴方の寄騎であった尼子勝久らが篭城する上月城を包囲し、大筒をもって勝久や山中幸盛を討ち取る。その後も秀吉との和睦を模索していた弟の隆景と反対に徹底抗戦の意志を示していたが、本能寺の変に伴い和睦した。以降も秀吉のことは快く思っていないが、父・元就の遺言を順守するため、羽柴家の事実上の傘下となることを黙認しており、四国征伐では自身の名代として嫡男の元長を派遣している。（史実では秀吉の要請もあり）九州征伐では豊臣軍の武将の一人として参陣したが間もなく陣没、それから約半年後に嫡男の元長も病没するなど家中では武の時代の終わりを象徴する出来事と二人の死を惜しんだ。その後、家督は三男の広家が継承した。
外見のモデルは、仲代達矢。
小早川隆景（こばやかわ たかかげ）
通称は左衛門佐、後に侍従。毛利元就の三男で元春の弟。武勇に優れる兄・元春とは反対に知略に長ける知将。若い頃は元春に口が過ぎると苦言を呈されているが、長じては父同様の落ち着きはらった様子を身につけた。現在は元春と共に甥に当たる毛利輝元を補佐している。鳥取城攻めの際には山陽側で宇喜多軍と対峙しており、宇喜多方の有力者・伊賀氏の調略に成功している。中国地方を巡り羽柴秀吉率いる西国方面軍と対峙する内に秀吉の底知れぬ才覚に気付き、徹底抗戦の姿勢を崩さない元春を犠牲にしても毛利家を存続させる決意を固めている。
第四部の紀州征伐に際しては羽柴家の同盟国として水軍を率いて戦列に加わっており、毛利家が要請した四国征伐でも事実上の毛利軍の総大将として三万の軍勢で伊予へ侵攻する。戦後、豊臣家が長宗我部家から没収した伊予を割譲され、伊予の大名となった。豊臣家からは毛利家から独立した大名として扱われており、九州征伐では兄・元春を失いながらもその功により筑前に移封となり、対外貿易の拠点となる博多代官を兼ねることになり、1588年に上洛して侍従に任官、筑前侍従と称された。
毛利輝元（もうり てるもと）
通称は右馬頭、後に参議。毛利元就の長男・毛利隆元の嫡男で現毛利家当主。尊大な性格で、叔父にあたる吉川元春・小早川隆景に補佐されている。
羽柴家との中国地方の国境争論では、譲歩した代わりに四国の領土割譲を要求しており、羽柴家による四国征伐に同調して伊予への侵攻を決定する。その後も叔父の隆景と共に豊臣家の傘下大名として九州征伐にも参陣、その功により1588年に上洛して参議に任官、安芸宰相と称された。
安国寺恵瓊（あんこくじ えけい）
通称は瑤甫。毛利家の外交僧。第二部で荒木村重の突如の謀反の背後には恵瓊がいると秀吉・光秀は睨んでいた。初登場は第三部で高松城攻め中の羽柴軍との講和交渉に毛利側の全権代表として出席。羽柴軍の徹底した情報封鎖により本能寺の変を知らずに講和の交渉を行い、羽柴側の交渉担当であった官兵衛にその本質を見抜かれ羽柴軍に有利な条件で和睦する事を承諾。その後も毛利側の全権代表として羽柴家との講和交渉を続け、輝元の養女と羽柴秀勝の婚姻による毛利・羽柴の同盟を成立させた。四国征伐後、豊臣家から割譲された伊予で二万石の領地を与えられる。
吉川経家（きっかわ つねいえ）
通称は式部少輔。石見吉川家当主。豪放磊落な性格で、一見大雑把に見えるほどの大器。争いが頻発する石見銀山を長年に渡って管理しており、吉川元春に見込まれて鳥取城の城番に任ぜられる。物事を思案するときは塩で歯を磨きながら思いに耽る。鉄砲・弾薬確保を優先した為、致命的なまでに足りない兵糧、自身に懐疑的な森下・中村の存在という困難な状況でありながらもその才能と人柄により鳥取城をまとめていく。戦においても官兵衛と佐吉が考案したヤマイヌの計の二重目の策まで看破していたが、秀吉自身を囮とした三重目の仕掛けを見破る事が出来ず敗戦を決定付けてしまう。
戦後、経家の才能を惜しんだ秀吉は独断で経家の赦免を提案したが、これを拒否して大局を見据え天下万民がために切腹を選んだ。
外見のモデルは、リッチー・マコウ。作者によれば切腹する前に高笑いしたという記録や手紙からラグビー部のキャプテンをイメージしたとのこと。
山縣長茂（やまがた ながしげ）
通称は源右衛門尉。石見吉川家の家臣。経家の側近で共に鳥取城に入城する。経家の才覚を誰よりも信頼しており、経家が織田に降れば毛利なぞ明日にも滅ぶと断言し、自身の本音は毛利を滅ぼしても経家の名を天下に轟かせたいと語った。鳥取城が降伏した際に、赦免され経家の最期を伝えている。
森下道誉（もりした どうよ）、中村春続（なかむら はるつぐ）
通称は前者は出羽守、後者は対馬守。前鳥取城主・山名豊国の家臣。豊国が織田家に降ろうとした際には共謀して城から追放した。羽柴軍の包囲に備え鉄砲・弾薬の確保を優先した為に兵糧が足りず、羽柴軍に兵糧攻めを受ける事になる。新たな城番である吉川経家に対しても当初は懐疑的であったが、共に戦う内にその才覚を認め、臣従する。支城の雁金城が落城して、進退窮まると己の保身故に織田家への恭順を拒否した事を吐露した。降伏すると秀吉より豊国を追放した不忠の徒として切腹を命じられ、経家を案じながら自刃した。
外見のモデルは、吉田茂。
清水宗治（しみず むねはる）
通称は長左衛門。毛利家の武将で備中国高松城主。秀吉から提示された備中国、備後国の二ヶ国の宛がいを拒否して、高松城に篭城している。入城する前に小早川隆景との会談で秀吉の底知れぬ才覚を聞き、隆景の戦略通りに一日でも長く篭城を続け羽柴軍の厭戦の流れを作るよう策略するが高松城水攻めにより失敗、中国大返しを進めるため和議により講和条件として切腹。実際は、本能寺で信長が討たれたことについて密偵から知らされていたが、隆景の望む講和の為に敢えて毛利側へ報告は行っていなかった。
外見のモデルは、高倉健、渡哲也。
三村親成（みむら ちかしげ）
通称は孫兵衛。清水宗治の家臣。かつては宗治の主筋であったが宗治の城主昇格に伴い立場が逆転し、宗治が何事かを秘していると察知している事から不信感を抱いている。家臣の山下牛助を使い多数派工作などを仕掛け、追放しようとするも宗治の策略によって失敗する。
井上元盛（いのうえ もともり）
通称は中務丞。羽柴軍の中国侵攻時には他界しているため回想という形で登場。人懐っこげな外見に反し、元就の幼少期から家中で幅を利かせており衆中合議を扇動する事で自らの意見を押し通し、元就を城から追放するなど専横を極めていた。元就の最大の政敵であったが、重臣からの支持を取り付けた元就が当主の座に付くと逆に多数派工作に屈して専横も叶わなくなり、四十年もの月日をかけて井上一族は粛清された。

#### 雑賀衆
『天正記』から登場。寺社勢力の強い紀伊を拠点とする鉄砲傭兵集団。顕如の依頼により織田家と戦う。孫市の差配で人々は様々な職に就いて自由に生きているが、それ故士気の持続力が無い。
信長でも降せなかった雑賀衆だが『権兵衛』では堺・大坂襲撃が秀吉の怒りを買い、「紀州征伐」を招くこととなった。十万にも及ぶ羽柴軍の侵攻を受け、緒戦の千石堀城の陥落を機に次々と支配地を失陥。象徴であった根来寺の焼き討ちの憂き目に遭い、その後も太田城や紀南の残党も制圧されたことから羽柴家に平定され、羽柴（豊臣）秀長の領地となり、特に吉野材は畿内の普請事業の中核となっている。
南国ということもあり容姿は南米関係者に酷似している人物が多い。
雑賀重秀（さいか しげひで）
通称は孫市。雑賀の孫市、鈴木孫市という呼称も。雑賀衆の頭領を務める戦国最強の鉄砲撃ち。妙算の鉄砲の師で、彼からは「とっつぁん」と呼ばれている。
織田との戦いではかなり特殊な鉄砲戦術で織田勢を大いに苦しめた、将を狙撃するゲリラ戦法で織田家の競争主義を逆手に取り、痛み分けに持ち込んだ。その最中で妙算と再会している。その後、大阪退去を決定した顕如派を鷺森へ迎え入れた。その後は織田と同盟を結ぼうとするなど融和を主張し、引き続き抗戦を主張していた守重本人の願いもあり、彼を射殺した。
第四部の紀州征伐の際は、本能寺の変によって信長が死去すると、派閥抗争に巻き込まれ生死不明となっている。
外見のモデルは、チェ・ゲバラ。
- 第二部6巻寸評：史上最も異端にして最も誇り高き男

土橋守重（つちはし もりしげ）
通称は若太夫。孫市と並ぶ雑賀二雄の一人。子供達に鉄砲を教えている。織田との戦いでは雑賀城に篭城、明智・細川・丹羽・滝川らの手勢より城を死守した。
織田に対しては徹底抗戦を主張していたが、融和路線を主張する重秀に雑賀の未来を託し、彼の手で射殺された。
外見のモデルは、ボブ・マーリー。
稲井秀次（いない ひでつぐ）
雑賀山郷方の土豪。山郷は雑賀の財政の一翼を担っていたが、そこに目を付けた信長によって調略を受け、孫市らと決別する。
岡本弥助（おかもと やすけ）
雑賀山郷方の土豪。稲井とともに調略を受ける。共に津田妙算とは顔見知りである。
無二（むに）、的中（てきちゅう）、発中（はっちゅう）、鶴鳥（かくちょう）、下針（しもばり）、小雀（こすずめ）、蛍（ほたる）
雑賀の郷の少年たち。卓越した鉄砲の扱いを仕込まれており、対織田戦ではかくれんぼを模したゲリラ戦法を駆使する。孫市の事は「とっちゃん」と呼んでいる。
雑賀孫市（さいか まごいち）
雑賀衆頭領。生死不明となった雑賀重秀の次代の頭領で、齢十三くらいの少年ながら卓越した鉄砲の才能を見込まれ、頭領となったが実際は周囲の大人達の傀儡となっている。
先代・重秀からは「他の童よりも賢く、腕も立つからこそ殺っちゃあなんねえ」と妙算と同様の忠告を受けていたが、紀州征伐時には周囲の大人達に言われるがまま、秀吉に一矢を報いるため、狙撃しようとするも妙算からは「狙うのは至高だが、狙われるのは不慣れ」と逆に撃たれ、人差し指を失った。
母親は大杉と噂されており、父親は不明だが、妙算と瓜二つの風貌をしている。
大杉（おおすぎ）
雑賀の女衆の頭目。顔に火薬痕のある美女。妙算の幼馴染でかつては男女の仲であった。
現在の頭領「雑賀孫市」の母親と噂されているが、本人は十数年前に産んですぐどこかに連れて行かれた子供のことはわからないと話している。紀州征伐前に間者働きを行っていた妙算と久々に再会するも、最後は妙算や孫市を守るため、狙撃手として出頭した直後に炎の中に身投げした。
湯川直春（ゆかわ なおはる）
紀南の国人領主。紀伊亀山城主で湯川党と呼ばれる集団の頭領。「びば」が口癖。
熊野の木材を横流ししていたことから秀吉への降伏を渋っていたところに雑賀・根来衆の残党の意向を汲み、総勢八千もの軍勢を結集。「不自由な極楽か、自由な地獄」の選択を皆に問い、徹底抗戦を決意、熊野の山中で仙石らを迎え撃つ。寡兵ながら予想以上の抵抗を見せる権兵衛らに対して自ら一騎討ちに及ぼうとするも、家臣に制止される反面、“不自由”な羽柴方の武将である権兵衛・尾藤・藤堂が存分に持ち味を発揮する戦いぶりを見て戦意を失い、士気の持続が出来ない気質のため、両軍とも山中で長期の小競り合いを続ける。羽柴家から所領安堵が確約されたことで和睦に応じるも、その後、官兵衛の献策を受けた羽柴方に謀殺（史実では病死か毒殺説がある）された。
外見のモデルは、ディエゴ・マラドーナ。

### その他の武家

#### 淡路十人衆
『一統記』から登場。淡路島を支配する海賊衆。武家の様に領地という概念を持たず海の上で生活しており、ある意味で雑賀衆以上に自由を謳歌する。陸地を支配する領主が現れても形式的にしか従わず、近海の制海権を通じて実権を掌握している。菅と権兵衛の会談で、元は陸地に住んでいた者が土地を奪われて家船となった事が起源であると語られる。
菅達長（かん みちなが）
通称は平右衛門。淡路十人衆の一人。頭に布を巻き、首からは首飾りを下げた南蛮海賊の様な風貌をしている。商人として潜入した権兵衛を織田が新たに送り込んだ淡路国主であると看破した上で、武家同士の争いには興味がないとして会談に応じる。会談で十人衆に領主の身分を与えるという織田家からの条件を「身分や領地など所詮はただの約束事でしかない」と一蹴し、そんな名誉や領地を守って死ぬ武家の愚かさを嘲笑する。そして僅かな土地すらも武家に奪われ、家船として生きる事を強いられた自分達が武家に従う理由などないと高笑いするが、乱世を生きる武士を侮辱した事に憤った権兵衛に殴り飛ばされる。
殴られた後は一触即発になった配下を宥めつつ、自分達は誰にも従わないと返答して下船させた。しかし自分達を誇りに思うのなら過去を恨むなという権兵衛の言葉に感じる所があったのか、交渉決裂で引き下がる権兵衛に首飾りを渡した。しかし、本能寺の変が起こると光秀に内応して仙石隊の淡路の拠点であった洲本城を占拠する。その後、廣田に洲本城を奪い返されたあと長宗我部氏に与したようだが、四国征伐の後は秀吉に所領を安堵される。洲本城占拠については権兵衛が自身の落ち度であったと証言していたため菅への咎めは無かった。
小田原征伐では水軍として参加。仙石勢を早川口に渡すことで権兵衛による擁護の借りを返すと共に、権兵衛を殴り返すことでその前の借りを返した（権兵衛も無言で受け入れた）。
外見のモデルは、スティーブン・タイラー。
廣田蔵之丞（ひろた くらのじょう）
淡路十人衆の一人。達磨の様な顔つきをした恰幅の良い男。冗談（というより駄洒落）好きで、洒落を言っては自分で受けて笑っている。
陽気な一方、性格は現実的で菅が自由や反体制を口にするのも配下の水軍から支持を勝ち取る為の素振りであると明かす。また本当は領地や身分に関心を持つ海賊も多いと語るが、武家が本音の部分で信用できないという点については管と意見を同じくする。権兵衛に仮に信長が自分達を見捨てたとしたら淡路の国主として織田家と戦えるかと問いかけ、権兵衛からは悩んだ末に拒否される。その場限りの嘘を付かなかった事に信頼を覚え、権兵衛に帰路での護衛を提供する。その後、権兵衛が明智方に内応した菅に対処する為に淡路に戻ってくると、菅とは反対に仙石隊に加勢した。淡路平定後は仙石家の淡路での筆頭家臣として行動を共にしていたが、権兵衛の讃岐転封に伴い、別れている。

#### 長宗我部家
『一統記』から登場。土佐を拠点とする戦国大名家。かつては土佐七雄の一角として君臨していたが没落し、土佐一条家の庇護の元に再興した。一領具足と呼ばれる軍制を敷き、四国の水運の発達による海部を拠点とした上方への木材輸出を主要な産業とした元親の代に急速に勢力を伸ばしている。
自身と同じ商業を中心とした国作りと戦を行う織田家には親近感を抱いて同盟を結んでいたが、途中で信長が反長宗我部側と結んだ事で敵対関係に転じた。本能寺の変による織田家の四国遠征が中断する中、中富川の戦いで反長宗我部勢力の残余を一掃し、四国統一を目前とする。しかし日ノ本最大の勢力となった羽柴家からの再三の臣従要求を拒否したことから、四国征伐を招き、羽柴・毛利両家の圧倒的物量差による多方面同時侵攻により降伏、本領の土佐以外は没収となった。
後に十河存保と共に権兵衛最大の失敗に関わることになる。
長宗我部国親（ちょうそかべ くにちか）
家中では御屋形様と呼ばれる。苦難の時代の長宗我部家を率い、その再興と怨敵への復讐に生涯を費やしてきた剛直な人物。元親の異才を理解しようとせず、自身との対立でその心を閉ざさせてしまう。しかし後に三男の親泰からは情熱に突き動かされるという点において、本質的に国親と元親は似通っていたと評されている。
長宗我部元親（ちょうそかべ もとちか）
通称は宮内少輔、幼名は弥三郎。恵まれた体格と他者に理解できない天稟の才覚を持ち、土佐の出来人と呼ばれている他、狢や巨鯨にも例えられる。生類を殺す事を嫌い、徒な領土拡張も好まない静謐な人物だが、理想に必要と判断すれば多勢が犠牲となる戦も躊躇わない。大名としては極めて穏健で、実際に会った秀吉や権兵衛も拍子抜けしていた。
夢で見た都を追い求めるという夢想に耽った日々を過ごし、成長を見守っていた谷忠澄を除く家中からは奇人扱いを受け、廃嫡すら企てられていた。大柄な体に関わらず初陣すら踏まず、家臣はおろか民からも姫若子と揶揄されても生き様を変える事は無かった。しかし国親の死際に唯一の理解者であった忠澄からも突き放され、齢二十二にして遂に戦場に立った。初陣では秦泉寺豊後の助言を真に受けて当主自身が先駆けに出るという命知らずぶりを見せ、姫若子から一転して鬼若子と畏れられる。
夢見通りの都を作り上げるべく、巧みな内政と外交で土佐を商業国家として発展させ、また合戦でも結末を先読みしていたかのような人間離れした指揮を執る。中富川の戦いでは天候による増水を予測し、引田の戦いでは砂時計を使った時間差行軍で羽柴・三好軍を破った。その後も四国の国造りを構想する一方、秀吉から再三の臣従要求を受けており、内心では“国の安泰より夢想が第一義”と思いつつも大名として抗戦か臣従かを葛藤する。しかし寵愛する嫡男・信親や兵達の意気を目の当たりにして、羽柴方の予想を遥かに超える四万の軍勢を動員して四国の中心に位置する白地城で羽柴家を迎え撃つ。秀吉不在の羽柴軍を各個撃破すべく、「植田城での包囲殲滅策」「海部への誘引策」を打つも、引田の戦いで権兵衛、三郎を取り逃がしていたことで二人から情報を得た官兵衛によってことごとく看破されることになり、羽柴・毛利軍の侵攻の前に降伏、本領の土佐一国のみ安堵された。その後は秀吉に恭順しており、旧敵である権兵衛や三郎が取次として訪れた際には、秀吉の命に従い、四国連合軍への従軍を受諾するが秀吉の九州征伐の思惑を悟り、権兵衛に忠告する。
嫡男・信親や桑名を伴って権兵衛や三好と共に豊後に上陸、評定では戦略に疎い両将に代わって軍師的立場を務めた。仙石隊と共に謀反した国人討伐を行う中で、信親が学ばんとしてることを察しており、信親が殿に志願した際は権兵衛に「我が子、若輩ゆえ試練をお与えを」とその意思を汲んでいる。島津（家久）軍が豊後に侵攻してきたことで島津家との火種を作るという目標は達成したが一転、権兵衛は家久軍との独断開戦を決める。秀吉の命にも違反することから長宗我部家は離脱の方向で固まったが、豊臣の世は長く続かないことを確信しており、「秀吉が死す日まで雌伏の時を過ごす」と言い含めていた信親は反意する。信親の意を汲み、鶴ヶ城の救援までという条件で長宗我部勢も加勢することを決め、権兵衛の大雑把な戦術に呆れつつも少しでもリスクを回避するため、元親が考えた陣立案が採用される。「戸次川の戦い」では自身は後陣の主将として退路を確保しつつ、予想される敵伏兵に備えていたが、早い時期から囮戦術（釣り野伏せ）の可能性を疑っていた。伏兵の上井・樺山勢を難なく退け、信親の勇戦もあって家久軍の第一波を撃退したが、神降りした家久軍の猛烈な第二波の前に全滅の可能性を危惧し、権兵衛に全軍退却を指示する。終盤、逃走すると伝えてきた信親には「予は息子に卑怯者たることを切に願う。暴風荒ぶ如き合戦…卑怯者でなくば生き残れぬ」とその身を案じ、家久軍の猛烈な追撃から逃れるため、勘で同調した仙石隊と共に家久軍を挟撃し、家久軍の混乱に乗じて退却に成功した。帰国後、悲嘆に暮れるが権兵衛を恨む計羅に対しては恨みは自分に晴らすよう伝え、「敵であれ味方であれ同じ戦場に立った者を恨む事を信親が好まぬ故だ」と諭し、二人で信親を誇りと弔った。
長宗我部信親（ちょうそかべ のぶちか）
声 - 古川慎（英傑大戦）
通称は弥三郎、幼名は千雄丸。正室は石谷頼辰の娘・計羅。元親の嫡男で若き日の元親に瓜二つの女と見間違うほど眉目秀麗な青年。一人で巨京を仕留める勇敢さに父・元親の夢想の国造りにも理解を示す聡明さを持ち合わせ、「光」と呼ばれるほど元親の寵愛を一身に受ける。一方、その清廉潔白ぶりは計羅からは「心は童のまま」と危惧されてもいた。権兵衛からは「土佐の倅」と呼ばれる。
四国征伐では元親と共に白地城に入り、羽柴軍に寝返った東条関兵衛を自ら誅殺する。元親の策がことごとく失敗に終わり、大勢が決した中での評定では降伏に傾く重臣達に反発し、土佐本国での羽柴軍との決戦を主張するも、その中で東条関兵衛の寝返りが元親の策によるものだったことを知らされ、己の浅慮を悔い、戦意喪失する。豊臣家に降伏後も未だに敗戦を受け入れられず、旧敵の権兵衛や三郎が取次として訪れた際には敵意を隠そうともせず、一触即発となるが「武功で挽回したいと思わんのかい」という権兵衛の言葉に毒気を抜かれてしまった。東条を誅殺してしまったのは己の心の弱さ故と悔い、良き主君になろうと成長することを胸に秘めて、九州征伐では父と共に九州へ赴く。
府内で乗馬に苦戦していた田宮に素性を隠して乗馬を指南し、共に四国出身で歳が近いこともあって意気投合して「いつか両家が打ち解ける」ことを夢見る。その後、大友領内で謀反が相次ぎ、仙石・三好隊と長宗我部隊との間での不和が生じないよう、自ら武功を挙げるべく果敢に出兵して、時には殿の大役も果たしたことで権兵衛もその働きを認める。豊後へ侵攻してきた島津（家久）軍と独断で開戦を決めた権兵衛に対して元親や親光は反対したが、信親だけは賛意し、「来るべき日のみを待ち、徒に老いてゆくことは耐え難きこと」と元親に告げる。「戸次川の戦い」では自身が無類の合戦好きであることを自覚して、先陣中央の将として若き日の元親のように自ら先頭に立って序盤は倍の家久軍を圧倒する武勇を見せ、釣り野伏による伏兵で隊が混乱に陥る中でも兵達の権兵衛への讒言を一蹴し、先頭に立って戦うことで兵達を鼓舞し、その意気に応える形で両翼の十河・桑名隊、後備えの仙石隊も加勢し、家久軍の第一波を撃退する。しかし神降りした家久軍の第二波の前に両翼は壊滅、敵中に孤立する形になっても踏みとどまって救援に駆け付けた田宮隊と共に奮戦したが、田宮は討死する。田宮の討死を知らされても形見を拾うべく、戦い続け、自身は大名に向いてない故に元親が生き残るべきと元親には退却したとの虚報を伝え、殿として最後の一人になるまで奮戦した後、力尽きた。島津兵もその勇戦ぶりに敬意を表して、首を取らなかった。
石谷氏（いしがいし）
通称は計羅。長宗我部家臣・石谷頼辰の娘で信親の正室。美女だが思いつめやすい性格。四国征伐直前に婚姻したばかりだが、夫・信親を「心は童のまま」と危惧、合戦に行かせまいと寝ている信親の目を抉ろうと逡巡したことを告白するほど信親を愛している。
四国征伐後に一時、豊臣秀吉によって故明智光秀の娘という根も葉もない嫌疑をかけられ（実際は服従したばかりの長宗我部家の反応を見るためと思われる）、嫌疑の確認に来た権兵衛や存保とも対面している。「戸次川の戦い」で最愛の信親のみならず、父・頼辰も失い、権兵衛を恨むが、元親に諭される。
吉良親貞（きら ちかさだ）
通称は左京進。国親の次男で元親の弟。
家督を継いだ兄・元親を補佐し、土佐平定に貢献する。元親に「四国の王」になるよう進言するが、兄に先立って死亡している。
香宗我部親泰（こうそかべ ちかやす）
通称は安芸守。国親の三男で元親の弟。長宗我部家の親族である香宗我部家を継承している。
野心高く冷徹で、兄の才覚をもってすれば四国統一はおろか、長宗我部家を畿内にまで躍り出る大国へ拡大できると考えている。しかし献策は戦の拡大を好まない元親に退けられ、逆に憎む理由もない生類を殺めねばならない乱世の残酷さを諭された。一方、兄が時に見せる自分以上の冷酷さに気圧される事もある。引田の戦いでは時間差での行軍を命じられ、山道を塞いで羽柴・三好軍包囲の一手を築いた。四国征伐の際は阿波牛岐城主を務めたが、病を発し、早々に城を放棄することになり、元親の誤算の一つとなった。
谷忠澄（たに ただずみ）
通称は忠兵衛。長宗我部家の重臣。四国征伐の際は一宮城主。
元は土佐神社の神主で、家中で奇人扱いされていた若き日の元親の相談相手を務めており、早くから元親の異才に気付いていた。元親が当主となってからは側近を務め、四国征伐の際は一宮城が包囲される中で秀長と会談、その後の評定にて死も辞さない覚悟で羽柴家から提示された和睦降伏の条件を元親に伝える。
戸波親武（へわ ちかたけ）
通称は右兵衛。長宗我部家の一門衆で元親とは従兄弟の間柄。讃岐・植田城主。
讃岐方面軍に植田城を包囲され、使者の官兵衛と正勝に開城を確約するが、それは元親の包囲殲滅策であり、家臣の首を差し出して元親率いる本隊到着まで決死の時間稼ぎを図るも、策は官兵衛によって看破され、失敗に終わった。
東条実光（とうじょう さねみつ）
通称は関兵衛。長宗我部家の重臣で妻は元親の養女。木津城主。
木津城が秀長率いる羽柴軍に包囲された際に、叔父の東条紀伊守は三好家臣で羽柴方に付いていたため、羽柴方の調略を受けて寝返り、土佐本国への先導役を務める。しかしその寝返りは南下侵攻を企図させ、各個撃破するために海部城へ羽柴軍を誘引するための偽りの寝返りであったが、官兵衛によって看破され失敗に終わった。その後、元親の策であることを知らずに詰問に訪れた信親を思いやり、弁明することなく切腹した。
香川信景（かがわ のぶかげ）
通称は兵部大輔。長宗我部家の武将。
引田の戦いでは大西頼包と共に長宗我部軍の先遣隊五千の将を務め、引田城に進軍するも待ち構えていた仙石隊に奇襲を受けるも劣勢と見るやすぐに後退する機転の良さを見せる。その後も仙石隊に逆襲を仕掛けようとするも抜群の勘の良さを見せる権兵衛に苦渋を強いられるが、当初から仙石隊の動きをすべて予測していた元親の策に従い本隊に合流して仙石隊を打ち破った。
金子元宅（かねこ もといえ）
通称は備後守。伊予の国人で長宗我部家の武将。長宗我部軍の伊予侵攻の際に降伏して長宗我部家の武将となるも、四国征伐の際は元親の後詰をほとんど得られず、毛利軍を前に伊予高尾城で孤立無援の戦いを強いられ、総大将の隆景から降伏勧告も出ていたが、それを拒否して毛利軍と戦った末、自決した。
桑名親光（くわな ちかみつ）
通称は太郎左衛門。長宗我部家の重臣。齢は三十九歳だが、老け顔で権兵衛からは「（桑名の）若ジジイ」と呼ばれる。
九州征伐では、長宗我部家父子の補佐として従軍、軍議では主君・元親に委ねていることから発言せず、権兵衛が独断で島津（家久）軍との開戦を決めた際には元親と共に反対に回った。最終的に信親の意思を尊重する形で長宗我部家も合戦に加勢し、自身は先陣右翼に配置する。戸次川の戦いでは中央の信親隊を守るべく左翼の十河隊と援護、家久軍の第一波を撃退したが、神降りした家久軍の第二波では他の隊より疲弊していたことを家久に見抜かれ、最初の標的とされて家久軍の突撃を受ける。尋常でない家久軍を目の当たりにして片目を失いながらも、必死に配下の兵達に信親に逃げるよう伝えよと叫ぶが、島津兵に討ち取られた。

#### 反長宗我部勢力
『一統記』から登場。かつて畿内の有力大名であった阿讃の三好家が中心となって四国を席巻する長宗我部家に対抗しているが、劣勢を強いられており共通の敵を持つ織田家（羽柴家）と共闘体制をとっている。四国征伐では三好（十河）勢は豊臣方に組しており、仇敵の長宗我部家が豊臣家に降伏したため、戦後はそのまま豊臣家の寄騎大名家となった。しかし仙石、長宗我部両家と出兵した「戸次川の戦い」で十河家当主であった存保が戦死、（史実では改易処分となり）大名家としては没落した。
三好康長（みよし やすなが）
通称は山城守、または三好笑岩とも呼ばれている。天狗の異名を持つ三好一門の老将で、かつては足利将軍家や松永久秀、織田信長と激戦を繰り広げた。後にその執拗さを気に入った信長に登用されて臣従し、四国方面軍の寄騎として長宗我部軍相手に奮戦した。しかし信長の死により四国方面軍が解散された事で旧領奪回の夢も潰え、現在は畿内の屋敷に隠居している。長宗我部軍との対峙を控えた権兵衛に四国攻めの寄騎に加わる様に誘われるも、『時の権力者の権勢と下克上を堪能した。新しい世に興味はない』と拒否。去り際、自身が愛用した天狗頬を権兵衛に託した（後にこの天狗頬は三好三郎に贈られている）。
その後、秀吉の甥の三好信吉を養子にしていた縁から愁嘆極まっていた秀吉の元を訪れ、乱世の下克上を説き秀吉を発奮させた。
十河存保（そごう まさやす）
通称は民部大輔。当初は、康長が離脱した後の三好家の中心的存在として三好三郎の名を主に十河名を従に表記されていたが四国征伐後から現名を名乗る。阿讃諸侯からは酒呑童子の化身と称される破天荒な武将。酒呑童子の渾名に相応しく、血の変わりに酒が流れていると噂されるほどの酒豪。
長宗我部軍と対峙した際には女装して落ち延び、包囲された阿波勝瑞城では生き残った兵士達と褌姿で鳥刺し舞を踊って雨乞いの儀式を決行し、本当に雨を降らせる事に成功している。板野平野一帯が洪水に呑まれたことで避難していた長宗我部軍を奇襲し一時は勝利を収めたかに思えたが、降雨すらも予測していた元親が軍を引かせていた事から逆襲を受け、阿波国史上最多の戦死者を出して大敗した。しかし敗北後もしぶとく生き残り、手勢を率いて長宗我部軍の進軍を阻み続けている。引田の戦いでは本陣突撃を狙う権兵衛の無鉄砲を気に入って自らも加勢し、撤退時にも生き延びる様に呼びかけ、元親との戦いで阿讃の同胞達を次々と失う中で執念深く抵抗と逆襲を続ける。
四国征伐が始まると讃岐方面軍に寄騎として合流、その際に権兵衛と初対面し、互いに豪放でありながら実は人見知りする性格から最初は遠慮していたが、すぐに意気投合して戦友の間柄となった。その後も仙石隊と共に讃岐方面軍の先鋒を務め、植田城では諸将に逃走を進言したが、その後も長宗我部軍との決戦を徹底的に避ける羽柴軍の消極的な戦略には不満を露わにしていた。四国征伐後、権兵衛が大名となった讃岐の内、十河（三万石）を与えられて豊臣家の寄騎大名となった。四国取次となった権兵衛と仇敵、長宗我部家に使者として訪れるなど行動を共にし、秀吉から九州征伐の先遣隊として上陸を命じられると権兵衛、長宗我部父子と共に寄騎として出兵した。しかし九州でも「聊爾無く」との秀吉の命令に鬱憤を溜めていたが、独断で島津（家久）軍との開戦を決めた権兵衛に、「聊爾あっての三好一族よ」と賛同する。戸次川の戦いでは先陣左翼として中央の信親隊を援護し、家久軍の第一波は撃退したが、神降りした家久軍の第二波の怒涛の突撃の前に右翼の桑名隊は壊滅、後備えの仙石隊が苦渋の退却を決断し、信親隊と敵中に孤立する中で権兵衛を非難する将兵に「奴が正しい」と理解を示し、殿として他の隊を逃す役目を引き受ける。果敢に応戦するも全兵死兵と化した家久軍の突撃に呑まれ、致命傷を負い、「スゲェ合戦…見せてもろたぜ」と言い残して介錯された。
大柄な元親を巨鯨と呼び、気がつけば復讐を通り越して「巨鯨狩り」が生甲斐になってしまっている。
外見のモデルは、ロレンツォ・デ・メディチ。

#### 龍造寺家
『権兵衛』から登場。九州西部肥後国を領土とする戦国大名家で、「肥前筒」と呼ばれる長距離射程の火縄銃を用いる。島津軍に敗れた大友家に反旗を翻して「九州鼎立期」を形成するが、島津軍との沖田畷の戦いによって大友家と同じ衰退の道を辿る。
龍造寺隆信（りゅうぞうじ たかのぶ）
龍造寺家当主。肥前の熊の異名を持つ大男。その迅速な戦支度は宣教師ルイス・フロイスからユリウス・カエサルに喩えられ、大友家衰退の好機を逃さず九州西部に一大勢力を築き上げた。合戦では輿に乗り、大型の十匁筒で自ら敵前線を撃ち崩す勇猛さを見せる。
有馬家との沖田畷の戦いでも有利に戦いを進めるが、後詰として現れた石曼子軍の死を恐れぬ突撃によってまさかの敗北を喫する。自軍が総崩れになった後も諦めず奮戦したが、四方八方から飛び掛る島津兵の前に遂には討ち取られた。
慶誾尼（けいぎんに）
隆信の母。かつては女傑として知られ、老いてなお龍造寺家の政務・軍務に関わり息子を支える。沖田畷へ出陣する隆信に対して握飯を出陣前に食べさせていた。「島原は鬼門ばい」と警告を発していたが、結果的に予想は的中することとなった。
鍋島直茂（なべしま なおしげ）
通称は左衛門大夫。龍造寺家の家老。

#### 大友家
『権兵衛』から登場。豊後に居を構える戦国大名家。「国崩し」など南蛮との貿易による先進文化を有しており、最盛期には「九州探題」として九州の過半となる六カ国を統治していた。だが大友家を「六ヵ国凶徒」と呼ぶ島津家に「耳川の戦い」で大敗を喫して多数の将兵を失ったうえ、現当主・大友義統の改宗騒動もあって相次ぐ内紛で自壊しつつある。
中心地は交易都市として栄える府内だが、一族や重臣団の謀反が懸念される事から根拠地はそれぞれ宗麟派の津久見と義統派の臼杵に別れている。島津軍の脅威の前に前当主・大友宗麟は豊臣家に臣従し、豊臣家は敵対的な島津家を討伐するため「九州征伐」を計画、大友家への援軍として権兵衛ら四国連合軍が先遣隊として派遣されたが、その軍も「戸次川の戦い」で島津軍に敗れ、そのまま島津軍は豊後に侵攻、府内も蹂躙された。
その後、秀吉率いる豊臣本軍による九州征伐が始まり、島津家は降伏したため、辛くも滅亡は免れたが、戦後の国分けでは本領の豊後と豊前の一部のみ安堵となり、九州の一大名家に衰退した。
大友宗麟（おおとも そうりん）
通称は休庵。洗礼名はドン・フランシスコ。巧みな外交と統治で九州北部から中部までを治め、偉大な君主として敬意を集めている。後に隠居し、家督を嫡男・義統に譲ったが二元政治となっており、家臣団や信仰を巡って義統とは不仲だが、後に長宗我部元親からは「息子の為に犠牲になる事は躊躇わないだろう」と評されている。
カトリックに基いた福祉国家を九州に建設すべく十字旗を掲げた七万の大軍を率いて九州南部へ侵攻するが、「耳川の戦い」で義久・忠平・歳久の包囲攻撃を受けて三万の先陣が総崩れになり、更に”後の災い”と自身の本陣を狙う家久の苛烈な追撃によって敗残兵も悉く討ち取られるという無残な大敗となった。その後、信長存命中に島津家との和睦を斡旋してもらっており、信長が中国征伐に出陣した際は同調して九州より中国へ侵攻する手筈であったが、信長の横死により和睦は反故となった。龍造寺家・島津家の台頭に加えて家臣団の内紛で大友家が崩壊寸前の状態に陥る中、豊臣家の惣無事体制に活路を見出し、愛刀の骨喰を秀吉に献上して臣従の意向を示す。臼杵城を陣地として秀吉の出馬まで籠城していたが、来春（1587年3月）の出馬を予告してきた秀吉には「島津の脅威をまるでわかっとらん」と苛立ちを露わにする。予告通り、1587年より秀吉率いる豊臣本軍による九州征伐が始まったことにより形成は逆転、また義統も再度、キリシタンに宗旨変えしたことによる安堵から、翌年のバテレン追放令を知らぬまま息を引き取った。
大友吉統（おおとも よしむね）
通称は五郎、後に侍従。当初は「義統」であったが、上洛時に秀吉から偏諱を与えられて「吉統」に改名している。権兵衛からは「長寿どん」と呼ばれている。宗麟の嫡男で、隠居した父から家督を譲られている。父からは「御当主」と呼ばれ、自身は父を「御隠居様」と呼んでいる。話が長く、要点を纏めて話せない悪癖がある。善良な人物だが思考が極端で、何かの拍子にそれまでと正反対の発想で行動するなど周囲を振り回しており、それが家中分裂の一因にもなっており、後に豊臣軍の先遣隊として訪れた権兵衛からも「自分の国がこんなんなった原因、考えい」と窘められていた。
青年期は父以上に熱心なカトリック教徒だったが、耳川の戦いでの無残な敗北から神への信仰を失った。現在は棄教しているが、人道主義的な価値観は変わっていない。南蛮の言葉（「マター（抹殺）すべし」「コンコールド（了解）」「セニョーレス（諸君）」など）が出てしまう癖があり、影響を受けやすい権兵衛にも伝播している。権兵衛ら四国連合軍と共に謀反した国人討伐を行い、豊後へ侵攻してきた島津（家久）軍に包囲される鶴ヶ城救援を決めると「自分が家久に狙われることによって宗麟や権兵衛らの危機が回避されれば良い」と同行を志願、権兵衛からは「お人良しもここまでくれば立派じゃわい」と認められた。手勢五百と共に鶴ヶ城までの道案内も務め、「戸次川の戦い」では遊軍として布陣していたが、戦う間もなかったのか描写なく敗走、家久軍が乱入してくると府内を放棄して、豊前へ逃亡した。九州征伐後に上洛、豊臣政権では九州の元守護大名家として厚遇を受け、（豊後）侍従に叙されている。
田北鎮周（たきた しげかね）
通称は刑部少輔。大友家の武将。かつて毛利家相手に戦功を挙げた大友家一の猛将で、耳川の戦いでも総大将の紹忍を押しのけて軍議を牛耳っていた。高城を包囲していた大友軍先手衆が敗れたことを受けて自身が先鋒として島津軍への突撃を宣言し、家宝を薪として火に焼べて兵を鼓舞した。大友家が大国の運命として烏合の衆となりつつある事を危惧しており、自身を贄として家中の同心を願う悲壮な決意を固めている。翌日、猛攻を仕掛けて島津軍先手衆を討ち取るが、戦線が伸び切ったところを島津兄弟が指揮する島津本隊に突かれ、乱戦の中で討死した。
佐伯惟教（さえき これのり）
通称は宗天。大友家の武将。冷静な性格で軍議で高圧的に振舞う鎮周の真意にも気付いており、忠義の篤い鎮周を死なせないためにも諫めるつもりであったが、鎮周の決意が固いと見るや戦場で支える覚悟を決める。鎮周と共に乱戦の中、島津本隊に討たれた。
角隈石宗（つのくま せきそう）
大友家の軍配師。九州でも有名な文化人で、軍議では鎮周の真意に気付き、突撃を諫めていた。耳川の戦いでは自らも戦地に赴き、撤退を進言する家臣達を振り切り、“神降り”した家久率いる島津軍の怒りを鎮めるが如く、一人で島津軍に立ちはだかり討ち取られた。
田原紹忍（たわら じょうにん）
通称は民部大輔。大友家の武将。耳川の戦いの総大将だが、実際の軍議は鎮周が牛耳っていた。
立花統虎（たちばな むねとら）
大友家の武将。名将・高橋紹運の子で立花道雪の養子。耳川の戦いの敗戦後、家中が島津軍を恐れる中でも父・紹運と共に領国の筑前国で抗い続け、紹運は激戦となった「岩屋城の戦い」で玉砕したが、統虎は居城の立花山城で島津軍相手に奮戦し、島津軍の北上は膠着状態となった。
統虎の陣羽織には、養父・道雪の肖像が描かれている。

#### 島津家
『権兵衛』から登場。九州南端にある薩摩国を領土とする守護大名上がりの戦国大名家。作中では、「石曼子（シイマンズ）」とも呼ばれている。領土の大半がシラス台地であるため、農業が発達せず、統治の未成熟は民の不満となり、それを抑えるため強さによる支配へと繋がった。後の郷中制の前身となる独自の軍制「門制」によって連帯責任を課された兵達は神懸かった強さを発揮し、日ノ本で最強の精鋭集団となっている。鉄砲すら恐れぬ獰猛さ故に野戦では無類の強さを発揮するが、攻城戦ではその獰猛さが仇となり、狙い撃ちにされてしまうなど攻城戦は不得手。
島津氏は三州の守護職であったが、内紛などにより領国は薩摩一国のみとなっていたが、義久が家督を継いでからは名将揃いの四兄弟の快進撃により三州再統一、さらに将軍・足利義昭より”九州探題”大友氏討伐の大義名分を得ると九州統一を志向する。「耳川の戦い」で大友家、「沖田畷の戦い」で龍造寺家を相次いで破り、九州北部まで版図を拡げて島津軍の恐怖を九州中に轟かせるが、九州に蔵入地を欲する豊臣家が突き付けた強硬な国分け案を拒否、豊臣家による「九州征伐」を招くことになる。豊臣秀吉率いる本軍到着前に既に急激な領土の拡大により戦線の過剰伸張状態に陥っている。
1587年に秀吉率いる二十万もの豊臣本軍が九州に上陸すると圧倒的物量差により後退を余儀なくされ、「根白坂の戦い」で大敗したことを機に降伏する。しかし豊臣軍も内情は天候不順による疫病の流行や兵站の支障により窮していたことから島津家に譲歩した結果、薩摩、大隅、日向の一部を安堵された。
島津家久（しまづ いえひさ）
声 - 小西克幸（英傑大戦）
通称は中務少輔。島津四兄弟の末弟で、祖父・日新斎からは「軍法戦術に妙を得たり」と評される。正室は樺山忠助の妹。神懸り的な軍才から「鬼子」「スサノヲ」「ぼっけもん」などの異名で呼ばれる、権兵衛にとって運命を変えることになる最強の敵。
四兄弟の中では一人だけ母親が違って褐色の肌をしており、長兄の義久とは十三も年が離れている。ろくに兄弟評定へ出席せず、政務外交を預かる義久・歳久からは無教養と呆れられているが、合戦については忠平（義弘）の評価を得て教えを受けていた。笑いの絶えない天真爛漫な性格で中書様の愛称で親しまれるなど家臣達から絶大な支持を集めており、教養の無さが却って警戒されないとして義久に幕府への使者を命じられた際にも随伴志願者が後を絶たなかった。
「鬼島津」の異名を持つ忠平の影に隠れているが、兄を凌ぐ戦の天才としての資質を持っている。特に神懸かり（神降りとも）と呼ばれる人知を超えた境地に至った際は、敵はおろか味方も押し留めれない戦い振りを見せ、忠平をして「神懸かりばした時の中書には、おいどんも敵いもはん」と言わしめた。普段は親しみを持つ島津兵も神懸かりした家久については敵よりも恐れ、上洛の途上でも家久の怒りを止める為に関所の武装した門番達に丸腰で挑みかかるほど。途上で厳島神社を参詣した時には「厳島の戦い」を思い描き、毛利元就との模擬戦や織田信長を見て後の九州の覇権を賭けた戦いを想像するなど、寄宿した連歌師・里村紹巴には信長、光秀、秀吉と同様に”多眼を持つ者”と呼ばれ、長篠出陣前の光秀と面会した時には信長との合戦を望む本心を見抜かれた上で、”人間の枠を出る者”と評された。えびす屋という屋号の宿を「畏れ多か」と野宿しようとするなど周囲が不思議に思うほどに信仰心が篤く、神々の仲間なのではないかとすら思われている。
織田家の九州上陸前に版図を拡げることを胸に秘めて帰国してほどなく、大友家と島津家の決戦である耳川の戦いが始まり、忠平より大軍である大友軍への「睨み」役を命じられて高城に籠城、敵軍を牽制した。しかし大勢が決した後に大友宗麟が後の災いとなることを直感すると、わずか千五百名の手勢だけで数万の大友軍への壮絶な追撃戦を開始し、耳川が大友兵の死体と血で埋まるまで攻撃を続けて壊滅に追い込んだ。その後、神懸かりを見込んだ忠平の抜擢で龍造寺軍の圧迫を受ける有馬家の救援に向かい、沖田畷の戦いでは龍造寺軍よりも他ならぬ家久を恐れる島津軍が士気で圧倒し、やはり寡兵ながら龍造寺軍を看破なきまでに打ち破った。
その後の九州平定戦では義珍より事実上の大友攻めの総大将とされ、自身が想定していた六万ではなく、六千で決戦に臨む権兵衛ら上方軍を「ぼっけなこっじゃ」と笑いつつ、「一人も生きて本国に帰すべからず」と殲滅戦を命じる。戸次川の戦いでは釣り野伏せで上方軍を包囲するも、長宗我部父子の活躍によって失敗に終わる。家久の負担が大きいことから神降りを止める側近を「上方のぼっけもんに非礼なこっじゃ」と退け、神懸かる。自らも出陣して戦場を俯瞰するが如き戦術眼により先陣両翼の桑名・十河隊を瞬時に壊滅、上方軍を壊走に追い込み、仙石隊を執拗に追撃するが、家久本陣の背後を衝く元親隊とそれに同調した仙石隊に挟撃される形となり、両将を返り討ちにするつもりであったが、家久の危機に周辺の島津兵が本陣に殺到し、混乱状態に陥った隙に両将は逃走し、取り逃がした。合戦後、家久軍は府内を蹂躙したが生来、天真爛漫な家久は凄惨な神降りをしてしまうと反動で極度の虚脱状態に陥ってしまうという代償があり、無理しなくても勝てた合戦と諫言する樺山に対して権兵衛のことを「葦原醜男」と呼び、権兵衛が合戦の世が終わることへの寂寥から戦いを挑んだ心情を察して「我ァも世の移ろいば寂しか思たんかの」と共感を覚えていた。秀吉率いる豊臣本軍の侵攻が始まると義珍と共に高城を救援し、「根白坂の戦い」となるが大敗、その頃から疫病に侵されて衰弱しながらも「合戦勘は絶頂の時」と面会に訪れた藤堂高虎に無念を語り、”合戦”を教示してこの世を去った。
祖父・日新斎が幼少期に必ず行う”子犬の試験”では、子犬が殺された直後に日新斎が威圧されるほどの殺気を出し、将器こそ兄達に劣るが鬼かぼっけもんと評された。
島津義久（しまづ よしひさ）
通称は修理大夫。島津四兄弟の長男にして島津家当主。「総大将の材徳備え」と評される。慎重な性格で政略を決める際は軍配者・川田義朗に占いを行わせるなど延々と思案するが、いざ合戦が始まると即断即決の名将。幼名は虎寿丸。
当初は島津家の悲願である三州統一を果たした時点でその後の領土拡大については否定的であったが、優秀な弟である忠平や歳久から乞われる形で家久を幕府への使者として上京させる。その後、毛利家に亡命中の将軍・足利義昭より毛利の背後を狙う大友家を討つ大義を得たことで九州守護として九州統一戦を開始する。「耳川の戦い」、「沖田畷の戦い」で大友・龍造寺両家を破り、九州での覇権を確かなものとしたが、天下人となった豊臣秀吉には臣従の意思を伝えていた。しかし後に豊臣家から提示された国分け案は島津家には承服し難いものとなっており、家中は豊臣家との抗戦に傾く。「戸次川の戦い」後には秀吉に釈明の書状を送ったが、秀吉には一蹴された。秀吉率いる豊臣本軍の侵攻が始まり、根城坂の戦いの大敗で勝敗が決すと剃髪して「龍伯」と号して出家、秀吉に降伏。その後は家督を弟の義珍に譲り、自身は薩摩国内で隠居状態のまま二頭体制を敷いた。
祖父・日新斎が幼少期に必ず行う”子犬の試験”では、殺さぬ術はないかと延々と議論する、という対応を行った。
島津義弘（しまづ よしひろ）
通称は兵庫頭。島津四兄弟の次男で後に島津家当主。当初は忠平、後に義珍と名乗っていた。「雄武英略傑出し」と評される。天賦の才を持ち”鬼島津”の異名で呼ばれる島津軍最強の将であり、政治を義久、謀を歳久に任せ、自身はひたすら弓箭に奉じてきたため、武断的な気質で、兄・義久とは反対に”勝利に勝る義なぞありもはん”と考えている。幼名は又四郎。
常に戦場に身を置いてきたが故の、理屈ではなく肉体から湧き出るが如き「雄略」で優れた指揮を取る。三百の味方に対して十倍以上の兵力差であった伊東家との”九州の桶狭間”「木崎原の戦い」の勝利の立役者であるが、その合戦は味方兵の八割が壊滅という壮絶な戦いであった。大友家との「耳川の戦い」でも高城で籠城する家久を”睨み”とした奇襲作戦を決行し、大友軍も撃破した。”神降り”した時の家久には自分ですら敵わないと評し、後の龍造寺家との「沖田畷の戦い」の大将として派遣している。その後の九州平定戦では大友攻めの大将として四万の軍勢を率いて豊後へ侵攻したが諸城を攻めあぐね、戦況が芳しくないと見るや、泰然と一万の兵を割いて大友攻めの大将を家久に一任する決断をした。その後、家久軍は府内方面に侵攻、義珍は北上したが角牟礼城で侵攻を阻まれることになった。秀吉率いる豊臣本軍の侵攻が始まると義珍と共に高城を救援し、「根白坂の戦い」となるが大敗、義久は出家して降伏する。後日談として家督を譲られた義珍は義弘と改名し、豊臣傘下の大名として各地を転戦、勇名を馳せることとなる。
祖父・日新斎が幼少期に必ず行う”子犬の試験”では、黙って我慢る、という対応を行った。
島津歳久（しまづ としひさ）
通称は左衛門督。島津四兄弟の三男。「智計並びなく」と評される。冷静沈着な性格で兄弟の中では「謀」を担当しており、兄・忠平に「議は貴殿に勝てもはん」と言われるほどの知将。
兄弟評定では、三州以上の領土拡大に消極的な兄・義久に幕府から大義を得ることを提案するなど妙案、合戦での冷静な指揮が光る。後日談として秀吉から謀反の嫌疑をかけられて粛清の憂き目に遭い、兄弟の中では家久に続いて死去した。
祖父・日新斎が幼少期に必ず行う”子犬の試験”では、意図を見抜いて初めから子犬に情が湧かないように振舞う、という対応を行った。
島津忠豊（しまづ ただとよ）
島津家久の長男。後の島津豊久その人。

#### 後北条家
『天正記』から存在は言及されていたが『権兵衛』にて正式に登場。相模国を拠点に関東一円を支配する戦国大名家。
元は幕府申次衆伊勢氏出身の初代・伊勢盛時が、窮乏する民を憂いて、禄寿応穏を旗印に独立国建国を志向する。関東の戦乱に乗じて伊豆国、相模国を獲得し、二代目の氏綱の代において鎌倉幕府家宰「北条氏」を継承。関東の諸勢力から他国之凶徒と蔑まれ、北条包囲網を形成されるに至り、三代目の氏康が「河越夜戦」において管領上杉家を破り、隣国の今川・武田両家と三国同盟を結び、関東の支配権を決定づけた。
四代目の氏政の代においては長尾景虎の小田原侵攻という危機に見舞われながらも体制を盤石なものとし、織田家の甲州征伐においては同盟国として多方面侵攻に協力するなど良好な関係にあったが、織田信長が横死すると旧武田領を巡って徳川家や上杉家と「天正壬午の乱」を戦う。この乱において真田家との間に沼田の領有・帰属について問題を残すことになり、後に天下人となった豊臣秀吉により裁定が下されたが、これを不服とする北条家臣が「名胡桃城事件」を起こし、総無事令違反により小田原征伐を招くことになった。
他国之凶徒とされた経緯から領民には善政を敷いており、領民からの支持はすこぶる高い。北条包囲網との長年の戦いから籠城戦術に秀でており、小田原の街全体を覆う総構えを始め、関東特有の「赤土」を利用した土塁を駆使した堅牢な城を数多く有する。
伊勢盛時（いせ もりとき）
通称は新九郎、後に出家して宗瑞。幕府申次衆伊勢氏出身ながら後に後北条氏の家祖となり、北条早雲と称される大人物。醜男ではあるが妙に女性にモテる人柄で、大柄な体格から五十貫もの神輿を持ち上げる怪力に加え、有職故実を網羅し、知略・戦略にも長けるが、妻から「生存力が強すぎる故、礼法が下らないと思うのでしょう」と苦言も呈されていた。武将となってからは”室町武士的な豪放な決断力と東山文化を体現する繊麗な政略”を併せ持つ稀代の名将となった。
自身を慕う悪党足軽（後の御由緒六家）の面倒を見て、荒廃した京の民にも施しを与えていたため、常に金欠で従兄の伊勢盛頼に借銭する代わりに盛頼の知恵袋となって土倉との抗争など困難な案件を処理してきた。それらの経緯から「この世は文武に長けた者より銭に賢しき者が牛耳っている」と世の真理に気付いており、後年になっても土倉のことを嫌悪した。新九郎の存在に気付いた時の管領細川政元から関東の騒乱を鎮めるべく、縁戚関係にある駿河守護・今川家に下向、今川氏親の後見人として駿河の安定に寄与する。その矢先に「明応の政変」が起こり、京の混沌ぶりから天下の自浄作用は失われ、下剋上の世の到来を察し、天下の鎮定ではなく関東で独立王国を作り理想の国家を作ることを模索するようになる。諸将が欲するものを見極め、大国に対抗するため小国と手を結び、大国が衰退すればその大国と手を組んで代わりに栄えた小国を討つ、という大政略の下、政元の対立分子を討つとの大義名分を持って伊豆乱入を決行し、領土を得るとそこを足がかりとし関東管領上杉家の対立で巧みに立ち回り、相模国を獲得して後北条家の基礎を築く。
晩年は嫡男・氏綱に家督を譲り、「禄寿応穏」（万民の「財」と「命」を応に穏やかに保つこと）を家訓として掲げ、また氏親との会話で乱世を「遊び」と称し「楽しみを民と共有する」ことを目指すなど民本位の仁政を敷くことを生涯の目標とした。その一方で「理想を掲げてばかりでは悪に勝つことはできない」という現実的な視点を持ち合わせており、「当主一代につき一度限り非道を為すことを許す」とする「虎印判」の掟を残した。「乱世を遊び場」とする思想は、「桶狭間戦記」で氏親から太原雪斎を通じて子の義元に受け継がれていく。顔のモデルはソクラテス。
北条氏綱（ほうじょう うじつな）
通称は新九郎。当初は伊勢氏を名乗っていたが、伊勢家二代目当主にして北条姓を名乗った最初の当主であるため「後北条家初代」とも扱われている。宗瑞からは”守成の才”があると評されており、醜男であった父・宗瑞と違い美男子で民からの支持も厚いが、すべてにおいて勝者であった宗瑞と比べてそれを引き継いだ自身は全てにおいて劣る敗者たる気持ちと卑下していたが、後に北条への改姓を強行するなど家臣団を「先代に劣らぬメチャクチャさだ」と唖然とさせた。後年には「手前が唯一、父に勝るのが執拗さである」と北条包囲網との戦いに耐え抜いた。
宗瑞の言葉を代々に残すため、「碌寿応穏」と刻んだ虎印判を作成し、「当主一代につき一度限り非道を為すことを許す」と取り決める。父の死後、家臣団の制止を振り切って鎌倉幕府の家宰であった「北条」への改姓を強行し、「関東の民に慕ってもらい、鎌倉公方を支え、公的承認を得る」という政策を掲げる。しかしこの政策を機に関東管領上杉家などを筆頭とする旧勢力が新勢力である後北条家の台頭を危惧し、扇谷朝興の主導で上杉家や武田家による第一次北条包囲網が結成されることとなった。父の遺訓である「一度限り非道を為す」を実行し、段銭を徴収したうえで武蔵に進出して包囲網勢力との戦いに生涯を費やすこととなるが、公正さと民の安堵を心がけ、後北条家を真の国家へと導いていった。
北条氏康（ほうじょう うじやす）
通称は左京大夫。後北条家三代目当主。父・氏綱よりも更に端正な顔立ちで思慮深すぎる性格で、「臆病で悩んでばかり」と揶揄されることもある。口癖は思案時の「うーむ」や「ふーむ」。
先代・氏綱の晩年には古河公方と誼を通じ、武蔵、駿河にも領土を拡げるなど後北条家は拡大の一途を辿っていたが、継承より4年後の1545年、さらに大規模な第二次北条包囲網が結成され、かつてない危機に見舞われる。これを受け氏康は先代が心血を注いで獲得した駿河の河東地域を割譲することで今川・武田両家との和睦という英断を下す。そして長年の抗争の決着とより大きな版図を手に入れるべく、「一度限り非道を為す」を実行し、上杉家に偽りの降伏を申し出、奇襲をかける”騙し討ち”を慣行する。「河越夜戦」と呼ばれたこの戦いで後北条軍は大勝し、扇谷上杉家は当主・朝定の討死により滅亡、山内上杉家も当主・憲政が越後に亡命、その後も古河公方を体制に組み込み、名実ともに関東の支配者となった。
今川家の提案で善徳寺にて義元、信玄と会談、甲相駿三国同盟を締結するが、義元には武田、北条両家で長尾景虎に当たるべきとの助言を受ける。その後、1559年の飢饉により碌寿応穏能わず、天才の物忌を自身の代で引き受け、氏政の代による徳政令の実施を見越して隠居を決意したが、氏政には「国事の独断まかりならぬ」と言い含めていた。氏康の懸念通り、義元の横死による三国同盟の破綻、秋の収穫期という時期に”他国凶徒伊勢討伐”を掲げる長尾軍率いる十万もの大軍が小田原に来襲、氏政は民を守るべく決戦を主張したが、氏康は武田軍の援軍来るまでの籠城戦を徹底させ、自身は村が一つ焼き払われる度に代償として顔に一つ傷をつけ、耐え忍んだ。その後、氏政によれば晩年は心労がたたり、子供の見分けもつかない有様であったという。
北条氏政（ほうじょう うじまさ）
通称は新九郎、隠居後は截流斎。後北条家四代目当主。父・氏康に似ず、恰幅の良い体格。次代の氏直からは「公儀となりて、民衆を気高きものと導いた」と評される。
1559年の飢饉を受けて先代・氏康が隠居したが、「国事の独断まかりならぬ」と言い含められており、実質的な両頭体制となった。氏康の懸念通り、1561年に長尾軍率いる十万もの大軍が小田原に来襲、氏康からは籠城戦を厳守されていたが、民から続々と届く保護の嘆願を受け、民衆の信頼に応えるべく出陣しようとするが、「慈しみによりて悪逆に立ち向かうには、敵に倍する智勇を要す」と氏康に諫められる。「一度限り非道を為す」を実行して民衆からの救援要請を悉く無視して籠城を決め込み、長尾軍の放火・略奪（小田原城から誘い出すための挑発であった）の報が届くたびに涙を流して父子ともに耐え忍び、敵将・長尾景虎に「他国凶徒にしては折り目正しき国」と敗北を認めさせた。
時は流れ、天下人となった豊臣秀吉から再三に渡る上洛要請を受けていたが、これを拒否して豊臣・後北条家の関係は悪化の一途を辿っていた。既に実質的な当主職は氏直に譲り、両頭体制を敷いていたが、名胡桃城事件により小田原征伐が始まると、氏直を呼び出し、自身も疲労困憊の有様であることを話し、豊臣家との徹底抗戦を条件に国事に係る虎印判を引き渡した。
北条氏直（ほうじょう うじなお）
通称は左京大夫。相模国の戦国大名で後北条家五代目当主。日頃の激務からやつれ気味で北条家と縁のある和尚からは「大名のように見えぬご様態」と言われるが、その深謀遠慮から「宗瑞公に適うやもしれぬ名君」とも評される。
「政と法の『公正さ』こそ国力の源」と考えており、当主自ら裁定や調停などの所務を取り仕切っている。それ故に”万民が正しさへの努力を怠った故に織田や豊臣が跋扈する世になり果てた”と豊臣家を認めてないものの、氏直自身は豊臣家との合戦を望んでおらず、逸る家臣団を抑えられない現状を苦々しく思っている。父・氏政との会談でも籠城戦は民に加重の負担を強いて不幸にする、とその心中を指摘されるが、「北条四代が築き上げた広大な城よりも”大事なもの”」を見てから決断するよう説得される。身分を隠して城下町を見聞し、民衆が我が家の大事とばかりに北条家のために団結して戦いに備える様に考えを改め、氏政から虎印判を受け継ぎ、民衆を守り抜くために豊臣家との徹底抗戦を決断。しかし豊臣軍の圧倒的な力を見せつけられ次第に追い詰められ、民衆もまた圧倒的な力の前に正義の無力さを痛感しているのではと心配し、北条を潰すことで民が希望を失うことを恐れる。降伏の説得に訪れた北条氏規に連れられ未だ希望を捨てない民衆の姿を見た氏直は民衆の可能性を信じ、かつて家祖宗瑞の如く屋根の上で父氏政との二人だけの評定を開き、法の穴に入り込む「銭の病」と法を超越する天才の登場を説き、後北条家最後の当主として豊臣への降伏を決断。自ら剃髪し家康に後事を託す。
城の明け渡しの前日、虎印判を用い「当主一代につき一度限りの非道」としてささやかながら自ら法度を破り、未だ希望を持ち続ける民に混じって「北条家最後の日」を見届けた。
外見のモデルは、セーレン・キェルケゴール。
笠原正巌（かさはら しょうがん）
北条家の武将。父親は、重臣・松田憲秀。本名は政晴だが、主君・氏直に罵られて武田家に出奔した過去があり、北条家に帰参した際に僧名「正巖」を号した。
確かな戦略眼の持ち主で、小田原征伐時には小田原城早川口の守将として攻め寄せてきた仙石隊を迎え撃つ。兵数で劣る仙石隊を虎口奥深くまで誘い込み、付け入りに警戒しつつ、搦手門や”第三の門”の仕掛けで権兵衛の首級を狙う。仙石隊を殲滅すれば自分達も殲滅される危険性を訴え、「折り目正しき北条の合戦」を兵達に命じるも、血気盛んな民兵達は各門から出撃しての総攻撃の気勢を上げ、仙石隊を包囲すべく打って出た第三門より逆に付け入りを許すことになり、自ら権兵衛と刺し違える覚悟で一騎打ちを望むが、側近の須田伊奈介に生き延びるよう諭され、虎口より逃がされる。兵数に勝りながら自身の過信によって敗れたと虎口陥落の責任を一身に担うことを決意し、氏直に面会。虎口を一時占拠されただけと処罰しない意向であった氏直に対して、懸命に戦った北条兵の名を貶めないために、虎口は陥とされたのではなく、自身が敵と内通して引き入れたことにして北条兵に報いることを懇願する。対話の中で共に悪名を一身に背負うとしていることを境遇から氏直から「友」と呼ばれ、かつての非礼を詫びられる。その後、正巖の願い通り、内通の嫌疑により憲秀は監禁（後に秀吉より切腹の命）、正巖は死罪とされたが、伊豆蔵六寺を開山、僧になったとの異説もある。
外見のモデルは、バルトロメウ・ディアス。

#### 伊達家
『権兵衛』から登場。出羽国、陸奥国を領土とする守護大名上がりの戦国大名家。
現当主の政宗が家督を相続してからは蘆名氏を滅ぼすなど破竹の勢いで勢力を拡大しており、また関東の後北条家とは前当主・輝宗の代から同盟関係にあり、豊臣家からの再三の参陣要請も態度を明らかにせず、伊達家の存在が後北条家の継戦意志に繋がっているとして豊臣家も総無事令違反および遅参を問題視していた。小田原征伐終盤に政宗が参陣、伊達家の恭順による奥州仕置を経て、豊臣家による天下統一が達成された。その後、伊達家は奥州一揆扇動疑惑による減封処分を受けながらも豊臣傘下大名として雌伏の時を過ごす。
伊達政宗（だて まさむね）
通称は左京大夫。「奥州探題」伊達家第十七代目当主で、自らを「伊達（いだて）」と名乗る。眉目秀麗だが、疱瘡により右目を失明している。豊臣秀吉が「臣従を渋るほどに優柔不断な男がかくも堂々と総無事令違反なぞやりおったのか」と言うほどふてぶてしい若き野心家。その問題児ぶりから秀吉からは「悪タレ」、対立する石田三成からも「東国の凶徒」と呼ばれている。
小田原包囲中の六月についに参陣、遅参理由について「今生の一着を選んでいた」と臆面もなく釈明して秀吉を唖然とさせた。先の蘆名討伐の件も豊臣家の内偵で政宗の言い分通り、蘆名家に非があることが認められて総無事令違反に関しては不問にされるが、遅参の件の追求を受けると、「豊臣家と北条家の何れが勝つか見定めていた」と本心を明かす。そして何故、四百年の歴史を誇る伊達家当主である自分が僅か一代成り上がりに平伏せねばならぬのかと問い、「幾千万の人間の中で一人は、五百年の山を五年で築く者もいる」との秀吉の答えに圧倒された。それを見守っていた徳川家康は政宗が大仰に秀吉を褒め称えていることを察し、「幽玄の智を備えし者」と認めている。
その後の奥州一揆扇動疑惑でも巧みな弁舌で釈明し、秀吉好みの派手な演出で取り入るが、その心中は当然、面従腹背で三成が推し進める「中央集権」に対して「戦国大名的独立」を志向して暗闘を繰り広げ、また取次役の家康とも親密な関係を築いている。

#### 足利将軍家
足利義昭（あしかが よしあき）
各国を流浪し、後に織田信長を頼って上洛、室町幕府十五代将軍となる。当初は織田家と行動を共にしていたが、金ヶ崎の戦い以降、次第に裏で織田家排斥を目論むようになる。以後も織田家とともに行軍しているが、遂には信長に反旗を翻し、京都を追放された。
本作では、斎藤龍興と共に信長包囲網の形成に一役買った人物だが、後に織田家が他国に侵攻する大義名分を得るために光秀に利用されていたことが明かされた。
和田惟政（わだ これまさ）
通称は伊賀守。義昭の家臣。義昭の使者として織田信長の元へ現れ、信長の上洛を後押しする。

#### 畠山家
『天正記』に登場。能登国七尾城を本拠地とする守護大名家。その立地故、上杉家と織田家の諍いに翻弄され、当主の相次ぐ早世に加えて内部抗争により衰退、上杉軍の侵攻を受け、大名家としては滅亡した。その後は上杉家の衰退により織田家の北陸方面軍によって平定され、能登は前田家の領地となっている。手取川の戦いの前にクローズアップされて描かれた。
畠山義綱（はたけやま よしつな）
通称は修理大夫。畠山家当主。畠山氏が足利氏の血筋を引く名族（三管領）である事を誇りに思っている。家中の内乱によって腹心の遊佐続光に城を追放され、弟である義春と上杉家に身を寄せる。「義を重んじる」と聞き及んでいた上杉家が一行に復位の為に動かない事に焦燥を募らせながら、徒に年を重ねていく。息子である義慶が自身との内通を疑った遊佐に謀殺され、更に孫の春王丸まで傀儡君主として人質にされる苦難を味わう。
涙ながらに「義による挙兵」を嘆願した末に謙信が軍を挙げるも、同時に自身でも孫でもなく弟の義春が家督を引き継ぐと言い渡される。その後の消息は定かではないが、煩悶の末に入水したする伝承が記載されている。
畠山義春（はたけやま よしはる）
通称は民部大輔。義綱の弟。兄と共に上杉家を頼るが、兄と異なり次第に謙信を崇拝するようになる。上杉家に疑いを抱いた兄に「義は永久かつ絶対」という謙信の言葉を説き、畠山家すらもその前には小事であるとまで言い切る。甥の暗殺後に謙信が挙兵すると、兄を差し置いて謙信から当主に指名される。
畠山義慶（はたけやま よしのり）
通称は修理大夫。義綱の子で、義綱に代わって遊佐続光に擁立される。後に父や上杉家に通じている事が露見し、間もなく遊佐によって毒殺される。畠山家の行く末を死の間際でも案じ続け、遊佐を恨まぬように言い残した上で長続連に春王丸を託した。
畠山春王丸（はたけやま はるおうまる）
義慶の遺児。自らの事は「春」と称する。義慶が謀殺された後、遊佐続光によって擁立される。齢五歳の幼童ながら、飢えに苦しむ領民の姿を見て自ら織田軍に与するという英断を下す。しかし間もなく疫病によって夭折した。
遊佐続光（ゆさ つぐみつ）
通称は美作守。畠山七人衆の一人。主君である畠山兄弟を駆逐し、傀儡に立てて畠山家を牛耳ろうと画策する。春王丸の没後、クーデターを起こして長父子を自害に追い込み、上杉家に投降した。その後、長連龍に殺された。
長続連（ちょう つぐつら）
通称は対馬守。畠山七人衆の一人。義慶の信任厚く、その遺言を託される。織田軍に与しようと画策するも、土壇場で遊佐の謀略によって七尾城を奪われて自害させられた。
長綱連（ちょう つなつら）
続連の長男。父とともに織田家に与するために行動するも、遊佐のクーデターの際に父とともに自害させられた。
長連龍（ちょう つらたつ）
通称は九郎左衛門。続連の三男。僧形をしている。父の名代として信長に謁見し七尾城への先導を買って出るも、時すでに遅く政敵であった遊佐続光によって父兄を謀殺される。その後、浪人衆を率いて復讐の挙兵、遊佐一族を誅殺した。

#### 別所家
播磨の国人。当初は親織田であったが、羽柴秀吉率いる西国方面軍の苛烈な仕打ちを目の当たりにして謀反を起こす。別所の離反を引き金に播磨の国人が一斉に反旗を翻したため、織田家の播磨平定が振り出しに戻ることになった。荒木村重の謀反や毛利家の援軍などもあって一時は西国方面軍を窮地に陥れたが、秀吉によって国人らは各個撃破され、さらに本拠地の三木城も兵糧攻めに遭うと進退窮まり降伏、羽柴家が播磨を平定した。その後、良質な港を多数有する播磨は羽柴家（西国方面軍）の経済拠点となっていった。
別所長治（べっしょ ながはる）
通称は侍従。播磨三木城主。一度は織田家に与するも、別所賀相の説得によって織田家に反旗を翻す。一年の籠城の末に自分の首を差し出して降伏しようとするが、そのことが家臣の鉄血に火を付けた。最終的に妻子を殺害し、城兵の助命と引き換えに自害する。
別所賀相（べっしょ よしすけ）
通称は山城守。別所家の筆頭家老。不真面目な性格で軍議を欠席する事もあるが、人一倍播州人の鉄血に誇りを持っている。主君・長治に播州人の精神を説き、織田家から謀反させた。家臣のため命を捨てようとした長治の覚悟を見て結束が固まり好機が来たと悟り、羽柴家に奇襲を仕掛けるが半兵衛の策謀に敗北。その後、降伏を決断した長治に反発して、城に放火しようとするも長治の決断を汲む家臣に殺害される。
別所重棟（べっしょ しげむね）
通称は主水正。別所家の家臣。賀相の弟。
後藤基国（ごとう もとくに）
後藤又兵衛の父。
別所長治の子、千代丸を井上祐之の元へと逃した。
井上祐之（いのうえ ひろゆき）
通称は一蓮坊。上津城主。元武家階級の僧侶。落飾前は井上源太夫の名乗りで戦場を駆け巡り、一介の兵士から城主まで上り詰めた武人であった。
乱世に嫌気が差して仏門に帰依していたが、主君・別所家の窮地に還俗して再び上津城の城主となる。権兵衛との密約を経て、城兵と民の無事と引き換えに自害した。その後、上津城は権兵衛に与えられ、湯山奉行としての任に当たり、淡路入封まで権兵衛の居城となった。

#### その他の勢力・人物
細川昭元（ほそかわ あきもと）
通称は六郎。斎藤龍興の立案した信長包囲陣に参画し、畿内で民衆に信長への檄文を読み上げるなどの活動を展開する。後に龍興とともに挙兵するが、援軍の本願寺も敗れたために降伏する。
細川政元（ほそかわ まさもと）
室町幕府の管領。伊勢盛時を関東に下向させる。戦国時代の嚆矢となった明応の政変を起こす。経済と民衆力へ先見の明を持った人物として描かれる。
太田道灌（おおた どうかん）
扇谷上杉家の家宰であったが、暗殺され横死。
比叡山延暦寺座主（ひえいざんえんりゃくじざす）
斎藤龍興・浅井長政・下間頼蓮・朝倉景健・細川昭元が信長包囲陣の密談を行う際に、場所を提供する。以後も反織田勢力を匿うなどの行いが続いたために、業を煮やした信長によって比叡山を焼き討ちされる。
松永久秀（まつなが ひさひで）
通称は弾正少弼。織田軍に所属する武将であったが、信長が上杉謙信と対陣する間に謀反を起こす。後日爆死。
外見のモデルは、朱鎔基。
随風（ずいふう）
天台宗の僧侶。光秀や家康の元を訪れては禅問答を行っている。
古渓宗陳（こけいそうちん）
大徳寺の僧侶。織田信長の葬儀において導師も務めたほどの高僧で、京で梟首された神子田の前で「これじゃあ藤吉郎様も暴君に見られちまうじゃろが」と秀吉を心配する権兵衛に興味を持ち、後日、大徳寺に招く。対面において権兵衛は失敗を経て”物言う民と統べる君”両側の事情を知る機会を得て幸運だと諭し、出家を望む権兵衛に対して”良縁に導かれるがまま、再び牧伯（大名）に戻る”よう導いた。その後、信長の菩提寺建設の金銭悶着から三成ら奉行衆によって筑前配流処分を受けるが後日、棄の誕生に満悦な秀吉により処分を取り消された。
秀吉に対しては”民衆中から生まれながらもその才覚により民の衷心を知るより先に君主に昇りつめてしまった”と評し、「世間が天下人を疎んじ、天下人が世間を疎んじれば、天下は悪しき縁の流れに向かっていく」と秀吉の行く末に懸念を示した。外見のモデルはジェイソン・ステイサム
堀田道空（ほった どうくう）
津島の商人。信長に楽市楽座を申し伝えられる。外伝『桶狭間戦記』では堀田正龍として登場している。
今井宗久（いまい そうきゅう）
堺の商人。
加藤順政（かとう のぶまさ）
熱田の商人。
森田三郎（もりた さぶろう）
越前の廻船商。信長の命を受けた柴田勝家の交渉により、本願寺の北陸の海路を封鎖する。
千利休（せんのりきゅう）
宗易とも従に表記される。堺の豪商にして茶人。「茶聖」、「天下の茶頭」とも称されるが、信長に仕えていた際は、商人として描かれており、織田包囲網の切り崩しを図る織田軍に軍需品を補給していた。
第四部からは秀吉の御用商人および文化人として「内々のことは宗易、公儀のことは小一郎に」と言われるほどの側近に抜擢されており、秀吉の命を受け、改易処分となった権兵衛の現状を報告している。その頃から利休が創作した竹花入などの茶道具が流行となっており、莫大な利益を得ていたとされる（秀吉曰く竹花入に使う竹の仕入れ値はタダ）。しかし小田原包囲中の秀吉に百日紅を献上するなど、徐々に秀吉の不興を買っていく（百日紅＝サルスベリ＝猿滑る勿れという諫言）。さらに乱世が終わり、文化が隆盛してくると財界、文化の頭領たる利休が各大名から師として仰がれ、利休の一声で茶道具の価値が跳ね上がるなどその影響力の高さから秀吉に危険視されるに至り、秀吉の用意した茶入れ飾りの野菊を「児戯」として我慢ならず、払いのける一件（茶会事件）を機に決裂する。「銭の力で天下を治める豊臣家に対して”銭の価値を貶めるほどの威光を持ってしまった者”」とされた利休は、奉行衆により「大徳寺の利休像」を名目に蟄居を命じられる。天下一と称された自身の創作を本当にわかる者が一人もいないように、天下人たる秀吉の気持ちをわかる者もいないからこそ、自身が秀吉の知己となろうとしたが「あの下衆だけは好きになれん」と心中を吐露する。後日、「天下一になってしまったが最後、古今東西ロクな死に方をしない」と秀吉の行く末を案じながら切腹した。
外見のモデルは、ハンフリー・ボガート。
小西隆佐（こにし りゅうさ）
通称は和泉守、洗礼名はジョウチン。小西行長の父親で豊臣家臣の堺商人。（史実では）堺奉行を務めており、今井宗久や津田宗及らからは「頭取」と呼ばれている。九州征伐の際は豊臣軍の兵站を担ったが、その後のバテレン追放令を機に秀吉とは距離を置いている。今井、津田、利休らと豊臣家から小田原征伐に備えての軍需品の確保を命じられていたが、北条家の上洛・和睦の意向を受けて協議。「（火蓋が切られることを）神に祈るべし」と言いつつも、密かに辯士衆を雇い、沼田にて流言飛語を飛び交わせ、北条方を煽ることにより「名胡桃城事件」を指嗾する。
勧修寺晴豊（かじゅうじ はれとよ）
公家。既得権益を守る為に最大勢力となった信長に三職推任を持ちかける。
外見のモデルは、ジョージ・クルーニー。
菊亭晴季（きくてい はるすえ）
公家。関白相論が後に朝家の綻びとなることを危惧し、秀吉に関白任官を持ちかけ、秀吉の任官に尽力。その後は羽柴家と朝廷の調整役に収まる。
清原枝賢（きよはら えだかた）
公家。朝廷屈指の知識人で、秀吉を下賤者と見下し嫌がらせのために公家ですら読解困難な職原鈔を写本して献上する。しかしそれを物ともしない秀吉の態度や朝廷の論争を収める手腕に天下人としての秀吉を認めるようになる。
国友藤太郎（くにとも とうたろう）
近江国友村の鉄砲鍛冶。自身も鉄砲の使い手であり、以前羽柴秀吉を狙撃した事もあった。最新式の鉄砲を開発した事を秀吉に目をつけられ、かつての怨恨を忘れて頭を下げられたため、秀吉に臣従し、新作の鉄砲を献上した。
津田照算（つだ しょうさん）
通称は杉ノ坊。依頼を受けては傭兵のように鉄砲衆を派遣する根来衆の一人。織田家の依頼を受けて対武田戦に投入される。津田妙算は従弟にあたるが、その才を警戒している。
志賀源次郎（しが げんじろう）
粗葉粕太郎と名乗っていた津田妙算とともに盗みを働いていた男。裏切って権兵衛に妙算を突き出し仙石家の家臣に取り立ててもらおうとするが、その内面を権兵衛に見破られ仕官できなかった。
均助（きんすけ）
羽柴秀吉の領内である近江国中井村の村長。大の戦好事家。外伝『桶狭間戦記』にも登場。モデルは織豊城郭研究者で、『センゴク』にもたびたび助言している中井均。

## 書誌情報
『センゴク』各巻表紙は主要登場人物のイラストで、付随したオビにセリフや寸評が書かれている。『センゴク天正記』では各巻表紙は前作と同じく主要登場人物のイラストとなっているが、前作ではオビに書かれていた表紙人物のセリフや寸評は、裏表紙に書かれている。

### 単行本
- 宮下英樹 『センゴク』 講談社〈ヤンマガKCスペシャル〉、全15巻
  1. 2004年11月3日発売[44]、ISBN 4-06-361284-8
  2. 2004年11月3日発売[45]、ISBN 4-06-361285-6
  3. 2004年12月25日発売[46]、ISBN 4-06-361298-8
  4. 2005年3月3日発売[47]、ISBN 4-06-361318-6
  5. 2005年6月4日発売[48]、ISBN 4-06-361345-3
  6. 2005年9月4日発売[49]、ISBN 4-06-361373-9
  7. 2005年12月23日発売[50]、ISBN 4-06-361411-5
  8. 2006年3月4日発売[51]、ISBN 4-06-361432-8
  9. 2006年4月28日発売[52]、ISBN 4-06-361440-9
  10. 2006年8月4日発売[53]、ISBN 4-06-361464-6
  11. 2006年11月6日発売[54]、ISBN 4-06-361490-5
  12. 2007年2月6日発売[55]、ISBN 978-4-06-361522-7
  13. 2007年4月27日発売[56]、ISBN 978-4-06-361550-0
  14. 2007年9月6日発売[57]、ISBN 978-4-06-361586-9
  15. 2007年12月28日発売[58]、ISBN 978-4-06-361630-9
- 宮下英樹 『センゴク天正記』 講談社〈ヤンマガKCスペシャル〉、全15巻
  1. 2008年4月28日発売[59]、ISBN 978-4-06-361665-1
  2. 2008年8月6日発売[60]、ISBN 978-4-06-361710-8
  3. 2008年11月6日発売[61]、ISBN 978-4-06-361734-4
  4. 2009年3月6日発売[62]、ISBN 978-4-06-361766-5
  5. 2009年5月1日発売[63]、ISBN 978-4-06-361787-0
  6. 2009年8月6日発売[64]、ISBN 978-4-06-361814-3
  7. 2009年11月6日発売[65]、ISBN 978-4-06-361836-5
  8. 2010年3月5日発売[66]、ISBN 978-4-06-361873-0
  9. 2010年6月4日発売[67]、ISBN 978-4-06-361899-0
  10. 2011年4月6日発売[68]、ISBN 978-4-06-382019-5
  11. 2011年8月5日発売[69]、ISBN 978-4-06-382061-4
  12. 2011年11月4日発売[70]、ISBN 978-4-06-382105-5
  13. 2012年2月6日発売[71]、ISBN 978-4-06-382130-7
  14. 2012年5月7日発売[72]、ISBN 978-4-06-382169-7
  15. 2012年10月5日発売[73]、ISBN 978-4-06-382223-6
- 宮下英樹 『センゴク一統記』 講談社〈ヤンマガKCスペシャル〉、全15巻
  1. 2012年10月5日発売[74]、ISBN 978-4-06-382231-1
  2. 2013年1月4日発売[75]、ISBN 978-4-06-382252-6
  3. 2013年4月5日発売[76]、ISBN 978-4-06-382287-8
  4. 2013年7月5日発売[77]、ISBN 978-4-06-382324-0
  5. 2013年10月4日発売[78]、ISBN 978-4-06-382363-9
  6. 2013年12月6日発売[79]、ISBN 978-4-06-382401-8
  7. 2014年3月6日発売[80]、ISBN 978-4-06-382435-3
  8. 2014年6月6日発売[81]、ISBN 978-4-06-382477-3
  9. 2014年9月5日発売[82]、ISBN 978-4-06-382512-1
  10. 2014年11月6日発売[83]、ISBN 978-4-06-382527-5
  11. 2015年2月6日発売[84]、ISBN 978-4-06-382557-2
  12. 2015年4月6日発売[85]、ISBN 978-4-06-382591-6
  13. 2015年6月23日発売[86]、ISBN 978-4-06-382623-4
  14. 2015年10月6日発売[87]、ISBN 978-4-06-382684-5
  15. 2016年3月4日発売[88]、ISBN 978-4-06-382750-7
- 宮下英樹 『センゴク権兵衛』 講談社〈ヤンマガKCスペシャル〉、全27巻
  1. 2016年3月4日発売[89]、ISBN 978-4-06-382751-4
  2. 2016年6月6日発売[90]、ISBN 978-4-06-382807-8
  3. 2016年9月6日発売[91]、ISBN 978-4-06-382848-1
  4. 2016年12月6日発売[92]、ISBN 978-4-06-382894-8
  5. 2017年2月6日発売[93]、ISBN 978-4-06-382923-5
  6. 2017年4月6日発売[94]、ISBN 978-4-06-382961-7
  7. 2017年7月6日発売[95]、ISBN 978-4-06-510015-8
  8. 2017年10月6日発売[96]、ISBN 978-4-06-510255-8
  9. 2018年1月5日発売[97]、ISBN 978-4-06-510702-7
  10. 2018年3月6日発売[98]、ISBN 978-4-06-511102-4
  11. 2018年5月7日発売[99]、ISBN 978-4-06-511453-7
  12. 2018年8月6日発売[100]、ISBN 978-4-06-512436-9
  13. 2018年11月6日発売[101]、ISBN 978-4-06-513560-0
  14. 2019年2月6日発売[102]、ISBN 978-4-06-514563-0
  15. 2019年5月7日発売[103]、ISBN 978-4-06-515472-4
  16. 2019年8月6日発売[104]、ISBN 978-4-06-516726-7
  17. 2019年11月6日発売[105]、ISBN 978-4-06-517737-2
  18. 2020年2月6日発売[106]、ISBN 978-4-06-518490-5
  19. 2020年5月7日発売[107]、ISBN 978-4-06-519544-4
  20. 2020年8月5日発売[108]、ISBN 978-4-06-520464-1
  21. 2020年11月6日発売[109]、ISBN 978-4-06-521340-7
  22. 2021年2月5日発売[110]、ISBN 978-4-06-522300-0
  23. 2021年5月6日発売[111]、ISBN 978-4-06-523292-7
  24. 2021年8月5日発売[112]、ISBN 978-4-06-524342-8
  25. 2021年11月5日発売[113]、ISBN 978-4-06-525845-3
  26. 2022年2月4日発売[114]、ISBN 978-4-06-526833-9
  27. 2022年5月6日発売[115]、ISBN 978-4-06-527799-7
- 宮下英樹 『センゴク外伝 桶狭間戦記』 講談社〈ＫＣデラックス〉、全5巻

- 東郷隆（原作） / 細川忠孝（作画） 『センゴク兄弟』 講談社〈ヤンマガKCスペシャル〉、全6巻

- 宮下英樹（文） / 本郷和人（文）『ちぇんごく』 講談社〈KCデラックス〉、全2巻
  1. 「上」2011年7月6日発売[116][117]、ISBN 978-4-06-382031-7
  2. 「下」2011年12月6日発売[118]、ISBN 978-4-06-376168-9

  - 漫画とコラムで構成された本シリーズのスピンオフ[119]。『ちぇんごく〜初めてのセンゴク〜』のタイトルで『月刊ヤングマガジン』（講談社）にて2010年7月号から2011年10月号まで連載[119]。コラムは歴史学者の本郷和人、漫画は宮下が担当[119]。

### 廉価版
- 宮下英樹 『センゴク』 講談社〈講談社プラチナコミックス〉、全6巻
  1. 「仙石権兵衛登場編」2011年2月9日発売[120]、ISBN 978-4-06-374799-7　
  2. 「金ヶ崎の退き口・姉川の合戦編」2011年2月23日発売[121]、ISBN 978-4-06-374801-7　
  3. 「比叡山焼き討ち編」2011年3月9日発売[122]、ISBN 978-4-06-374802-4　
  4. 「三方ヶ原の合戦編」2011年3月23日発売[123]、ISBN 978-4-06-374803-1　
  5. 「一乗谷炎上編」2011年4月13日発売[124]、ISBN 978-4-06-374810-9　
  6. 「小谷城虎口攻め編」2011年4月27日発売[125]、ISBN 978-4-06-374820-8

### 小説
- 東郷隆（著） / 宮下英樹（イラスト） 『センゴク兄弟』 講談社、2009年10月29日発売[126]、ISBN 978-4-06-215844-2
  - 「文庫版」2010年9月15日発売[127]、ISBN 978-4-06-276760-6

- 東郷隆（著） / 細川忠孝（イラスト） 『センゴク剣法』 講談社〈NOVELSヤンマガKC〉、2013年10月4日発売[128]、ISBN 978-4-06-364928-4
  - 『センゴク兄弟』の続編で、兄の久勝を主人公としたもの。

### 関連書籍
- 『センゴク公式バトル読本』2007年12月28日発売[129]、ISBN 978-4-06-375409-4
- 『センゴクバトル歳時記』2008年12月17日発売、ISBN 978-4-06-375625-8
- 『センゴク武将列伝』2009年10月15日発売[130]、ISBN 978-4-06-276494-0
- 『センゴク合戦読本』2009年10月15日発売[131]、ISBN 978-4-06-276493-3
- 『センゴクバトルランキング』2009年11月6日発売[132]、ISBN 978-4-06-375818-4

## 関連商品
パチスロ
- パチスロ センゴク回銅記（2011年、ニューギン）

パチンコ
- CRセンゴク‐史上最も失敗し挽回した男‐（2015年、EXCITE）